# Actopan (Hidalgo)
Actopan (del náhuatl: Ātocpan ‘tierra gruesa, húmeda y fértil’) es una ciudad mexicana, cabecera del municipio de Actopan en el estado de Hidalgo. Actopan es ampliamente conocida por su gastronomía, especialmente por el ximbó y la barbacoa, así como por el Templo y exconvento de San Nicolás de Tolentino.
La ciudad está ubicada al norte de la Ciudad de México, de la cual se encuentra a una distancia de 120 km, y a solo 37 km de la ciudad de Pachuca de Soto, la capital del estado de Hidalgo. Se encuentra dentro de la región geográfica denominada como Valle del Mezquital. De acuerdo a los resultados que presentó el censo de población y vivienda 2020 del INEGI, la localidad tiene una población de 32 276 habitantes, lo que representa el 52.91 % de la población municipal.
La ciudad fue un asentamiento del pueblo otomí, en 1117 el poblado es conquistado por grupos chichimecas, y pasó a depender de Acolhuacan en 1120. Fue conquistados por los tepanecas de Azcapotzalco a finales del siglo XIV. La conquista mexica se realizó en 1427 durante el reinado de Itzcóatl. Después de la Conquista de México se establece una encomienda en Actopan. Según el Diccionario universal de historia y de geografía, la ciudad fue fundada el 16 de julio de 1546; aunque la fecha en que se celebra el aniversario de la fundación de la localidad corresponde al 8 de julio.  En 1575 Actopan fue elevado a la categoría de pueblo.
Fue elevado a Alcaldía mayor en 1568; Actopan era la cabecera y los pueblos a su alrededor eran la República de Indios. Después pasó a ser Subdelegación en el periodo de las reformas borbónicas; y adquirió el carácter de Ayuntamiento y cabecera de partido, dependiente del distrito de Tula, el 6 de agosto de 1824. El 26 de abril de 1847, mediante decreto del Congreso del estado de México elevó a la categoría de villa al pueblo de Actopan.
El 15 de octubre de 1861, se consigna Actopan como distrito del estado de México. El 7 de junio de 1862, pasó a formar parte del cantón militar número 3 del segundo distrito militar del estado de México, creado para hacer frente a la intervención francesa en México. Al principio, Actopan figuró temporalmente como capital del distrito, pero esta fue cambiada a Pachuca. Durante el Segundo Imperio Mexicano, Actopan pasó a formar parte del departamento de Tula. En 1869, el decreto de erección del estado de Hidalgo le confirmó el carácter de cabecera de distrito de la nueva entidad.
La Constitución de Hidalgo de 1870 reconoció Actopan como 1.º distrito, categoría que le sería confirmada en el artículo 1.º de las leyes electorales de 1880 y 1894. En el artículo 3.º de la Constitución de Hidalgo del 1 de octubre de 1920 aparece en el listado como cabecera municipal, y en él se encuentra incluida como cabecera municipal del municipio número 3 de Hidalgo. Al conmemorarse el cuarto centenario de la fundación de Actopan, el 8 de julio de 1946, la XXXVIII Legislatura del Congreso del estado de Hidalgo, le dio la categoría de ciudad.

## Toponimia

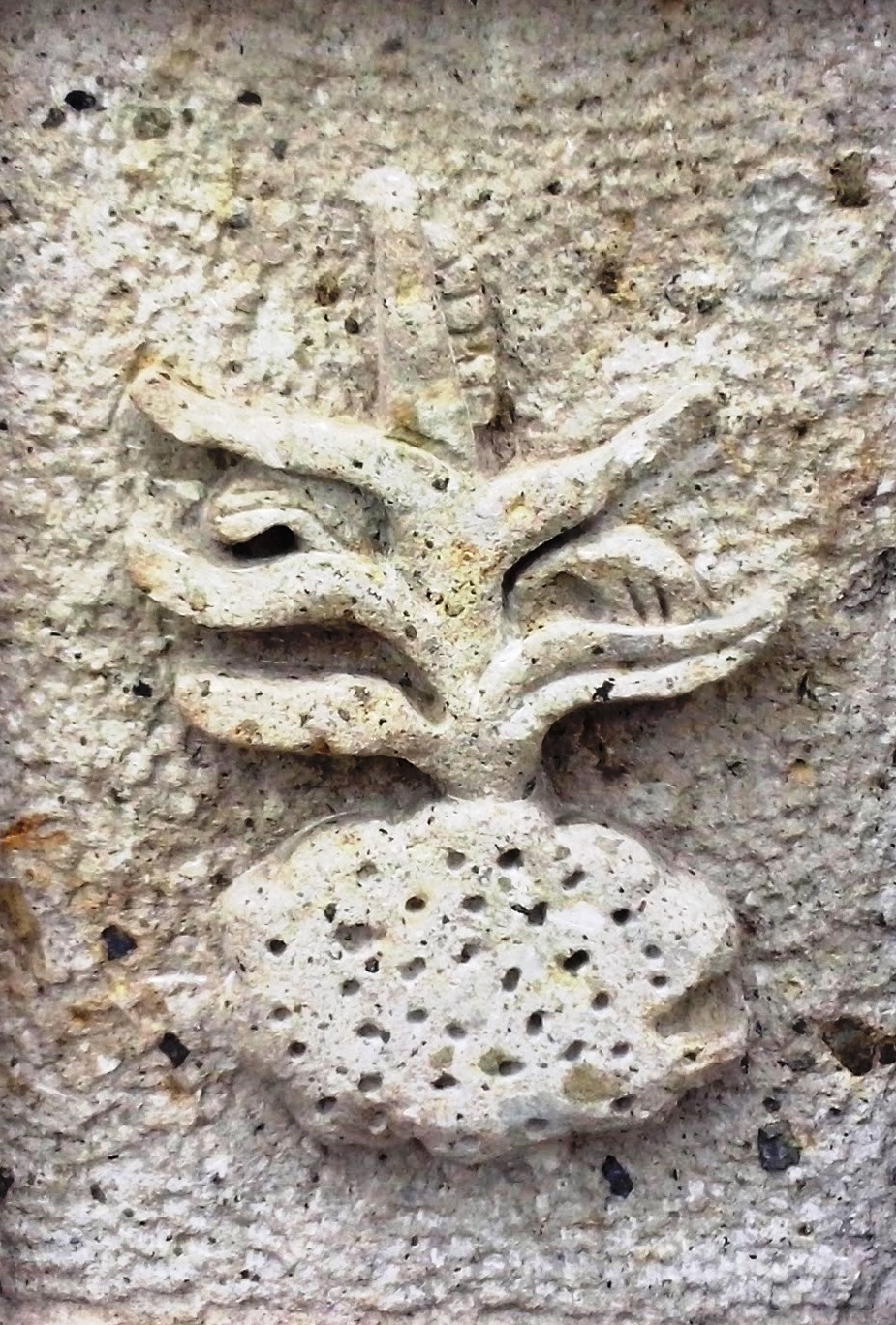
Relieve del glifo de Actopan en la Rotonda de los Hidalguenses Ilustres.

Algunas fuentes señalan que la palabra Actopan proviene del idioma otomí, el INAFED en la Enciclopedia de los Municipios y Delegaciones de México en su página de Actopan, Hidalgo señala la etimología de la palabra proviene del otomí; pero en la página de Actopan, Veracruz señala que la etimología proviene del náhuatl. Enrique Rivas Paniagua, en el libro Lo que el viento nos dejó: hojas del turruño hidalguense, apunta que el nombre de ningún municipio de Hidalgo tiene raíces en otomí.
La palabra Actopan de origen náhuatl, derivada de atoctli, cuyo significado es ‘tierra gruesa, húmeda o fértil’, y pan, que significa ‘en’ o ‘sobre’, por lo que la traducción quedaría de la siguiente forma: «sobre tierra gruesa, húmeda y fértil». Otro significado es que proviene de ac raíz de la palabra (atl) que significa agua, to (' toktok) que significa enterrado y de pan que significa locativo, sobre, en; por lo que su significado quedaría «sobre agua enterrada».
También se ha señalado que el nombre de la localidad podría ser Atocpan que por cierta modificación del lenguaje sufrió un cambio en su estructura; Otocpan, citado esto en el «Archivo Español de Arte y Arqueología del Obispado de México»; y Atecpan, de origen náhuatl y que significa “en el estanque”.
El nombre del asentamiento del pueblo hñähñu antes de la Conquista de México en idioma otomí era: Ma'ñuts'i, Mañutzi, o Mañutshí. Un significado etimológico que se da es que proviene del posesivo ma, que significa ‘mi’, un, que significa ‘camino’, e itzi, que es diminutivo, por lo que se traduciría como «mi pequeño camino». De acuerdo a las lingüistas, Ethel Emilia Wallis y Yolanda Lastra, otro significado es que proviene de ñuts'i, que significa encensar o incensar (perfumar con incienso) y el posesivo ma, por lo que se traduciría como «Lugar de encensar o incensar».

## Símbolos

### Glifo
El glifo, (Signo grabado o, por extensión, escrito o pintado) que representa a la ciudad está conformado por una caña de maíz en jilote y mazorcas sobre un terrón dibujado como un disco, sembrado en su interior de puntos o granos gruesos. Esta representación es comúnmente usada como el escudo de la ciudad.

### Nombre
El nombre oficial es Actopan, aunque también recibe la denominación de Ciudad del Convento o de forma más larga Ciudad del Convento y la Barbacoa. Esto debido a la importancia del Templo y exconvento de San Nicolás de Tolentino y del platillo típico de la ciudad la barbacoa. El 14 de noviembre de 1861, formando parte del estado de México; se le llamó Actopan de Hidalgo, en honor de Miguel Hidalgo y Costilla. A fines del siglo XIX, cayó en desuso para no sonar cacofónico con el nombre de la entidad federativa.

### Eslogan
Después de los avistamientos de pumas en 2017, al norte del municipio; en el año 2019 el Ayuntamiento de Actopan registró la marca «Territorio Puma», como parte de la identidad para demarcaciones que son hábitat de este felino.

## Historia

### Periodo prehispánico

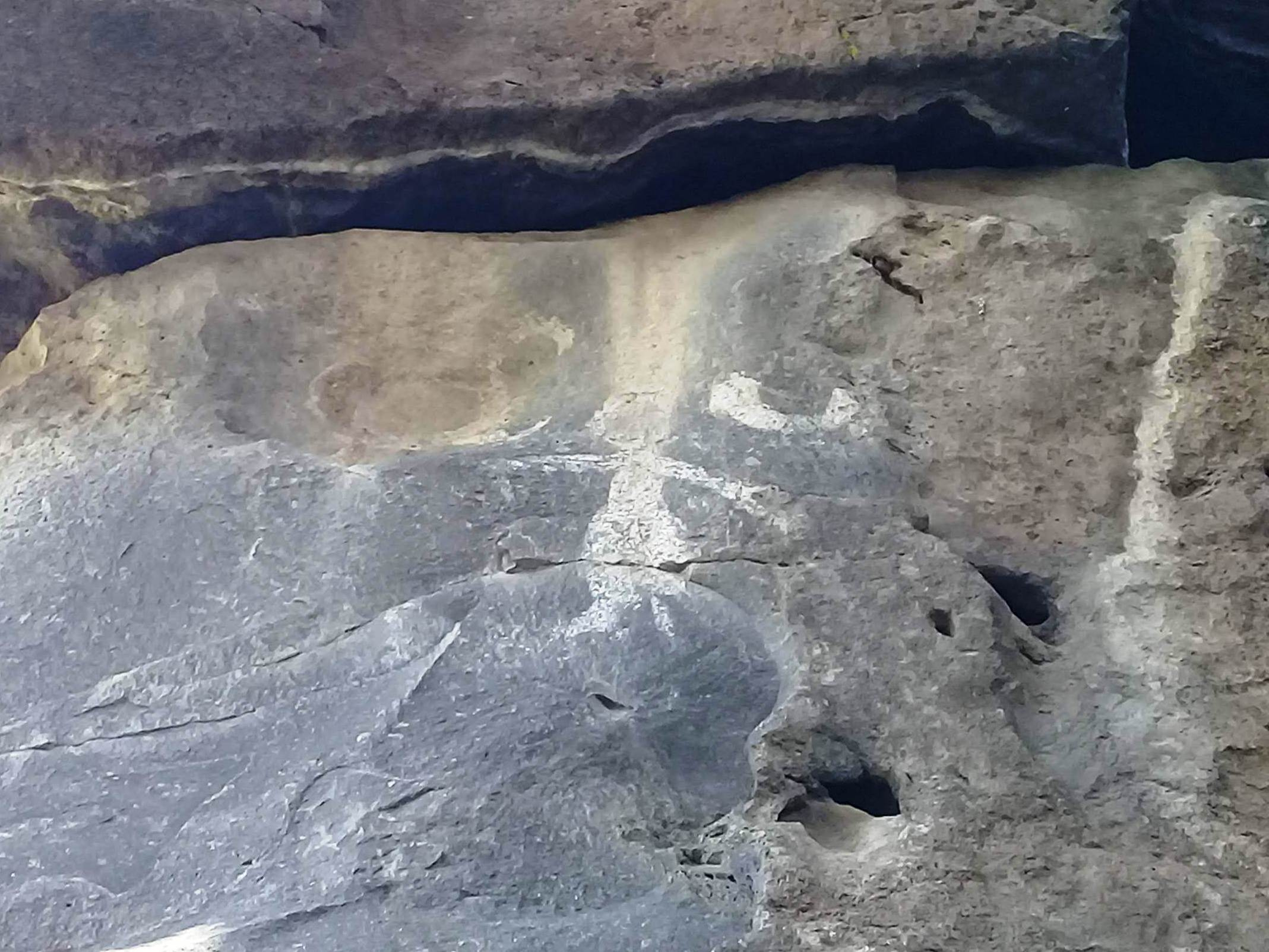
Pinturas rupestres, localizadas junto al Acueducto de Actopan. Destaca la figura de una mujer, en su diestra el sol y en su contraparte la luna en cuarto menguante.

En fecha desconocida, el pueblo otomí fundó el poblado. Hacia el año 644 hicieron su aparición los toltecas, y esto ocasiona que se divida el pueblo en dos parcialidades que continúan existiendo al momento de la conquista española: Tetitlan y Actopan. Para el año de 1113, el pueblo otomí al mando de Xide, llegó a la región. En 1117 el poblado es conquistado por grupos chichimecas, y a causa de esta invasión, pasó a depender de Acolhuacan en 1120.
Actopan e Ixcuinquitlapilco fueron conquistados por los tepanecas de Azcapotzalco a finales del siglo XIV. La conquista mexica se realizó en 1427 durante el reinado de Itzcóatl. Casi siempre mencionados juntos en las crónicas y relaciones, Actopan e Ixcuinquitlapilco, eran comunidades otomíes con minorías chichimeca-pame. Durante este tiempo Ixcuinquitlapilco fue la población más importante de esta región.
El historiador Peter Gerhar, menciona que Actopan fue visitado por primera vez por los españoles antes de consumada la conquista, a finales de 1519 o principios de 1520. Para 1521 los indígenas de la zona y de otras partes cercanas, participaron en la defensa del territorio al mando del tlatoani Cuauhtémoc contra los conquistadores españoles. El 13 de agosto de 1521 cayó Tenochtitlan por parte de las tropas de Hernán Cortés y sus aliados. Entre 1521 y 1524 logró establecerse cierto control político-militar, en casi todos los territorios sujetos al imperio mexica, incluido Actopan.

### Virreinato de Nueva España

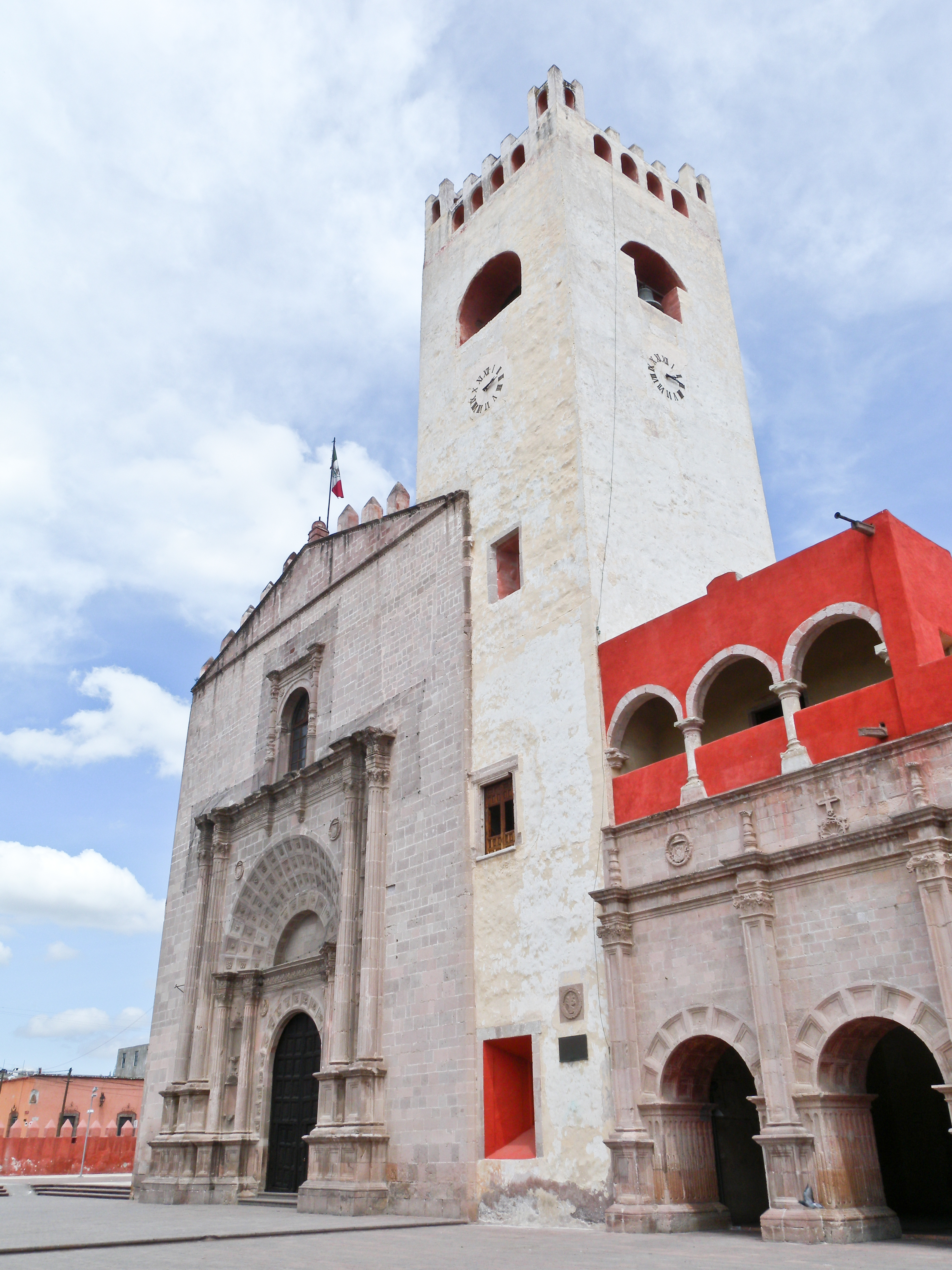
Templo y exconvento de San Nicolás de Tolentino.

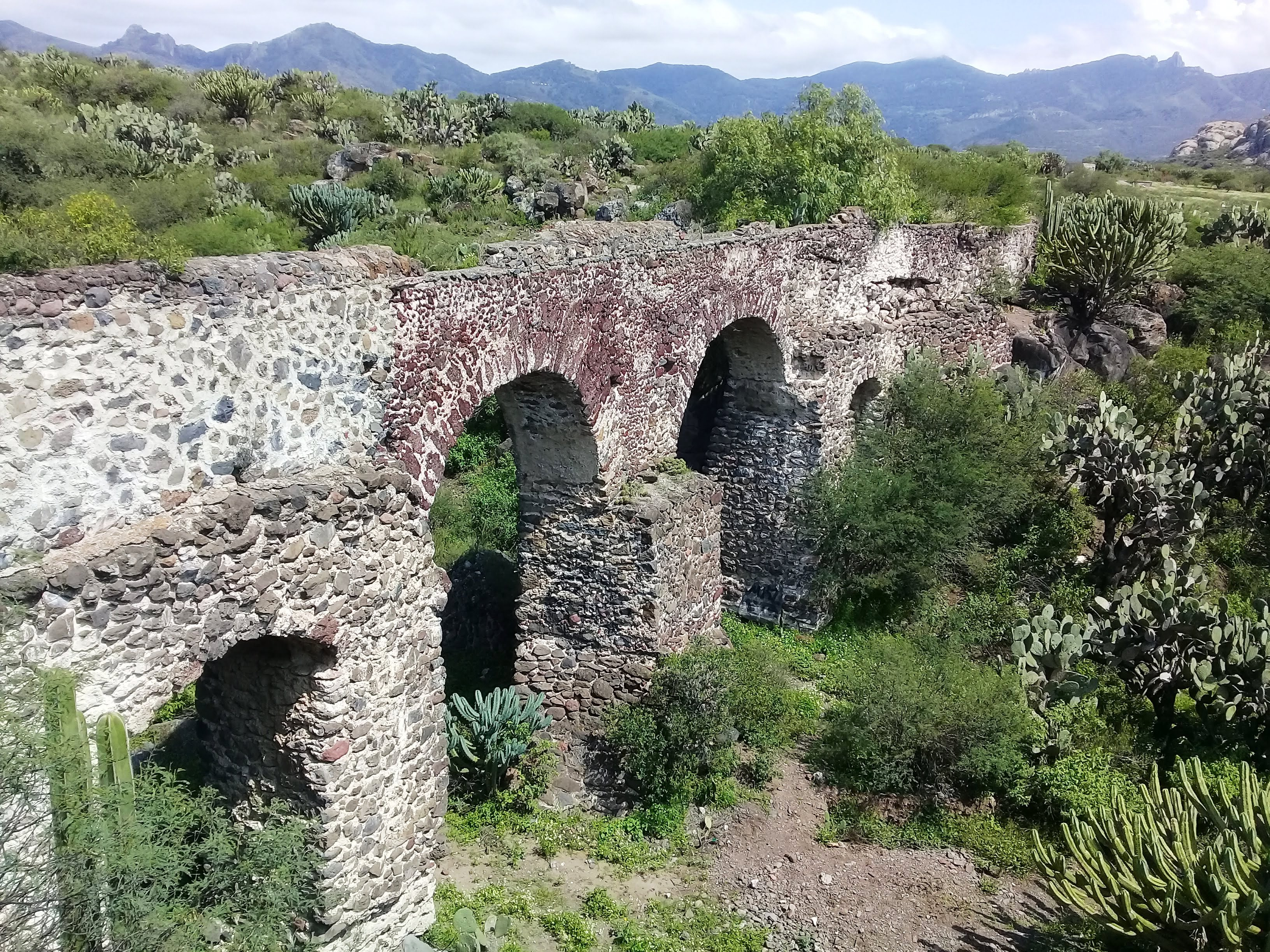
Arcada mayor del Acueducto de Actopan, que tenía 11 000 varas de longitud (unos 9194.96 m).

Los primeros encomenderos de Actopan, fueron Hernando Alonso y Juan González Ponce de León. Ixcuinquitlapilco se convirtió en corregimiento a partir de 1531, dependiendo Actopan de él. Posteriormente, la encomienda fue asignada a Rodrigo Gómez de Ávila, quien en 1538 cedió sus derechos a su yerno, Juan Martínez Guerrero. Este último fue sucedido por su hijo, Agustín Guerrero de Luna. Hacia 1540 la encomienda de Actopan pertenecía a Juan Guerrero, quien había heredado la encomienda de su esposa, la hija del conquistador Francisco Gómez.
El abastecimiento de agua fue uno de los principales problemas del poblado, en 1546 empieza la construcción de un acueducto. También en 1546 se funda la Iglesia de Actopan; se dice que los agustinos al ver la topografía de lxcuinquitlapilco, decidieron cambiar la cabecera al pueblo de Actopan. La primera acta de bautismo en la iglesia de Actopan de que se tiene noticia, está fechada el 8 de julio de 1546, fecha que coincide con la fundación del curato. De 1550 a 1560 se construye el Convento de San Nicolás de Tolentino; y la obra se le atribuye a fray Andrés de Mata.
El primer intento de formar un congregaciones de indios, coincide con la fundación del convento, este no resultó totalmente exitoso, debido a que los indios abandonaban los pueblos y regresaban sus antiguas tierras. En 1560, Actopan pasó a depender de Pachuca, pero se separó, y se convirtió en Alcaldía Mayor en 1568; Actopan era la cabecera y los pueblos a su alrededor eran la República de Indios. El convento fue la línea divisoria entre las repúblicas de indios de Ixcuintlapilco y Actopan, al suroriente estaba Tenantitlán, un pueblo sujeto a Ixcuintlapilco, y en al noroccidente, Actopan. La descripción de fray Juan de Medina, en 1571, contenida en la “Descripción del Arzobispado de México”, menciona que en Ixcuintlapilco había 4000 tributarios, en Tenantitlán 1300 y en Actopan 7000.
Se sabe que para la década de 1570, el complejo del convento ya estaba concluido, contando con tres principales edificios: la capilla abierta, la iglesia y el convento; además de las caballerizas, la huerta y un sistema de abastecimiento de agua de grandes proporciones para usos de la comunidad. En 1575 se le otorga la categoría de pueblo. En 1576 el prior del convento, fray Melchor de Vargas, imprimió el primer catecismo en otomí. En 1580, Actopan enviaba 90 indios a trabajar en las minas de Pachuca.
A partir de 1593, se realizó un segundo esfuerzo de formar congregaciones de indios; en 1604, fray Esteban García, en su “Crónica de la Provincia del Santísimo Nombre de Jesús de México”, relataba que en Actopan, los tenientes y alguaciles los obligaban a dejar sus antiguos lugares, quemando sus casas y parcelas. En 1615 se estableció la cuota de trabajadores que mandaba Actopan a trabajar a las minas de Pachuca, 22 indios cada quincena. Entre el siglo XVI y la primera mitad del siglo XVII, se da una caída demográfica de la población india en Actopan, en 1571 contaba con 7500 tributarios mientras que para 1599 estos habían disminuido a 2984. En 1643, se contabilizaban 1092 tributarios, y en 1688, se contaban 1509.
Después de la revuelta de 1677 en Ixmiquilpan, donde los indios se sublevaron para no trabajar en las minas, un comisario recogedor llegó a Actopan a llevarse cuadrillas, pero que los indios se amotinaron y resistieron. En 1681 el fiscal aconseja que no se obligara a los indios de Actopan al repartimiento, de trabajo en las minas. El trabajo forzado en las minas, volviera a instituirse en Actopan hasta 1722. El 5 de enero de 1722, llega la notificación del alcalde mayor de Pachuca para que se formaran las tandas de trabajadores para las minas. El 7 de enero llega una comitiva de Pachuca  para insistir en el envío de las tandas. El 9 de enero de 1722, los gobernadores empezaron a organizar las tandas y los indios de la jurisdicción de Actopan se sublevaron para evitar que se reinstaurara el sistema de repartimiento minero. El 11 de enero arribo la milicia de Pachuca, no hubo enfrentamientos, pero grupos de indios se mantuvieron en las salidas de la cabecera.

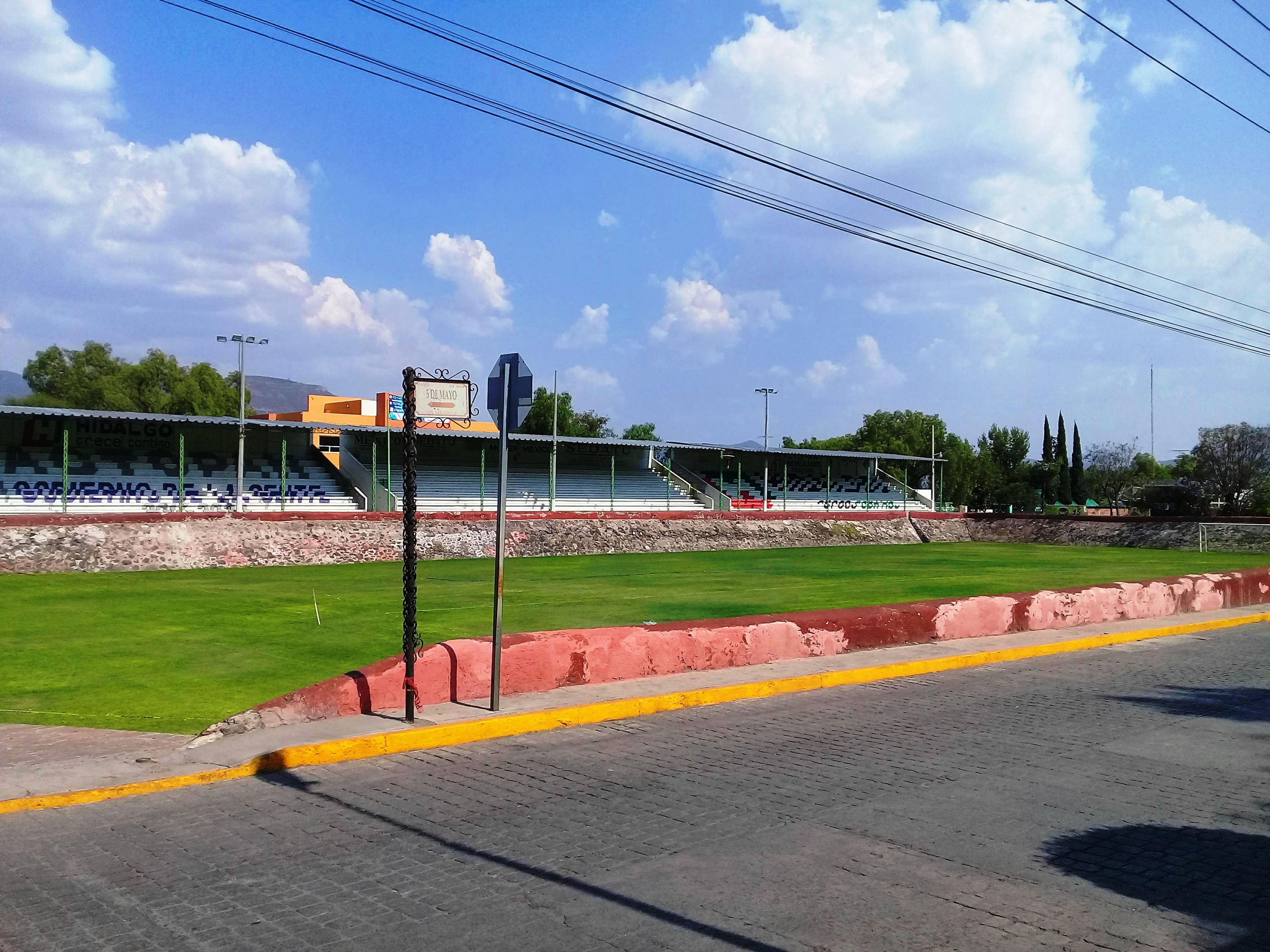
Complejo Deportivo Los Frailes, más conocido como "El Jagüey". De acuerdo con una noticia publicada en la Gaceta de México, el 9 de agosto de 1785, se inaugura en la ciudad un jagüey.

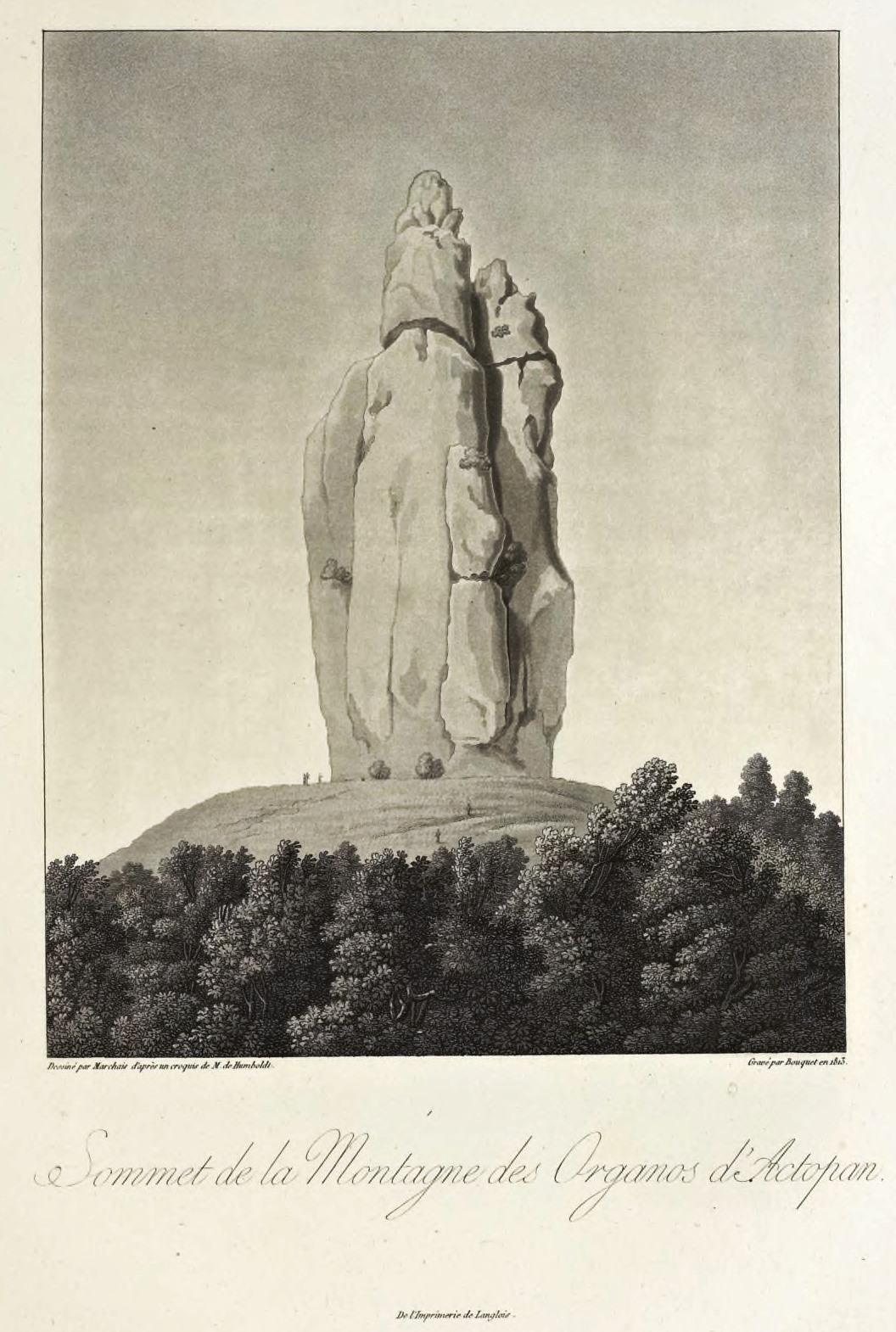
Órganos de Actopan, por Alexander von Humboldt, los cuales dibujo durante su paso por la región.

El 16 de enero de 1722, llegó a la jurisdicción una comitiva del virrey, en el que se mandaba que procediera a la pacificación, aprehensión de los  culpables, así como a la implementación efectiva del repartimiento. El 22 de enero, solo dos involucrados fueron apresados y llevados a la cárcel. Los indios de Actopan tuvieron que aceptar el régimen de trabajo, con la excepción del pueblo de Santiago Tlachichilco (Santiago de Anaya). De manera regular el repartimiento se llevó a cabo hasta el año de 1724, el 10 de enero de 1724, unos indios volvieron a levantarse contra el repartimiento. No muchos se sumaron a la rebelión y con la milicia que pudo juntar el alcalde mayor alcanzó para disuadir a los amotinados. El 2 de septiembre de 1724, el virrey aprobaba
la exención del repartimiento para todos los pueblos de la jurisdicción de Actopan.
En la década de 1740, José Antonio Villaseñor y Sánchez en su libro Theatro Americano, menciona, que la alcaldía contaba con un total de 13 pueblos sujetos y tenía una población: “cincuenta familias de españoles y veinte de mestizos y mulatos y otras gentes y de dos mil setecientas y cincuenta familias de indios, todos del idioma otomí, repartidas en todos sus pueblos sujetos”. También menciona que al oriente se encuentra Tetitlán, y sujetos a él los pueblos de la Magdalena, San Jerónimo, Ixcuintlaplico, y San Agustín Tlaxiaca. Y la parcialidad de Actopan por parte del poniente con sus pueblos, que son Santiago Tlachichilco, Santa Bárbara Lagunilla, San Salvador, Santa María Amajac, San Miguel, y Yolotepec. El 16 de noviembre de 1750, el Convento de Actopan, pasó a formar parte de la arquidiócesis de México, quedando como primer cura el párroco Juan Barrera.
El 19 de abril de 1757, se realizó una nueva petición para el repartimiento de trabajadores en las minas de Pahuca, por petición de Pedro Romero de Terreros. Al día siguiente, el teniente general de alcalde mayor de Actopan, Andrés de Aguilar, recibió la orden y notificó a los gobernadores de la parcialidad de Actopan y Tetitilán. Ambos gobiernos aceptaron el mandamiento, pero dijeron que solo podrían organizar cuadrillas de 60 operarios de Actopan y 50 de Tetitlán. El 27 de abril, con la huida de una cuadrilla que estaba de camino a Real del Monte se inició el motín de los indios de la jurisdicción. Una parte de los rebeldes parapetados en el cerro del Meje intentó tomar el pueblo. Pero ya se había organizado la defensa del pueblo por la milicia de españoles, con quienes los rebeldes trabaron reñido combate. El 30 de abril de 1757, los amotinados mandaron un escrito, cura vicario en que pedían paz.
El 15 de mayo de 1803, Alexander von Humboldt llega a Pachuca, visita las minas de la zona y el 21 de mayo parte para Atotonilco el Grande. El 22 de mayo pernocta en la localidad de Baños de Atotonilco cerca de la Villa de Magdalena y el Puente de Dios. Durante el 23 y 24 de mayo recorrería el Valle de Actopan, para después partir el 25 de mayo rumbo a la Ciudad de México. Durante la visita, Humboldt dibujó y estudió los Órganos de Actopan, también conocidos como Los Frailes, localizados a 17 km al sureste de Actopan en el municipio de El Arenal. Humboldt determina trigonométricamente la altura de estos.

### Independencia y México Independiente

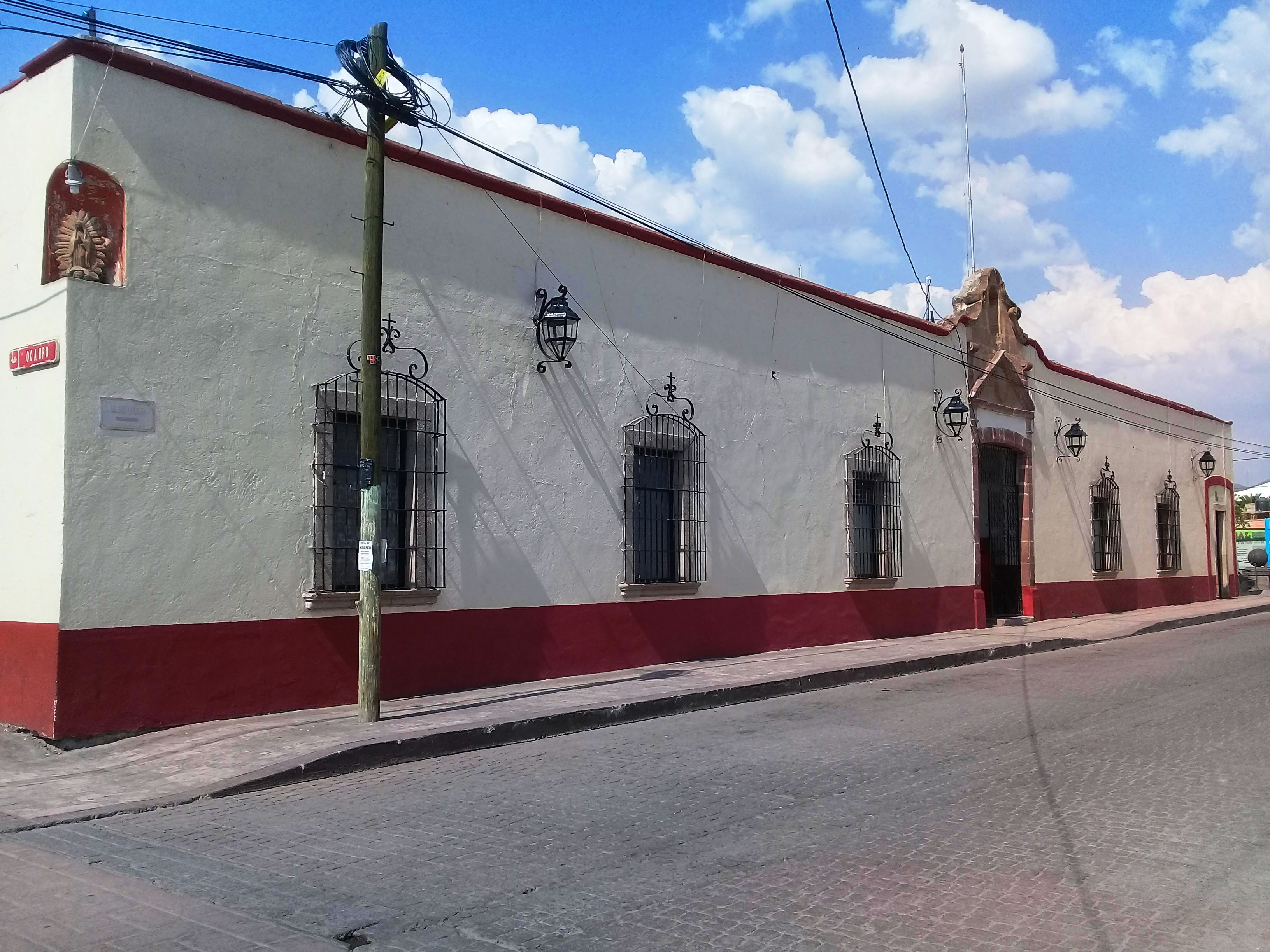
Antiguo Palacio Municipal de Actopan, edificación del.

En cuanto a la participación de la ciudad en la Independencia de México, en febrero de 1812, el realista, Domingo Claverino llegó a la ciudad. Entre 1824 y 1825 ocurren distintas muertes por sarampión; el registro fue levantado por el párroco de una localidad vecina, ante la muerte del encargado de los registros en Actopan.
En 1847, recibió el título de villa, que le dio la Legislatura Extraordinaria del Congreso del estado de México. Durante la Intervención francesa en México, para organizar al Ejército Mexicano el 7 de junio de 1862 el presidente de México, Benito Juárez; decreta la división del estado de México en tres distritos militares, el segundo formado por los territorios que integran al Estado de Hidalgo, para el que designó como capital a Actopan y nombró como comandante a Pedro Hinojosa. La falta de infraestructura para alojar a las autoridades de esa localidad, obligó a cambiar la sede a la ciudad de Pachuca.
El 11 de octubre de 1863, el General D. Tomás Mejía se apoderó de la ciudad, derrotando al Gral. Herrera y Cairo, Gobernador y Comandante Militar del segundo distrito militar. En el mes de mayo de 1864, las autoridades de Actopan y San Agustín Metzquititlán, reconocieron al Segundo Imperio Mexicano. Después de la erección del estado de Hidalgo distintos poblados se propusieron para ser sede de la capital, entre ellas Actopan. El 8 de enero de 1869 surge la noticia de que se designará a Actopan para ser la capital, suponiendo que tal designación es para alejar al gobierno de la influencia de la Compañía Real del Monte y Pachuca; sin embargo, la ciudad fue rechazada por no contar con la infraestructura necesaria.
En julio de 1869, Julio Chávez López, quien encabezaba una revolución contra el gobierno; es derrotado cuando intentaba tomar la ciudad. Se le condujo a Chalco, en donde fue fusilado en el patio de la Escuela del Rayo y del Socialismo en septiembre de 1869. El 2 de diciembre de 1871 Sotero Lozano ataca a Actopan; pero se retira para volver siendo derrotado por los coroneles Inclán y Villagrán. El 16 de septiembre de 1875 se inaugura la línea de telégrafo de Pachuca-Actopan. Durante la Revolución de Tuxtepec el 24 de abril de 1876, se verifica un combate entre las fuerzas del Coronel San Martín y los porfiristas; estas últimas se vieron obligadas a retirarse. El 22 de julio las tropas del gobierno mandadas por el General José María Flores, obligan a los tuxtepecanos a salir de Actopan que hacía varios días tenían en su poder.

### Porfiriato y Revolución mexicana

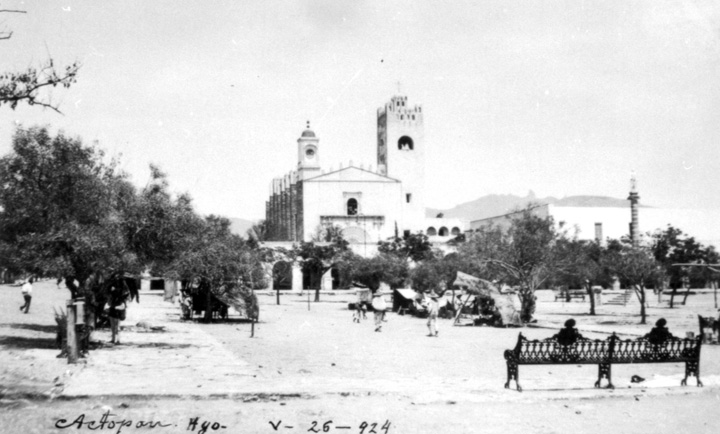
Plaza principal de Actopan en 1924.

En 1898 el Ayuntamiento decretó día de fiesta municipal el 8 de julio. El 17 de mayo de 1898, cae un rayo en la iglesia de Actopan haciendo estragos en la fachada y destruyendo un altar. En 1900, llegaron a la jurisdicción de Actopan los canales conductores de aguas negras procedentes del desagüe de la Ciudad de México.
En 1910 se fundó el Club Antirreleccionista, integrado por jóvenes de la localidad. Durante la Revolución mexicana el 1 de diciembre de 1910, la Asamblea municipal de Actopan protesta por medio de
un Decreto, su adhesión al presidente Porfirio Díaz Mori y contra el movimiento iniciado. La participación de la localidad es mínima durante el proceso revolucionario.
El 22 de mayo de 1911, Vicente Azpeitia Pardiñas, apoyando la revolución maderista, tomó la plaza de Actopan, entregándola de inmediato al Capitán Roberto Martínez y Martínez, quien era originario de la ciudad. El 5 de julio de 1914, Martínez y Martínez, expulsó al Ejército huertista la ciudad. El 16 de julio de 1914, el general constitucionalista, Nicolás Flores ocupó la plaza de Actopan; después de la evacuación del huertista Martín Zayas. El 23 de julio de 1914, se redacta un manifiesto de Nicolás Flores, publicado en Actopan en el que explica cuál ha sido y cuál es la conducta del Ejército Constitucionalista.
En noviembre de 1914, Higinio Olivo fue derrotado por los villistas en Actopan. El 17 de agosto de 1915, cerca de la localidad se verifica un combate entre carrancistas y villistas, siendo estos últimos vencidos. El 2 de septiembre de 1915, Actopan e Ixmiquilpan, quedan en poder de las fuerzas constitucionalistas mandadas por el General Odilón Moreno. En febrero de 1919 queda la ciudad en poder de fuerzas villistas que evacuaron días después. El 2 de julio de 1922 se levanta en armas la guarnición de Actopan, mandada por Salvador Mayorga, acompañado de los hermanos Rodríguez.
Durante la Rebelión delahuertista el 1 de enero de 1924, Nicolás Flores expide en Actopan un manifiesto, en el que hace saber que ha sido nombrado gobernador de Hidalgo, por Adolfo de la Huerta. El 4 de enero de 1924, se realiza un combate en Chicavasco entre las fuerzas federales, a las órdenes del coronel, Julio T. Villegas, y las del general, Cavazos. El 5 de enero tiene lugar un combate entre las tropas federales y rebeldes de los generales Marcial Cavazos, Nicolás Flores y Otilio Villegas, y las del Coronel Francisco López Soto.

### sigloXX

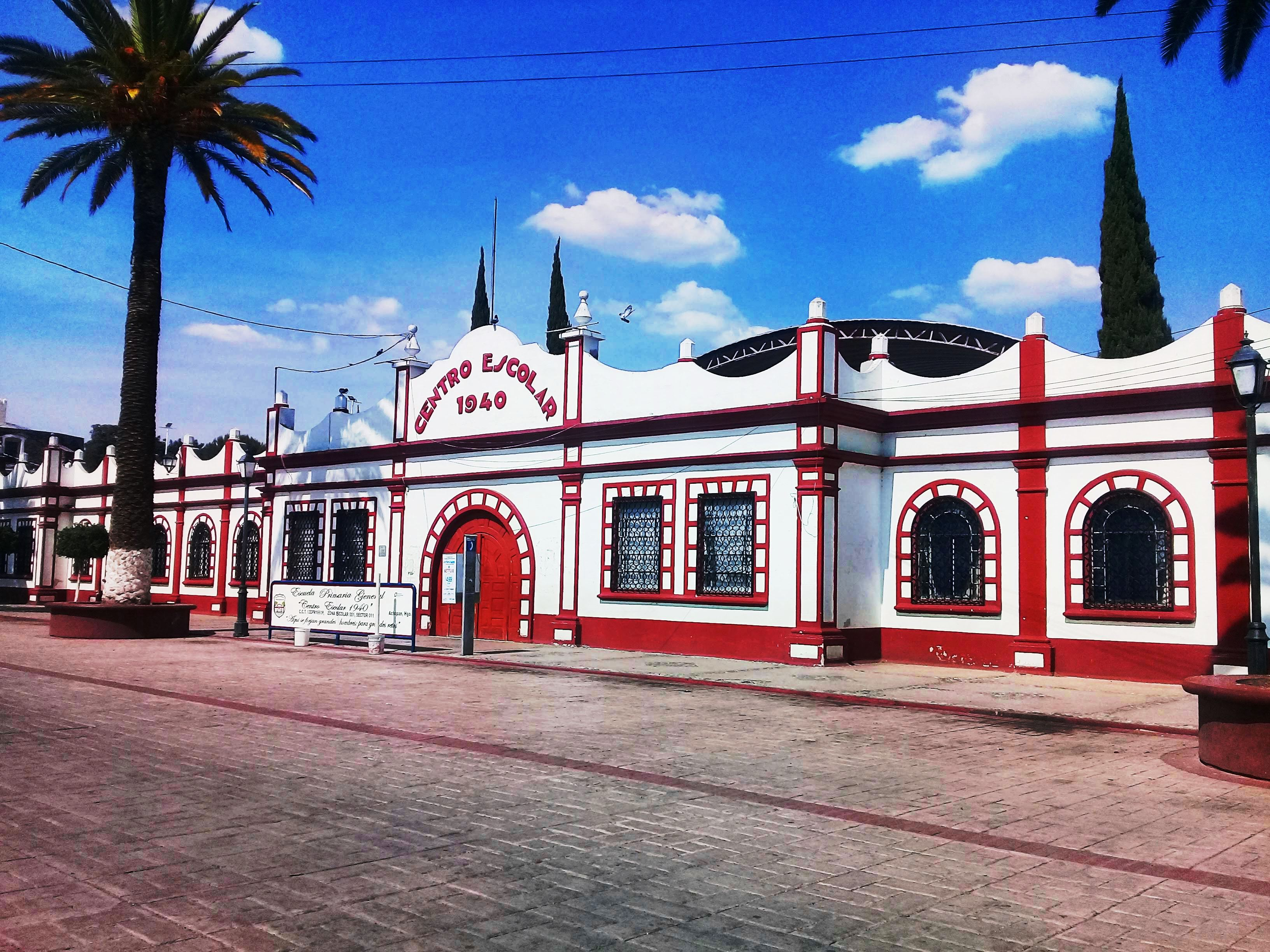
"Escuela Primaria Centro Escolar 1940", una de las primeras en la región.

En 1928 se establece la Normal Regional de Actopan en el convento, una escuela normal con su internado anexo; permaneció hasta 1932, año en el que funciona con la Normal Rural de El Mexe. El 27 de junio de 1933, el complejo pasó a ser manejado por la Dirección de Monumentos Coloniales de la República; el 2 de febrero del mismo año, había sido declarada monumento artístico e histórico.
El 2 de febrero de 1933 el Templo y exconvento de San Nicolás de Tolentino fue declarado Monumento Histórico y Artístico de la Nación. El 10 de abril de 1939 se colo la primera piedra de la "Escuela Primaria Centro Escolar 1940", inaugurada el 8 de octubre de 1940; es uno de los centros de educación primaria más antiguos en la región. En 1946 se le dio la categoría de ciudad. Se estima que a mediados de los años 1950 la pequeña torre del reloj del Templo y exconvento de San Nicolás de Tolentino fue retirada.
El 12 de marzo de 1951 el club deportivo social Actopan solicita al INAH, el uso del jagüey, el cual se encontraba abandonado; en  una carta firmada por el presidente del club, Federico Hernández, se le  pide a Manuel  Toussaint, directo del INAH, el uso como cancha, comprometiéndose a su simpieza y cuidado. Se les ponen varias condiciones: la  más importante es cuidar el pretil y reconstruir las partes dañadas del mismo, así como reacondicionarlo. Desde el 18 de mayo de 1954 se dan las condiciones para prácticas deportivas.
En 1965 se construye el Mercado 8 de julio. El 27 de julio de 1966 se publicó un decreto en el que el Gobierno de México sede al Gobierno del estado de Hidalgo, un anexo del predio del convento para construir un campo deportivo, y el 17 de agosto de 1966 se publicó en el Diario Oficial de la Federación; siendo el denominado “Jagüey” el anexo cedido. El 27 de enero de 1987 se reportó un sismo de 4.1 en escala Richter; con una profundidad de 15 km. Después del censo de 1990  de acuerdo a datos estadísticos, el INEGI, reconoce a las localidades de Cañada Chica Aviación y Pozo Grande como conurbadas oficialmente a la ciudad de Actopan.

### sigloXXI

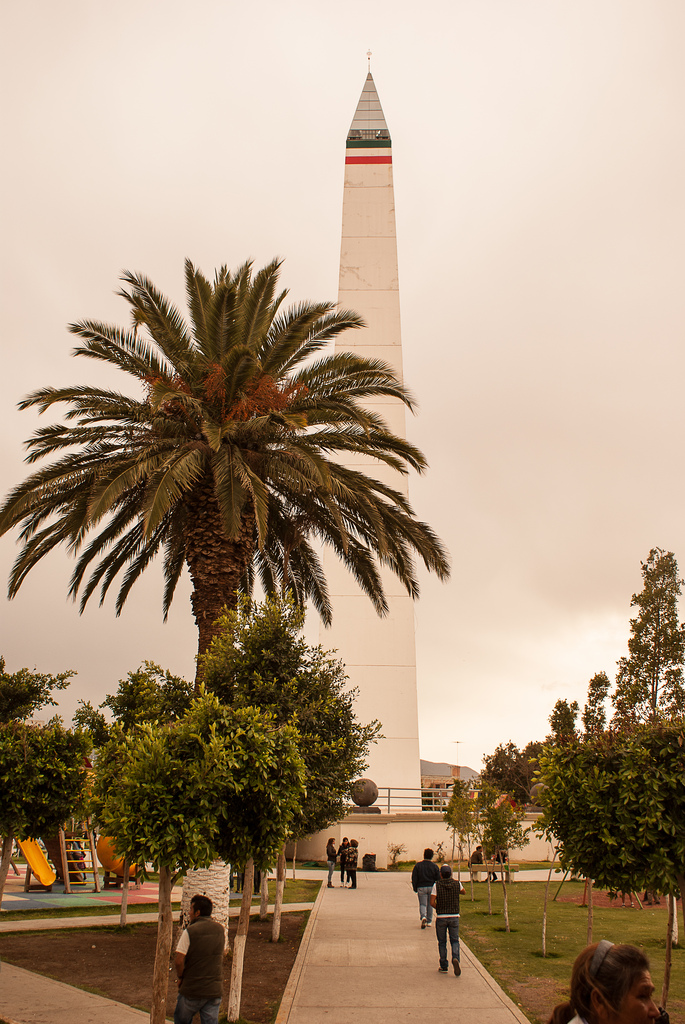
Obelisco de Actopan ubicado en el Parque Reforma diseñado y edificado para conmemorar el Bicentenario de la Independencia de México y el Centenario de la Revolución Mexicana.

El 28 de febrero del 2001 durante una gira por México el Ejército Zapatista de Liberación Nacional, realizó un mitin en la ciudad. El 8 de julio de 2001 se inaugura la remodelacón de la plaza Juárez, conservando este aspecto hasta en la actualidad. Entre 2005 y 2006 se construyó la Terminal de Autotransportes de Actopan, y en 2008 parte del antiguo palacio municipal fue derribado para construir un nuevo edificio que albergaría nuevas oficinas del Ayuntamiento y la plaza Constitución. También en 2008 se construye Obelisco de Actopan ubicado en el parque Reforma, y se construye el Mercado Jamaiquitas.
El paso a desnivel de Actopan se terminó de construir en marzo de 2009. Del 17 al 21 de mayo de 2010 se presentaron veintidós sismos en la región, los cuales tuvieron una intencidad de entre 3.0 y 4.0 en escala Richter; con sus epicentro a una distancia promedio de 13  km al norte de la ciudad. El 25 de junio de 2012 una capilla improvisada en honor de Jesús Malverde se incendió desconociéndose si fue un accidente o un posible atentado. Entre 2013 y 2015 se da la remodelación del Mercado 8 de julio. Entre el 23 y 24 de abril de 2016 se da la demolición del muro norte de lo que fue el antiguo palacio municipal.
El 30 de diciembre de 2016, cerca de 500 comerciantes realizaron una caravana en el centro de la ciudad en protesta por el aumento al precio de la gasolina. El 4 de enero de 2017 tras distintas protestas se cerraron ambos sentidos de la carretera federal México-Laredo, frente a la central camionera. Distintas tiendas como Aurrera, Comercial Mexicana y Oxxo fueron saqueadas; mientras que el tianguis que se instala los días miércoles, no operó de forma completa y distintas tiendas permanecieron cerradas. De las cinco gasolineras existentes en la ciudad, dos fueron saqueadas por distintos grupos de personas que regalaron gasolina.
El terremoto del 7 de septiembre en Chiapas y el del 19 de septiembre en Puebla se sintieron en la ciudad, y en términos generales no hubo daños estructurales graves. El sismo de mayor intensidad registrado durante 2018 en Hidalgo, ocurrió el 20 de marzo a las 04:06 p. m. en el municipio de Actopan, con 3.9 grados en la escala de Richter. El 30 de mayo de 2018 cerca de 15 ha, ubicadas en la colonia Buenos Aires, fueron consumidas por un incendio.
El 18 de mayo de 2018 se realizó un robo a una empresa constructora ubicada en la colonia Centro; se implementó un operativo de búsqueda del vehículo, y se inició una persecución en el El Arenal. Fue en el entronque de la carretera con Tolcayuca y Villa de Tezontepec, donde se impactó con autobús; resultando dos muertos y siete detenidos. El 7 de septiembre de 2019 se registró una balacera, cuando elementos de la Seguridad Pública de Hidalgo, frustraron un robos, ocurrió sobre la carretera a la altura del paso a desnivel. El 30 de marzo de 2020, dos personas fueron acribilladas en la calle Churubusco, esquina 2 de abril, a una cuadra del Obelisco de Actopan.
El 19 de marzo se cerraron distintos espacios públicos, ante la emergencia sanitaria por la pandemia de enfermedad por COVID-19 en México. El 20 de abril de 2020 se informó que el tianguis del día miércoles, previsto para el 22 de abril, fue suspendido. El 26 de abril de 2020, se anunció el primer caso de COVID-19 en Actopan. A partir del 30 del abril, se restringió el acceso a los vehículos, al centro de la ciudad; y se colocó un cerco sanitario. El ayuntamiento de Actopan informó la suspensión temporal del tianguis del miércoles y domingo, a partir del 6 de mayo; desde el 13 de mayo, el tianguis del miércoles acordó su reubicación temporal sobre la lateral de la carretera Actopan-La Estancia. El 11 de mayo de 2020, se inauguró el Hospital de Respuesta Inmediata Covid-19 Actopan, que se construyó en 15 días. El 14 de mayo se reportó la primera muerte en Actopan.

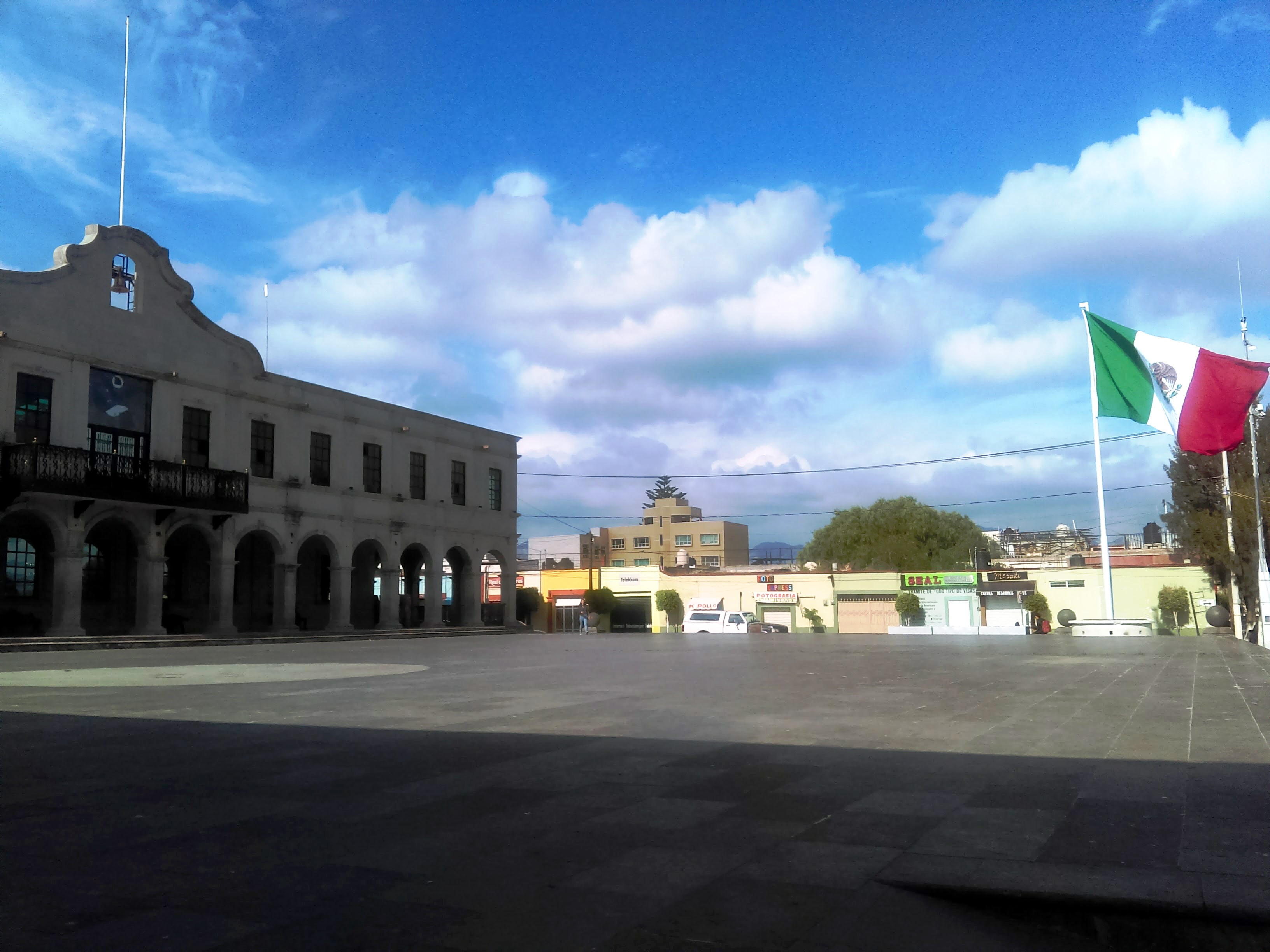
Plaza Constitución.

El 14 de junio se volvió a instalar el tianguis del  domingo, y el 17 de junio, el tianguis del miércoles volvió a instalarse en el centro de la ciudad. El 23 de junio se anunció que la feria de la Barbacoa realizada en la ciudad quedaba suspendida. También la feria patronal de San Nicolás de Tolentino, fue cancelada; pero si se realizó una ceremonia religiosa el 10 de septiembre, con las medidas sanitarias correspondientes, y fue transmitida en redes sociales y por la televisora local. El 25 de septiembre de 2020, la circulación de vehículos en la zona centro de Actopan fue reanudada.
Ante un aumento en los contagios de COVID-19, a partir del 1 de febrero de 2021; el Ayuntamiento de Actopan decidió restringir el acceso a los vehículos al centro de la ciudad, colocó un cerco sanitario, cerrar la Presidencia municipal, y suspender los tianguis de la ciudad. Para marzo de 2021, se reabrió la circulación en el centro de la ciudad; y para mediados de julio se reabrió la plaza Juárez; el 13 de marzo de 2022, se reabrió el parque La Reforma.

## Geografía

### Ubicación

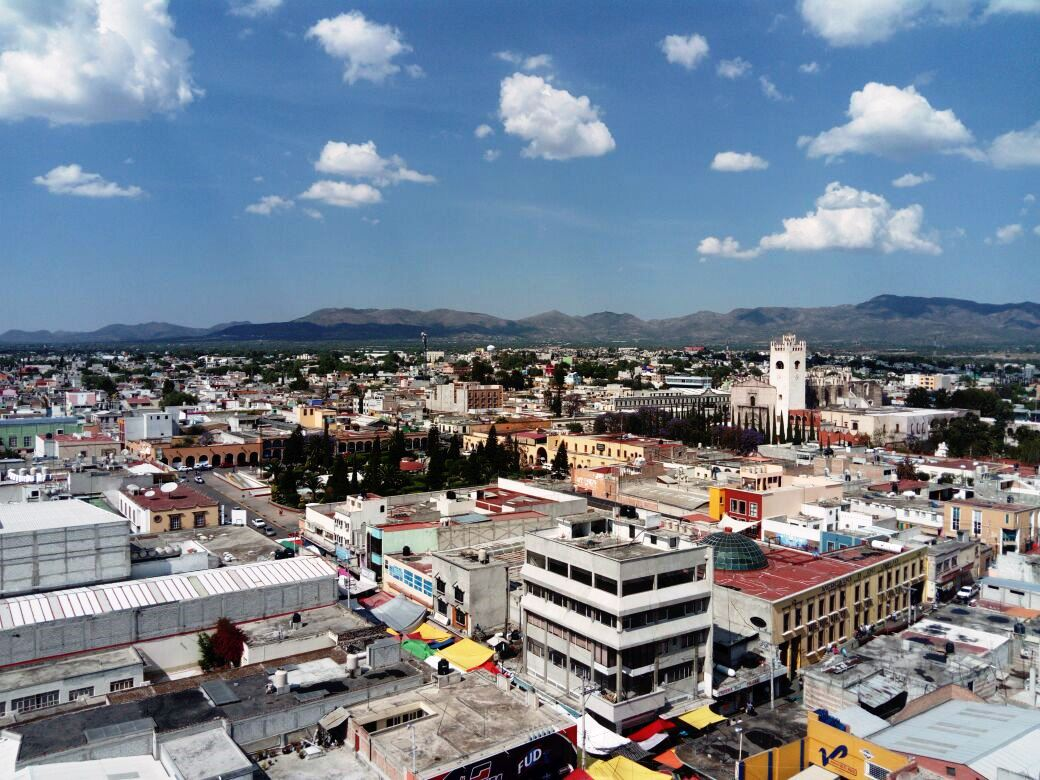
Panorámica de Actopan.

Le corresponden las coordenadas geográficas 20°16′5″ de latitud norte y 98°56′39″ de longitud oeste. Se halla ubicada al norte de la Ciudad de México, de la cual se encuentra a una distancia de 125 km, y a solo 37 km al noroeste de Pachuca de Soto.
La ciudad colinda al norte con la localidad de Cañada Chica Antigua y Dajiedhi; al nordeste con La Estancia y San Diego Canguihuindo; al este con la La Peña y La Loma; al sureste con El Jiadi y El Arenal; al sur con Bothi Baji, El Palomo y El Huaxtho; al suroeste con El Boxtha y al oeste con El Daxthá.
Se encuentra en la región geográfica del estado de Hidalgo denominada Valle del Mezquital. La localidad se localiza en la región oriente de México, al centro del estado de Hidalgo y al centro del territorio municipal de Actopan.

### Relieve e hidrografía

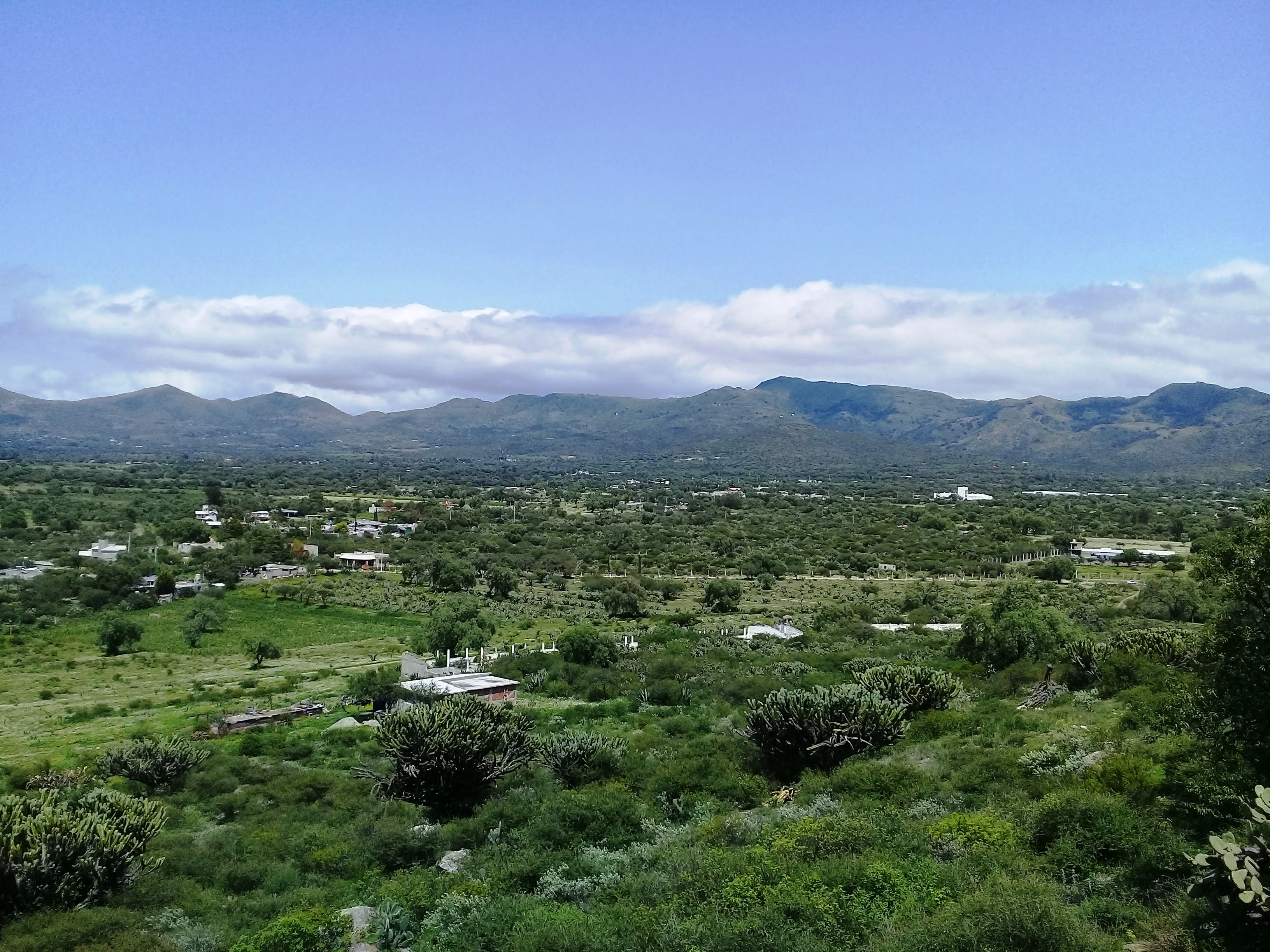
Valle de Actopan perteneciente al Valle del Mezquital, se observa la sierra de Actopan perteneciente a la Sierra Madre Oriental.

La ciudad tiene una altitud promedio de 2001 metros sobre el nivel del mar; con un relieve principalmente de llanura; con una pendientes del terreno de 0 a 3 grados. Fisiográficamente se encuentra en la provincia del Eje Neovolcánico, dentro de la subprovincia de Llanuras y Sierras de Querétaro e Hidalgo. Al norte y nororiente de la ciudad a un poco más de 2 km de la localidad de La Estancia se encuentra la frontera norte entre el Eje Neovolcánico y Sierra Madre Oriental; por lo que en la región existen fallas, provocando una actividad sísmica.
En cuanto a edafología, tiene un tipo de suelo de phaeozem y aluvial; en cuanto a geología cuenta con rocas ígnea extrusiva tipo andesita brecha volcánica intermedia y volcanoclástica. En lo que respecta a la hidrografía, la ciudad se encuentra posicionada en la región del Pánuco, dentro de la cuenca del río Moctezuma, en la subcuenca del río Actopan. También la ciudad, se encuentra sobre el acuífero Actopan-Santiago de Anaya.

### Clima

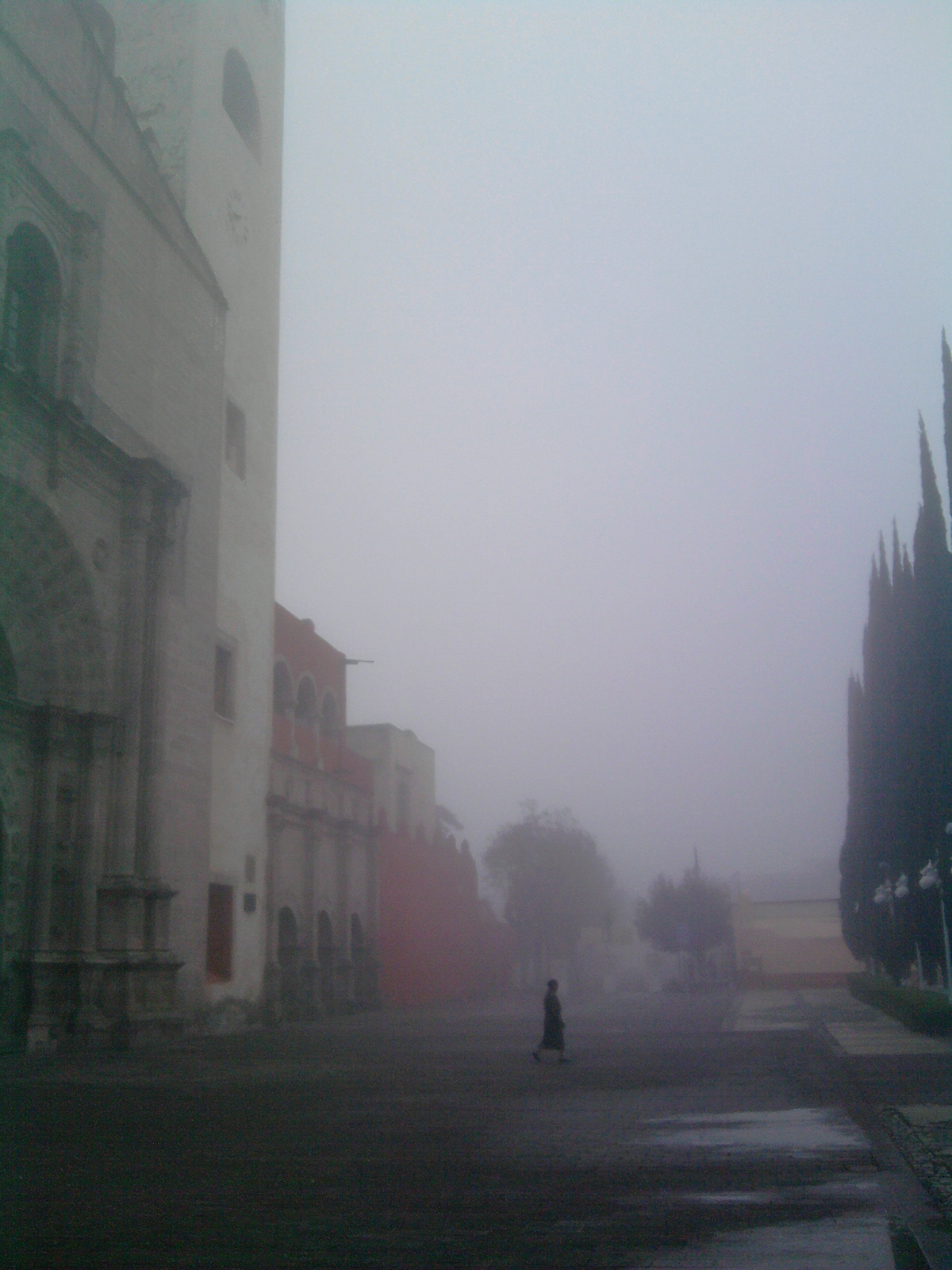
Mañana con neblina en Actopan.

La ciudad presenta un clima semiseco templado. La estación meteorológica de la ciudad ha estimado que la temperatura promedio anual de 16.4 °C; una temperatura mínima promedio de 4 °C para los meses de diciembre y enero, los más fríos del año; y una temperatura máxima promedio de 28 °C para los meses de abril y mayo, los más calurosos.
La temperatura máxima registrada en la ciudad es de 42.0 °C registrada el 4 de mayo de 1998; y la temperatura mínima es de -8.0 °C registrada el 21 de diciembre de 2003. Con respecto a la precipitación pluvial, el nivel promedio observado es de alrededor de los 400 mm siendo los meses de junio y septiembre los de mayor precipitación y los de febrero y diciembre los de menor.
| Parámetros climáticos promedio de Actopan (1951-2010). | Parámetros climáticos promedio de Actopan (1951-2010). | Parámetros climáticos promedio de Actopan (1951-2010). | Parámetros climáticos promedio de Actopan (1951-2010). | Parámetros climáticos promedio de Actopan (1951-2010). | Parámetros climáticos promedio de Actopan (1951-2010). | Parámetros climáticos promedio de Actopan (1951-2010). | Parámetros climáticos promedio de Actopan (1951-2010). | Parámetros climáticos promedio de Actopan (1951-2010). | Parámetros climáticos promedio de Actopan (1951-2010). | Parámetros climáticos promedio de Actopan (1951-2010). | Parámetros climáticos promedio de Actopan (1951-2010). | Parámetros climáticos promedio de Actopan (1951-2010). | Parámetros climáticos promedio de Actopan (1951-2010). |
| Mes                                                    | Ene.                                                   | Feb.                                                   | Mar.                                                   | Abr.                                                   | May.                                                   | Jun.                                                   | Jul.                                                   | Ago.                                                   | Sep.                                                   | Oct.                                                   | Nov.                                                   | Dic.                                                   | Anual                                                  |
| ------------------------------------------------------ | ------------------------------------------------------ | ------------------------------------------------------ | ------------------------------------------------------ | ------------------------------------------------------ | ------------------------------------------------------ | ------------------------------------------------------ | ------------------------------------------------------ | ------------------------------------------------------ | ------------------------------------------------------ | ------------------------------------------------------ | ------------------------------------------------------ | ------------------------------------------------------ | ------------------------------------------------------ |
| Temp. máx. abs. (°C)                                   | 32.0                                                   | 32.5                                                   | 39.0                                                   | 39.0                                                   | 42.0                                                   | 37.0                                                   | 34.0                                                   | 37.0                                                   | 33.0                                                   | 36.0                                                   | 31.0                                                   | 32.0                                                   | 42.0                                                   |
| Temp. máx. media (°C)                                  | 22.3                                                   | 24.2                                                   | 27.1                                                   | 28.6                                                   | 28.7                                                   | 26.5                                                   | 24.9                                                   | 25.2                                                   | 24.2                                                   | 23.7                                                   | 23.0                                                   | 22.3                                                   | 25.1                                                   |
| Temp. media (°C)                                       | 12.6                                                   | 14.0                                                   | 16.6                                                   | 18.6                                                   | 19.4                                                   | 18.9                                                   | 17.9                                                   | 18.0                                                   | 17.6                                                   | 16.1                                                   | 14.2                                                   | 13.0                                                   | 16.4                                                   |
| Temp. mín. media (°C)                                  | 3.0                                                    | 3.9                                                    | 6.1                                                    | 8.6                                                    | 10.1                                                   | 11.3                                                   | 11.0                                                   | 10.8                                                   | 10.9                                                   | 8.5                                                    | 5.4                                                    | 3.7                                                    | 7.8                                                    |
| Temp. mín. abs. (°C)                                   | -7.0                                                   | -6.0                                                   | -4.0                                                   | -3.0                                                   | 1.0                                                    | 2.0                                                    | 1.0                                                    | 1.5                                                    | 0.2                                                    | -3.0                                                   | -5.0                                                   | -8.0                                                   | -8.0                                                   |
| Precipitación total (mm)                               | 10.9                                                   | 6.1                                                    | 10.5                                                   | 26.6                                                   | 39.8                                                   | 65.5                                                   | 62.4                                                   | 50.4                                                   | 63.9                                                   | 38.3                                                   | 9.5                                                    | 5.0                                                    | 388.9                                                  |
| Días de lluvias (≥ 0.1)                                | 2.0                                                    | 1.8                                                    | 2.5                                                    | 4.7                                                    | 6.7                                                    | 9.3                                                    | 10.1                                                   | 8.5                                                    | 10.1                                                   | 6.1                                                    | 2.8                                                    | 1.6                                                    | 66.2                                                   |
| Fuente: Servicio Meteorológico Nacional. 2015          |                                                        |                                                        |                                                        |                                                        |                                                        |                                                        |                                                        |                                                        |                                                        |                                                        |                                                        |                                                        |                                                        |

### Flora y fauna

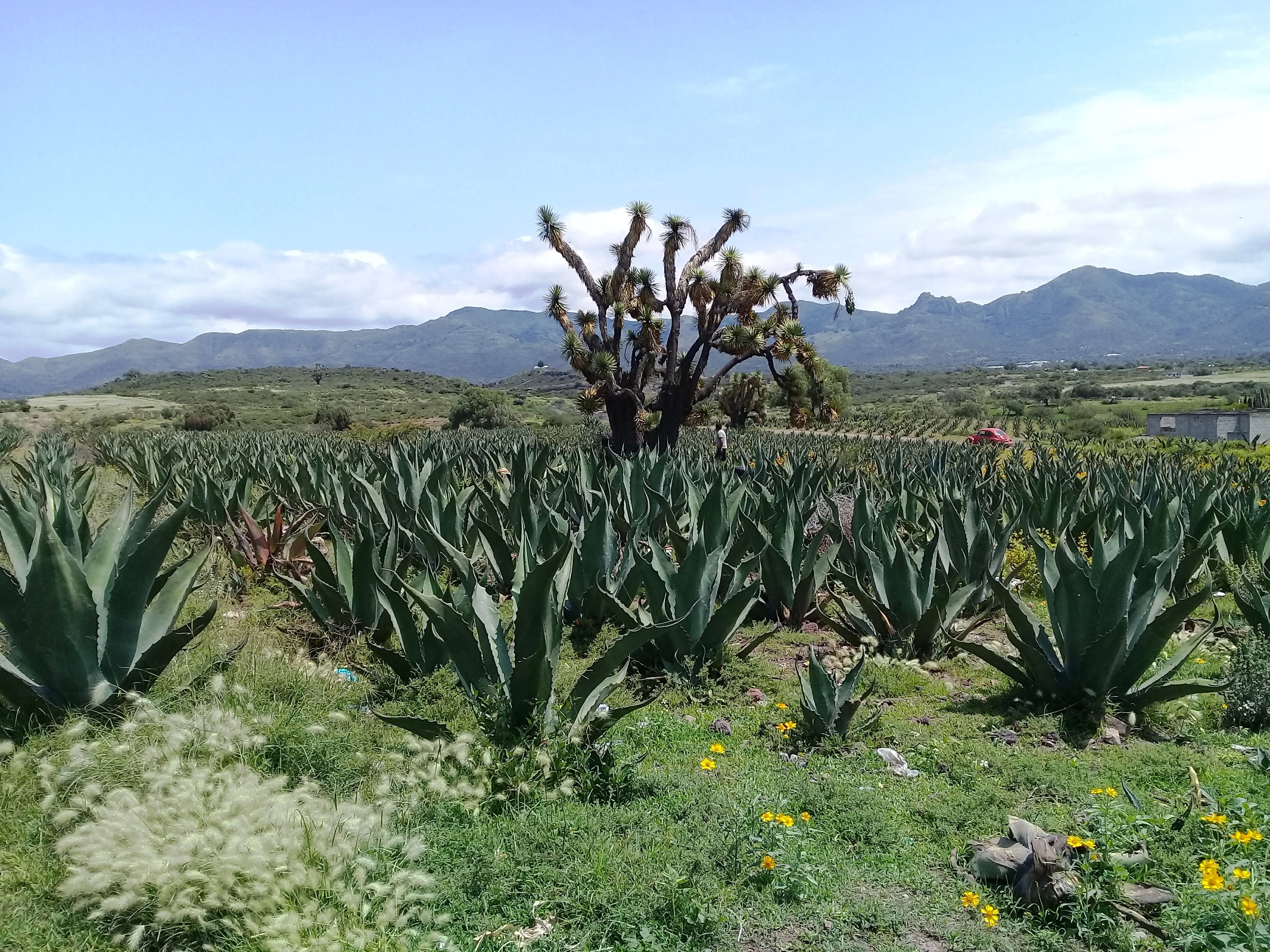
Plantio de maguey, a las afueras de la ciudad.

Actopan se ubica en las provincias florísticas Sierra Madre Oriental y Serranías meridionales dentro de la región Mesoamericana de Montaña. Tiene una vegetación compuesta en su mayor parte por matorrales inermes y espinosos, pastizales, magueyes, nanches, nopales, mezquites, huizaches, garambullos, pitayas, chollas, alicoches y biznagas. La fauna perteneciente a esta región está compuesta por conejos, ardillas, tlacuaches, alacranes, lagartijas, arañas, ciempiés, grillos, chapulines, hormigas y pinacates.
A unos 14 km de la ciudad se encuentra el Corredor Biológico de Actopan, ubicado en Mesa Chica y los ejidos El Saucillo, Las Mecas y Santa María Magdalena; con una superficie de 9267.38 ha. La zona fue declarada corredor biológico de competencia estatal el 27 de junio de 2020. En esta zona el 28 de junio de 2017, la Secretaría del Medio Ambiente y Recursos Naturales de Hidalgo (Semanath), confirmó la presencia de pumas, después de que pobladores de esta región, denunciaron varios ataques a ganado, y el avistamiento del animal.

## Política

### Ayuntamiento

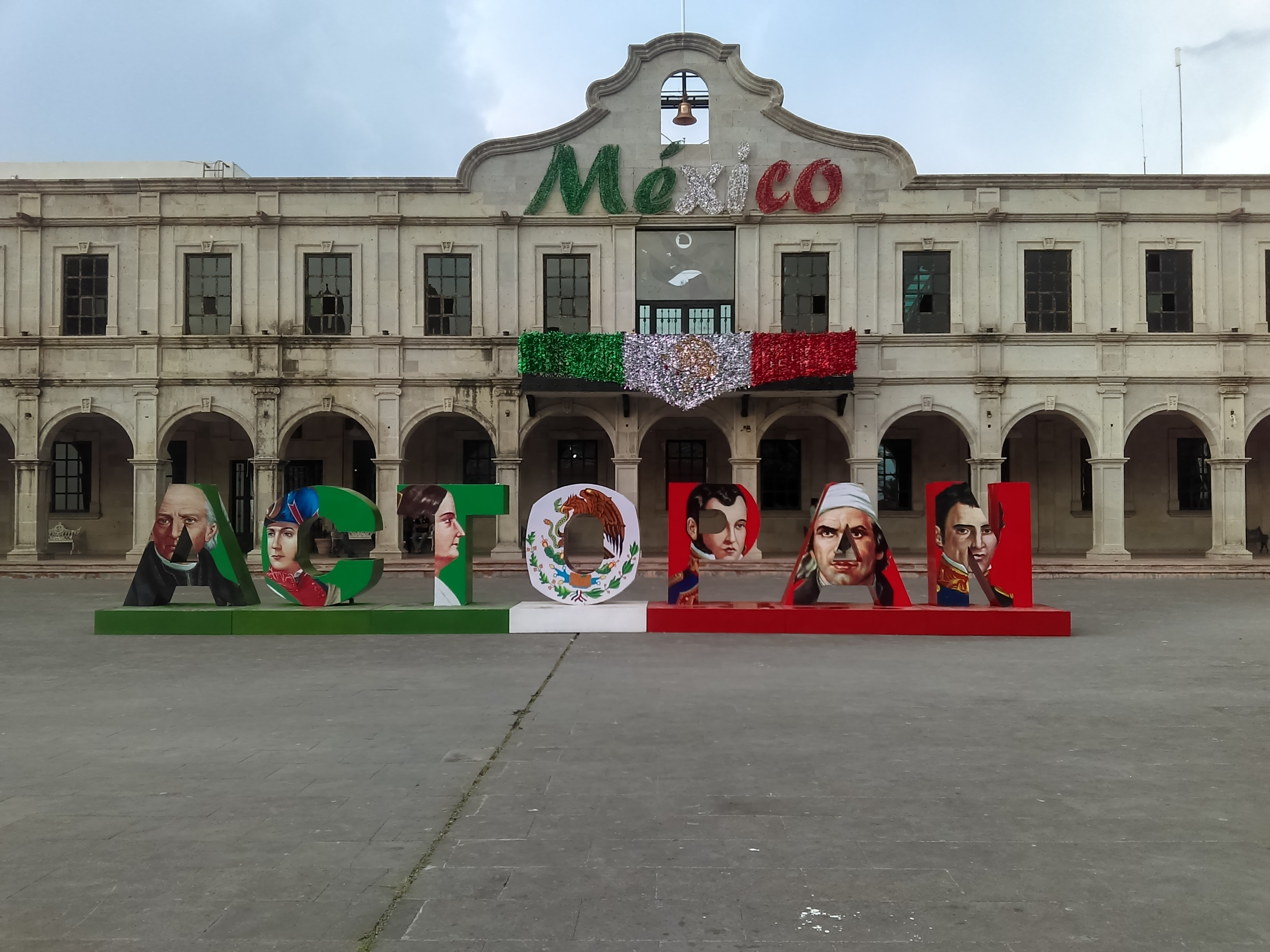
Palacio Municipal de Actopan adornado para las fiestas patrias.

El Ayuntamiento de Actopan fue erigido el 6 de agosto de 1824; y está conformado por un presidente municipal, un síndico procurador, once regidores y veinticuatro delegados municipales. Todo ayuntamiento por mandato constitucional tiene la facultad de elaborar reglamentos que normen su funcionamiento interno y la vida comunitaria. El Ayuntamiento es el encargado del gobierno del municipio de Actopan el cual está integrado por la ciudad y por otras cuarenta localidades.
El Municipio colinda al norte con los municipios de Santiago de Anaya y Metztitlán; al este con los municipios de Metztitlán, Atotonilco el Grande, Mineral del Chico y El Arenal; al sur con los municipios de El Arenal, San Agustín Tlaxiaca y Ajacuba; al oeste con los municipios de Ajacuba, San Salvador y Santiago de Anaya.

### Distritos y regiones
La ciudad es sede del III distrito electoral federal de Hidalgo para la elección de diputados federales a la Cámara de Diputados de México; y del VIII Distrito Electoral Local de Hidalgo para la elección de diputados locales al Congreso de Hidalgo. De acuerdo con el Instituto Nacional Electoral (INE), la ciudad está integrada por catorce secciones electorales, de la 0034 a la 0047. En cuanto a nivel estatal administrativo regional de Hidalgo pertenece a la Macrorregión V y a la Microrregión VII, además es la sede de a la Región Operativa XI Actopan. esta región administrativa de Hidalgo permite acercar los programas y acciones gubernamentales a la población local. Por otra parte, pertenece al I distrito judicial de Hidalgo, donde se arreglan trámites judiciales del Poder Judicial del Estado de Hidalgo.

### Hermanamientos
El 23 de abril de 2022, el Ayuntamiento de Actopan recibió a integrantes y autoridades del Ayuntamiento de Actopan, Veracruz; en sesión de cabildo ambos municipios firmaron un convenio de hermanamiento. El 25 de mayo de 2022, se ratificó el hermanamiento con la develación de una placa; en una ceremonia, realizada en la explanada del parque Morelos en Actopan, Veracruz. El 4 de julio de 2022, se llevó a cabo la firma de hermanamiento entre la ciudad y Águas de São Pedro, Brasil.

## Demografía

### Dinámica poblacional

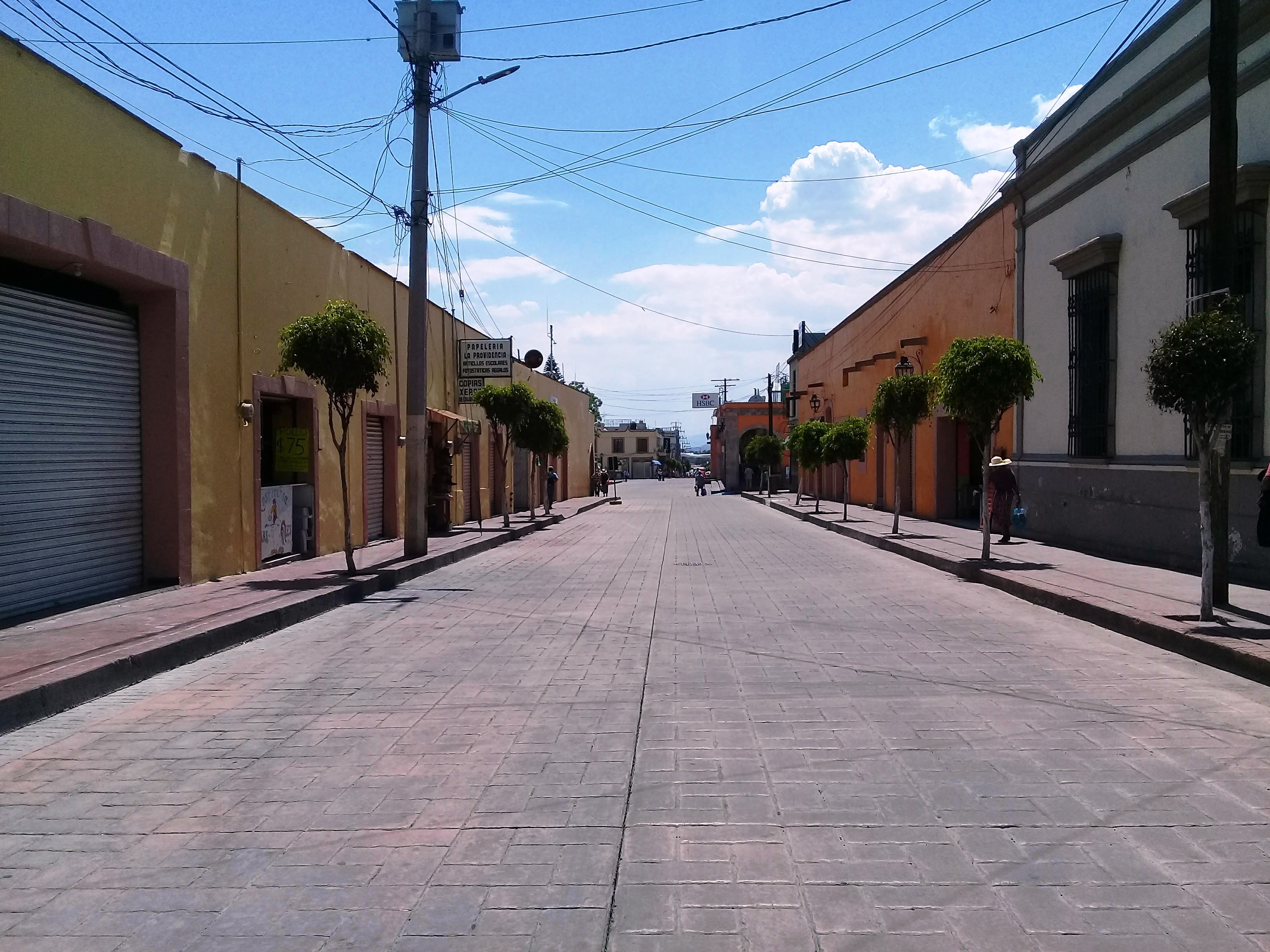
Calle de Actopan.

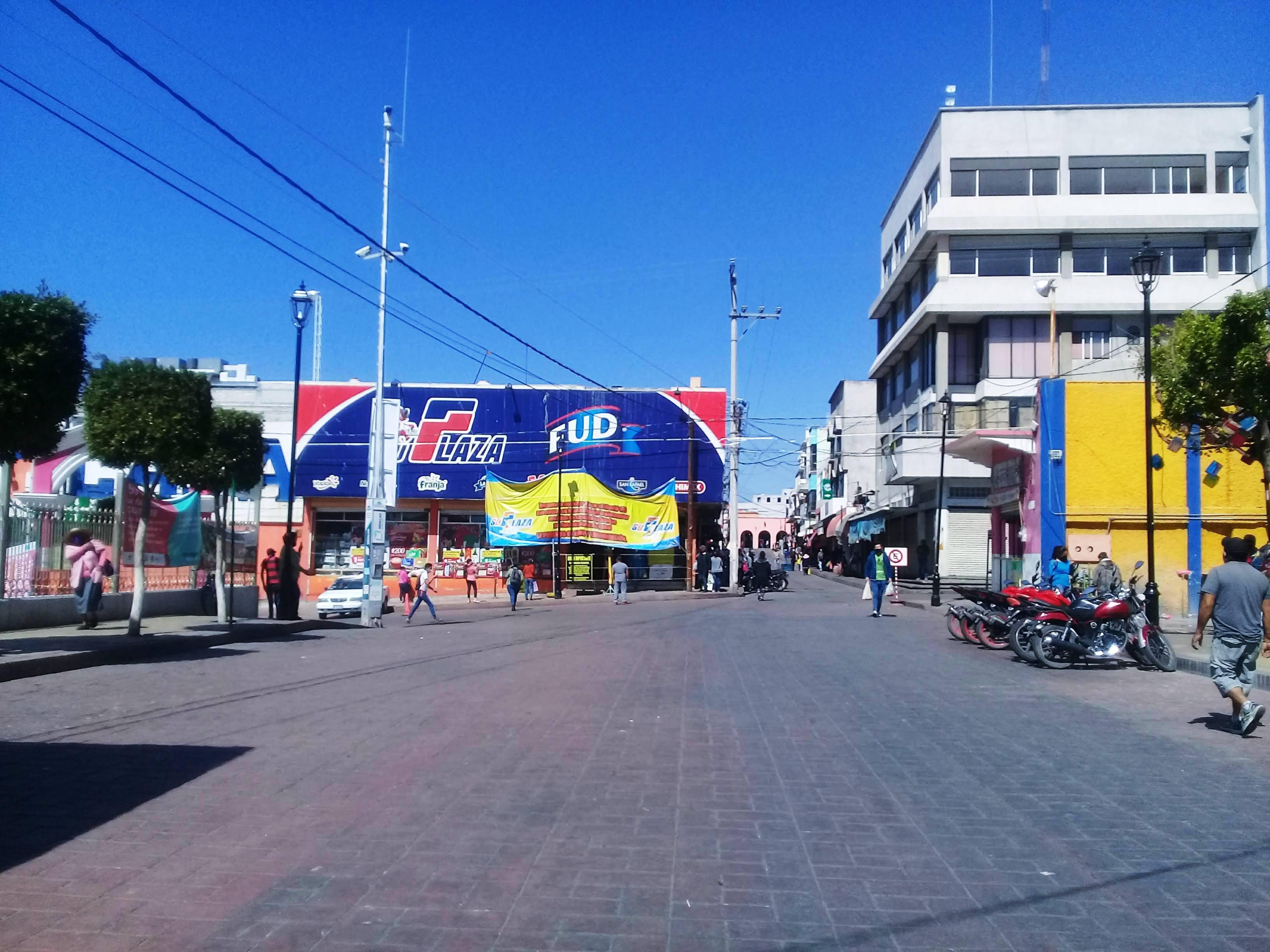
Calle de Actopan.

De acuerdo a los resultados del censo de población y vivienda 2020 realizado por el Instituto Nacional de Estadística y Geografía (INEGI), la localidad tiene 32 276 habitantes; la población de la ciudad representa el 52.91 % de la población municipal. De la población 15 262 son hombres lo que representa el 47.29 % de la población y 17 014 son mujeres lo que representa el 52.71 % de la población. Ocupa el séptimo lugar número dentro del conteo de localidades del estado de Hidalgo.
El pueblo indígena más extenso y representativo de la ciudad es el pueblo otomí; para 2020 hay 653 personas que hablan una lengua indígena. De los cuales la mayoría habla el idioma otomí, especialmente la variante del otomí del Valle del Mezquital, que también es denominado por sus propios hablantes hñähñú, ñänhú, ñandú, ñóhnño o ñanhmu. En la ciudad hay 298 personas que se autodenominan afromexicanos o afrodescendientes.
La religión principal es la católica, para 2020, unas 25 544 personas se declaran católicos; la ciudad pertenece a la arquidiócesis de Tulancingo y el santo patrón es Nicolás de Tolentino. Para el 2020 unas 3426 personas se declaran protestantes o cristianos evangélicos incluyendo La Iglesia de Jesucristo de los Santos de los Últimos Días, Iglesia La Luz del Mundo y Testigos de Jehová. Unas 3188 personas declararon se ateos, agnósticos, o no tener religión o no estar adscritas en alguna; y solo 64 declararon otras creencias o preferencias espirituales diferentes.
| Gráfica de evolución demográfica de Actopan entre 1900 y 2020                                               |
| |
| Población de los censos y conteos del Instituto Nacional de Estadística y Geografía (INEGI) de 1900 a 2020. |

### Vivienda y urbanismo

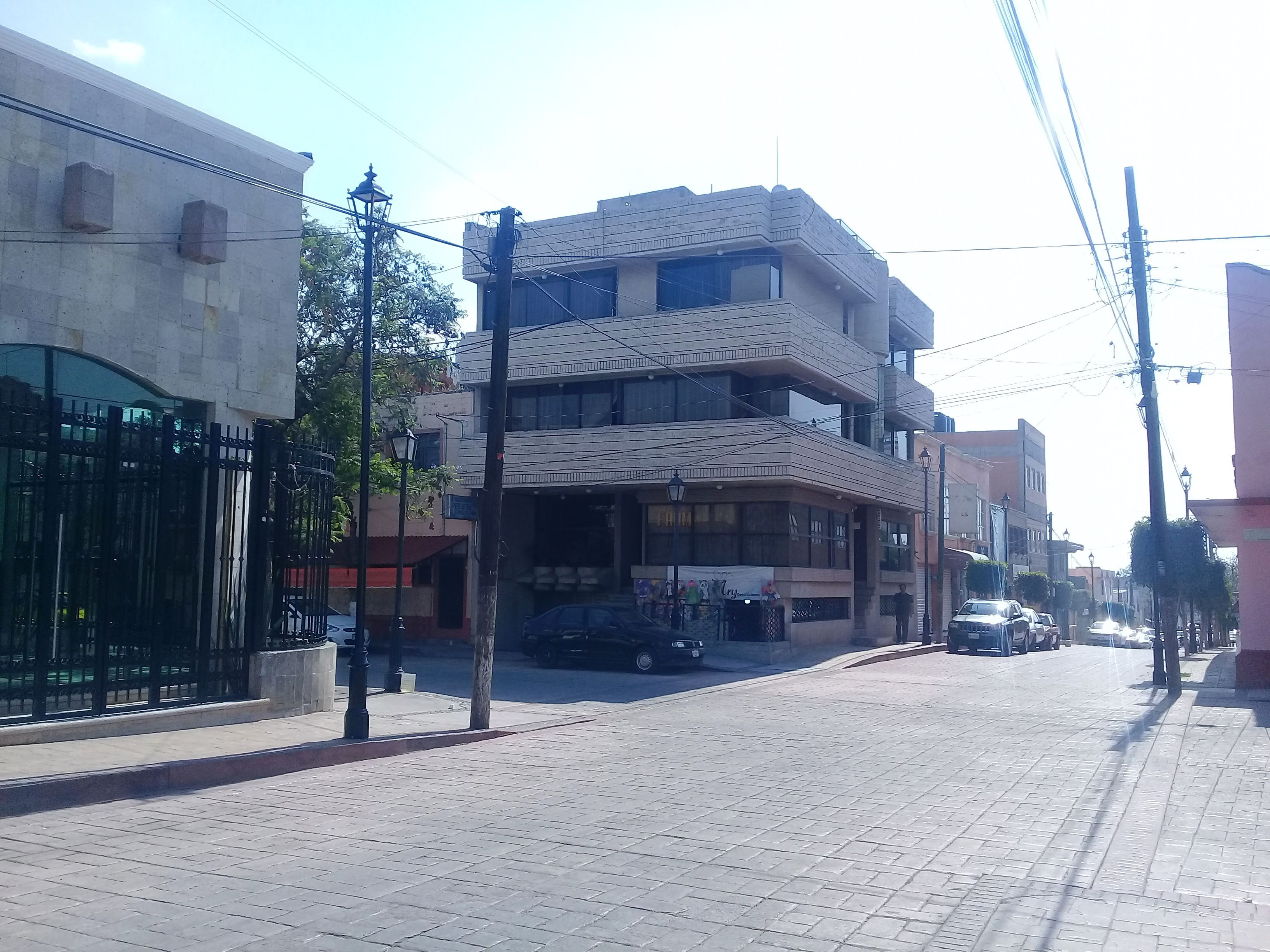
Edificios de Actopan.

De acuerdo al Ayuntamiento de Actopan, las colonias que conforman la ciudad son: Aviación, Benito Juárez, Chapultepec, Centro Norte, Centro Sur, Deportivo Olímpico, Dos Cerritos, Efrén Rebolledo (parque urbano), El Cerrito, El Porvenir, Eulalio Ángeles, Fundición Alta, Fundición Baja, Guzmán Mayer, Guadalupe, Jesús Luz Meneses, La Estación, La Floresta, La Hacienda, Las Monjas, Los Frailes, Los Olivos, Niños Héroes, Nuevo Actopan, Obrera, Rojo Gómez, Tierra y Libertad, y Unidad Deportiva.
De acuerdo al INEGI, Cañada Chica, Cañada Aviación, y Pozo Grande, forman también parte de la ciudad, mientras que El Porvenir y Dos Cerritos se consideran localidades separadas; esto debido a las diferencias entre la definición entre los ámbitos demográficos y políticos de ambas entidades.
De acuerdo a los resultados que presentó el censo general de población y vivienda 2020, la ciudad cuenta con un total de 10 946 viviendas; de las cuales 8687 se encuentran habitadas, 1571 deshabitadas y 688 son de uso temporal; con un promedio de 3.71 personas por vivienda. La  construcción de las viviendas en Actopan está hecha a base de block, tabique o materiales prefabricados, sus techos son colados, incluso existe la decoración con el mármol, adoquín y una gran variedad de materiales más; sin embargo, en algunas casos su construcción es a base de adobe, las paredes de tabique y los techos de lámina resistente o de petatillo.

### Pobreza y marginación social
En 2010, registro un grado de marginación muy bajo; en contraste con el municipio que tiene un grado bajo. La ciudad registro en 2010 un índice de rezago social de -1.34455. En 2015 el municipio de Actopan ocupó el lugar 21 de 84 municipios en la escala estatal de rezago social. Las viviendas con piso de tierra son 255 lo que representa el 3.50 %; en cuanto a servicios públicos las viviendas sin drenaje son 59 lo que representa el 0.81 %; las que no cuentan con luz eléctrica son 53 viviendas (0.73 %); sin agua entubada son 152 viviendas (2.09 %); sin sanitario son 83 viviendas (1.14 %).

## Cultura

### Arquitectura

#### Edificaciones

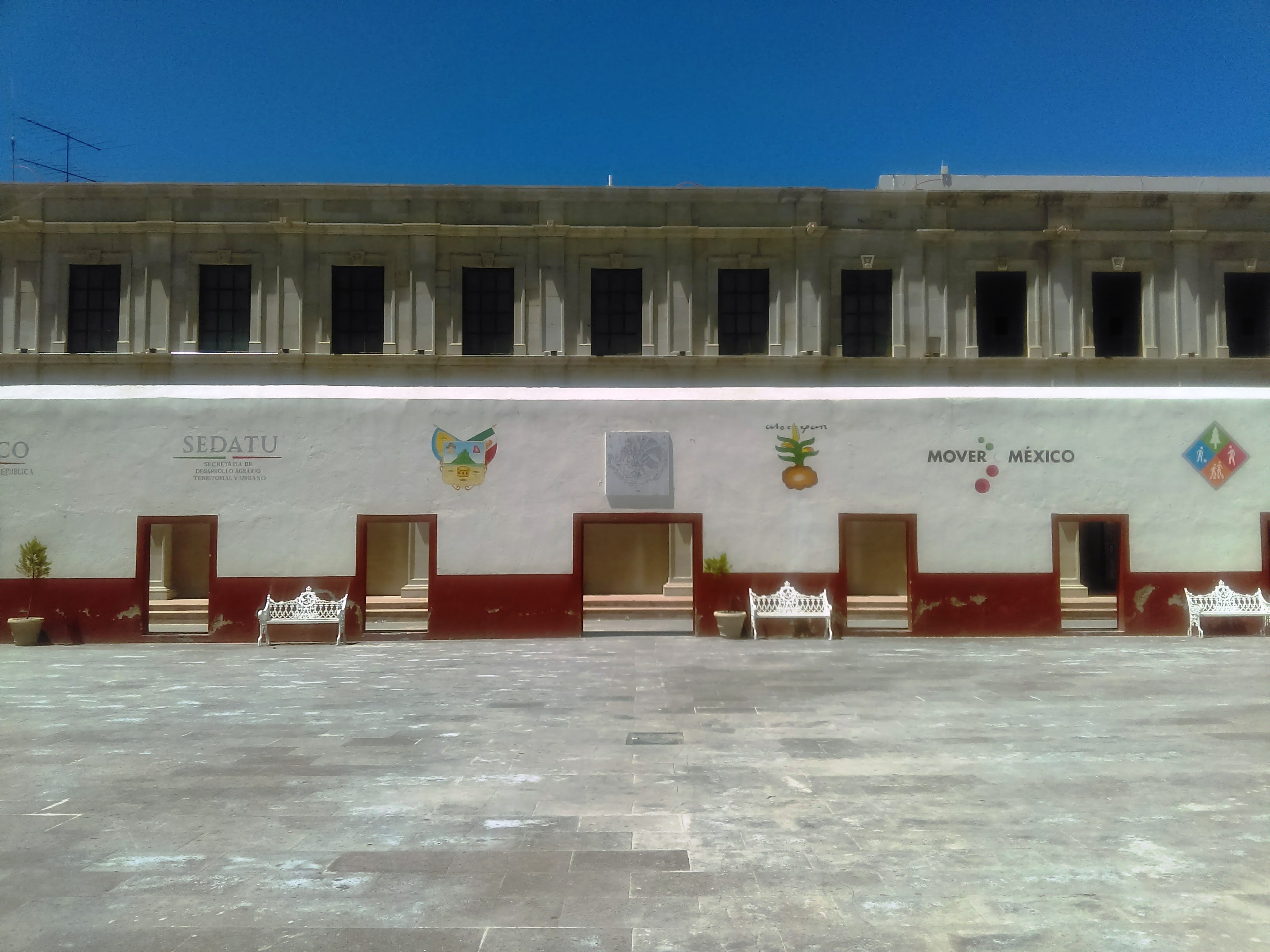
Plaza de las Artes en el antiguo palacio municipal

El denominada “centro de la ciudad” Consiste en un área que contiene las edificaciones más antiguas e importantes de la ciudad y contempla las siguientes cuatro plazas y parques: plaza Juárez, que se encuentra frente al exconvento; plaza de la Constitución, frente al palacio municipal; parque Reforma que alberga el obelisco; y el parque del Salto, ubicado en un antiguo estanque de paso del acueducto.
El Templo y exconvento de San Nicolás de Tolentino es desde el punto de vista arquitectónico y pictórico, constituye uno de los mayores ejemplos del arte novohispano del siglo XVI. Este convento, muestra una combinación de estilos arquitectónicos como Plateresco, Mudéjar, Gótico, Románico y Renacentista. Cuenta con un ejemplo único de capilla abierta de 17.5 m de ancho y 12 m de altura, íntegramente cubierta de murales al fresco.
El Obelisco de Actopan se encuentra en el parque Reforma; hacia 2008 fue construido, pero fue hasta 2009 cuando fue inaugurado. Consiste en una columna alargada cuadrangular montada sobre una pequeña base ligeramente con una mayor dimensión del obelisco, cuyos lados se van reduciendo hasta llegar al tope, terminando en la punta piramidal llamado piramidión. Su altura total es de 57 metros, en su interior existe una escalinata que lleva hasta la parte superior y que es utilizado como un mirador.
El palacio municipal de Actopan es edificio de dos plantas, con un estilo en reminiscencia de arquitectura neoclásica; cuenta con un soportal con arcos de medio punto, con el relieve del glifo de Actopan en la clave; las pilastras con capitel de orden jónico, continúan hasta soportar un entablamento liso que da paso al segundo nivel. En el segundo nivel se encuentra una serie de ventanas cuadradas; con un vitral y balcón en la parte central. Todo el complejo esta rematado por un pretil corrido y un frontón mixtilíneo en la parte central. Este se construyó en 2008, al demoler el auditorio del antiguo palacio municipal.
El Antiguo palacio municipal es una edificación rectangular de un solo piso; el acceso es un gran vano con un arco rebjado, con pilastras a los lados, que soportan un frontispicio triangular, las pilastras en la sección superior se transforman en ménsulas en forma de volutas. Todo coronado por un frontón mixtilíneo con una hornacina. En 2008 se demolió el auditorio y en 2016 la sección norte; en su interior el patio se denomina como plaza de las Artes.

#### Monumentos
Existen dos monumentos ubicados en la plaza Juárez, uno dedicado a Miguel Hidalgo y otro a Benito Juárez. El Monumento a Miguel Hidalgo, se trata de una estatua del personaje sobre una base hexagonal este a su vez sobre un pedestal cilíndrico. El Monumento a Benito Juárez colocado en 1977, es un busto del personaje sobre un pedestal cilíndrico. Otro monumento de la ciudad es el monumento a Efrén Rebolledo, localizado a un costado de la Escuela Primaria Efren Rebolledo. También se encuentra el monumento a Jesús Luz Meneses, localizado en el cruce de las calles María del Carmen González y Corregidora, construido en los años 1990 en honor de las obras realizadas en la zona.
Dentro de los restos arquitectónicos del acueducto de la ciudad se conserva la "Fuente de Mendoza" y "Fuente El Salto". La fuente de Mendoza tiene una planta hexagonal alargada, tres de sus lados forman un brocal. La fuente El Salto se encuentra sobre un antiguo estanque de paso, localizado en el jardín Nicolás Romero; en el año 2014 sufrió una remodelación dándole su actual aspecto. El 13 de septiembre de 2004 se inauguró el Monumento a los Niños Héroes; el cual consta de una pared semicircular con seis columnas cada una representando a los seis cadetes mexicanos, con una placa conmemorativa al centro.
El 21 de junio de 2019 fue inaugurado el Monumento al Maestro, para el diseño del monumento se emitió una convocatoria, en donde participó la ciudadanía. Este monumento consta de una base semicircular, donde se alzan cinco columnas doricas; al centro sobre un pedestal se encuentra la escultura de dos manos sosteniendo libros, y una placa que dice “gracias”. En la Colonia  Guzmán Mayer se encuentra un monumento a Genaro Guzmán Mayer.

Monumentos en Actopan
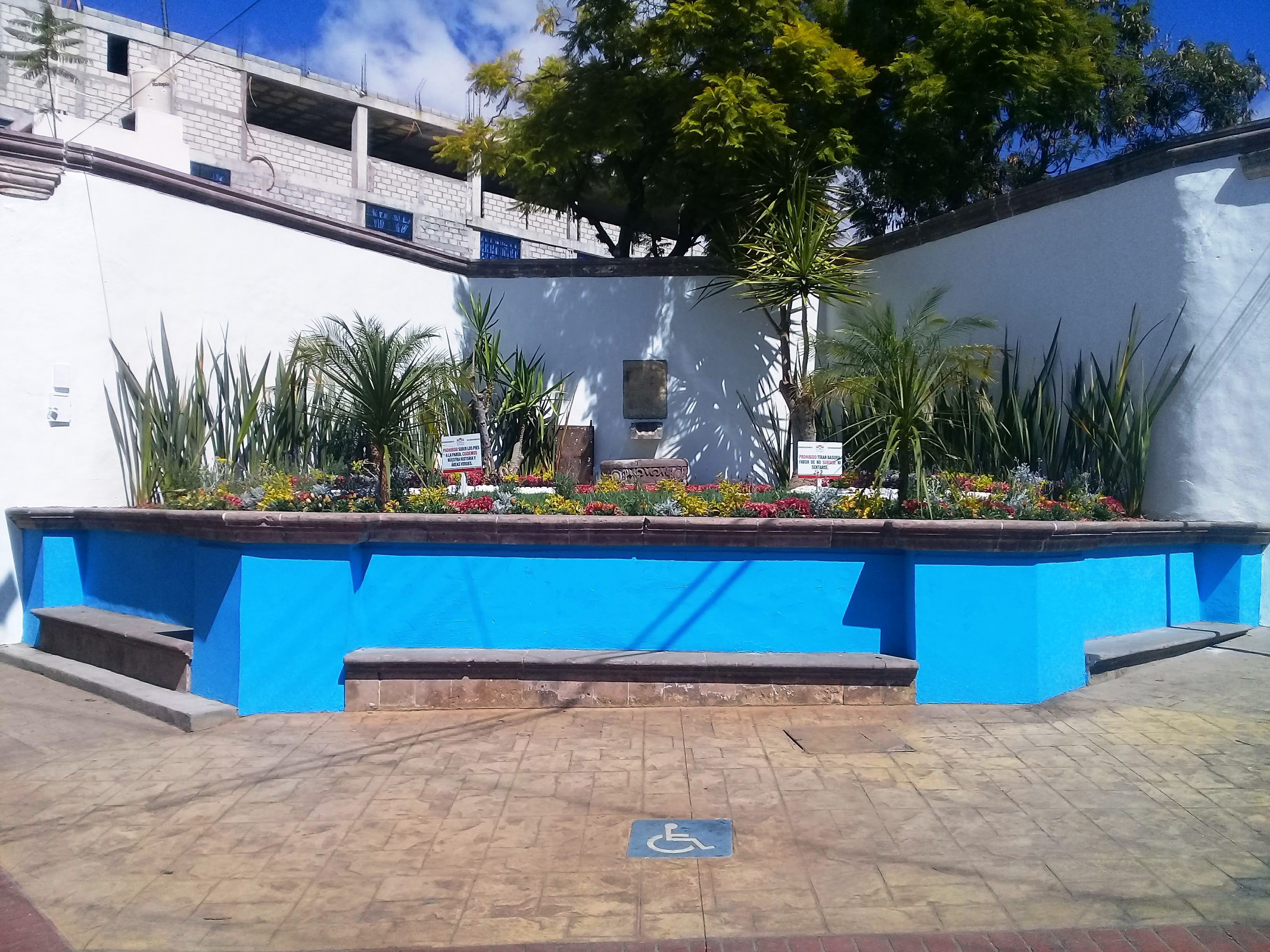
Fuente de Mendoza.
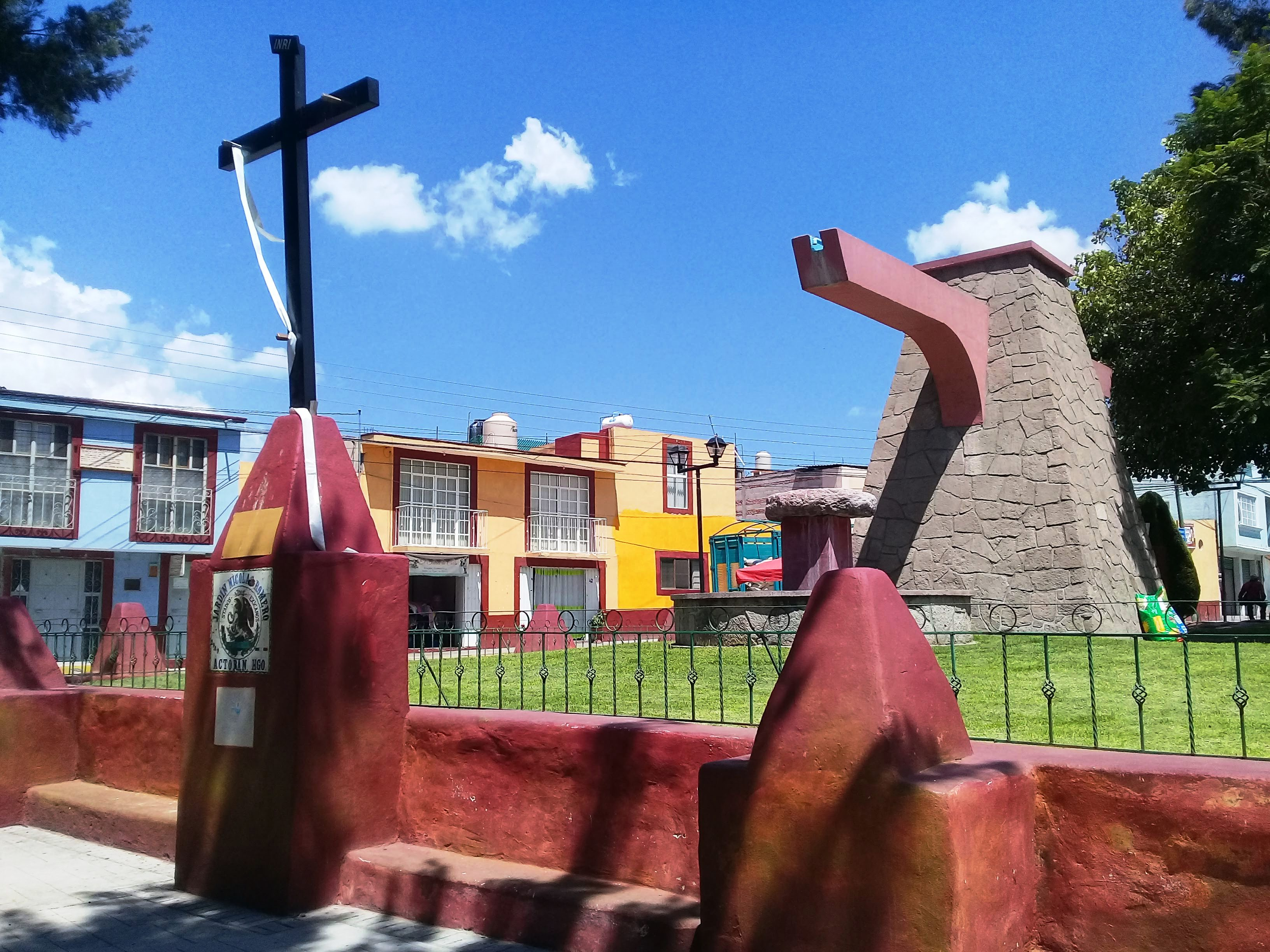
Fuente El Salto.
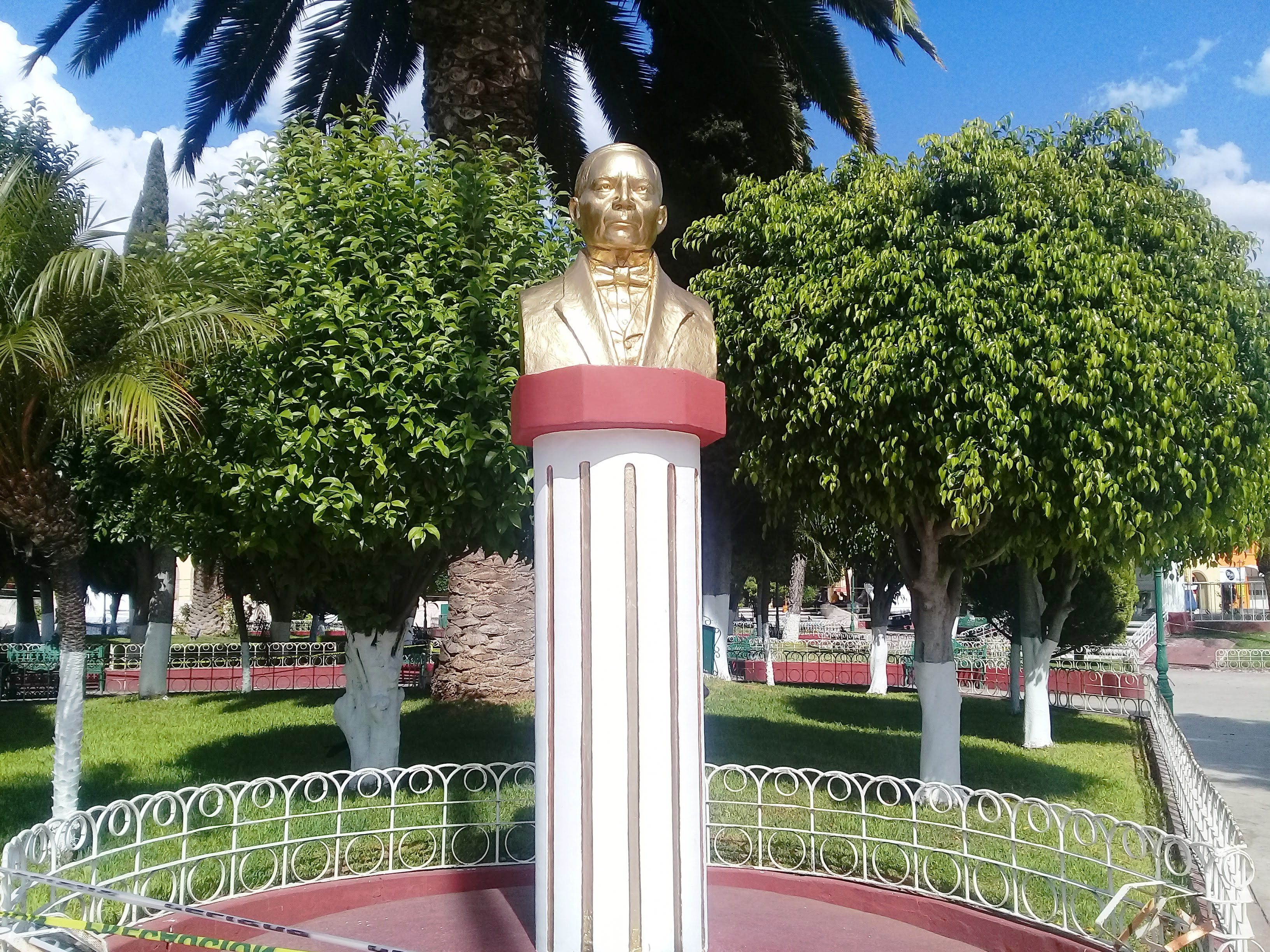
Monumento a Benito Juárez.
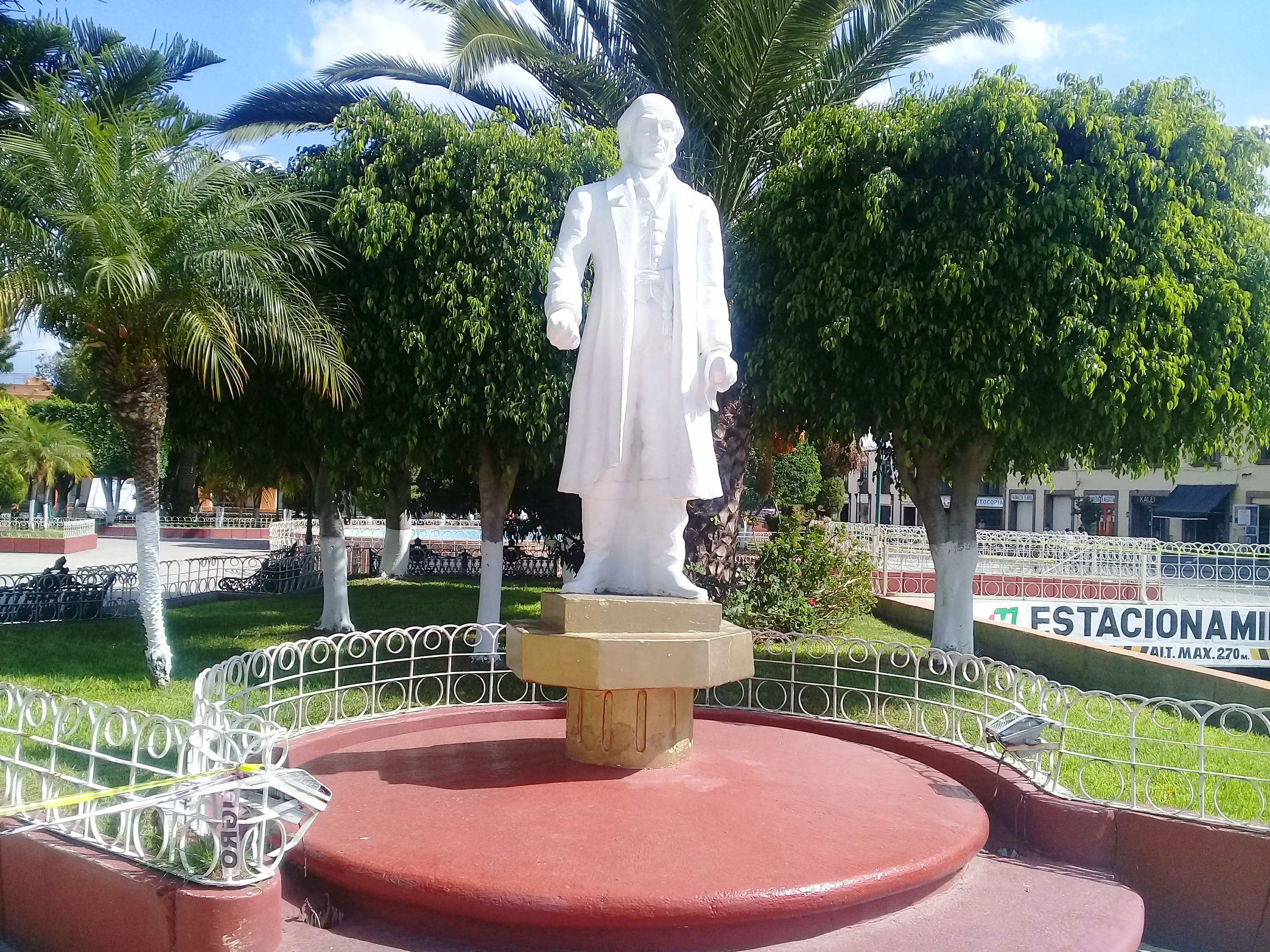
Monumento a Miguel Hidalgo.
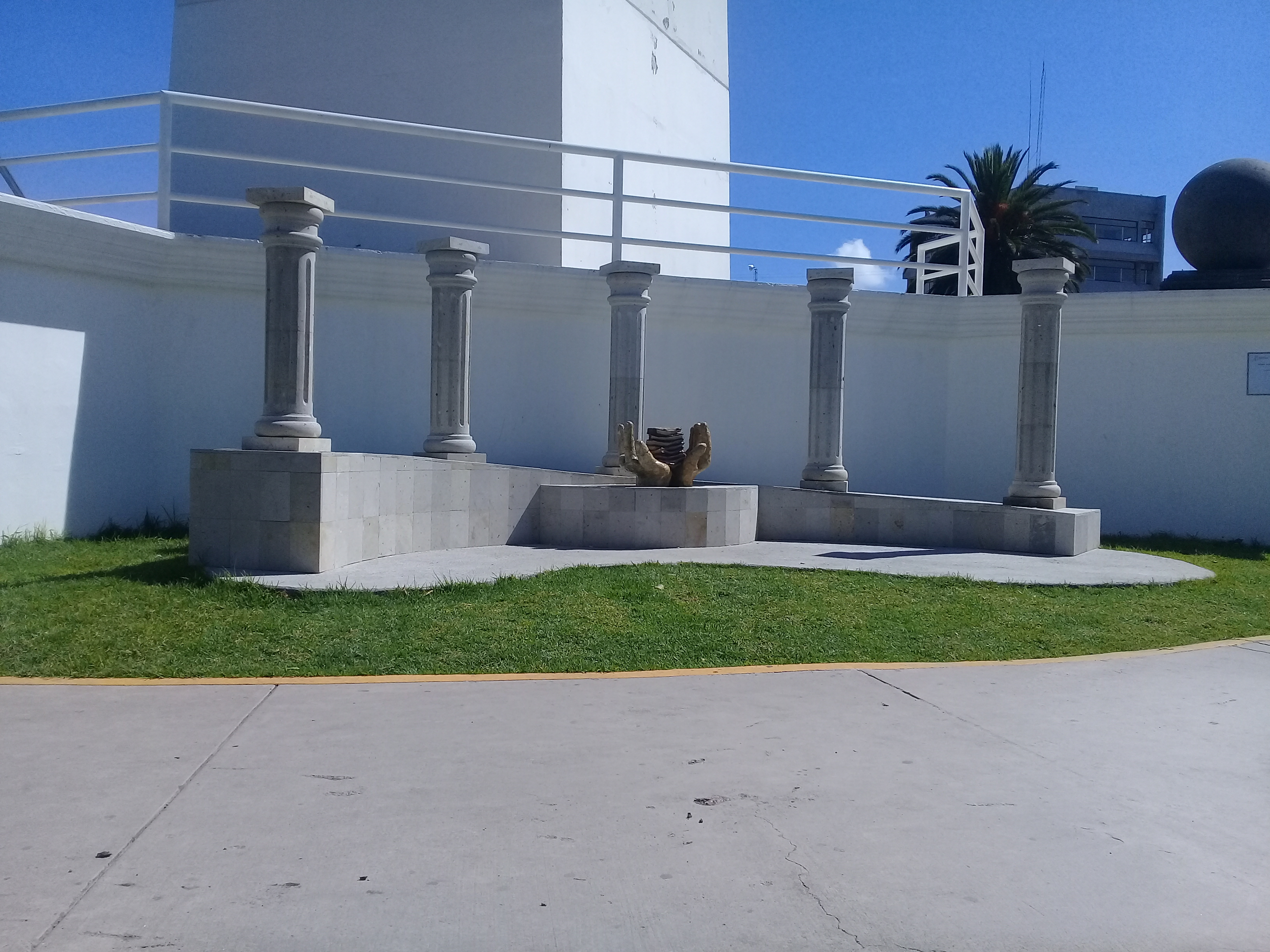
Monumento al Maestro.
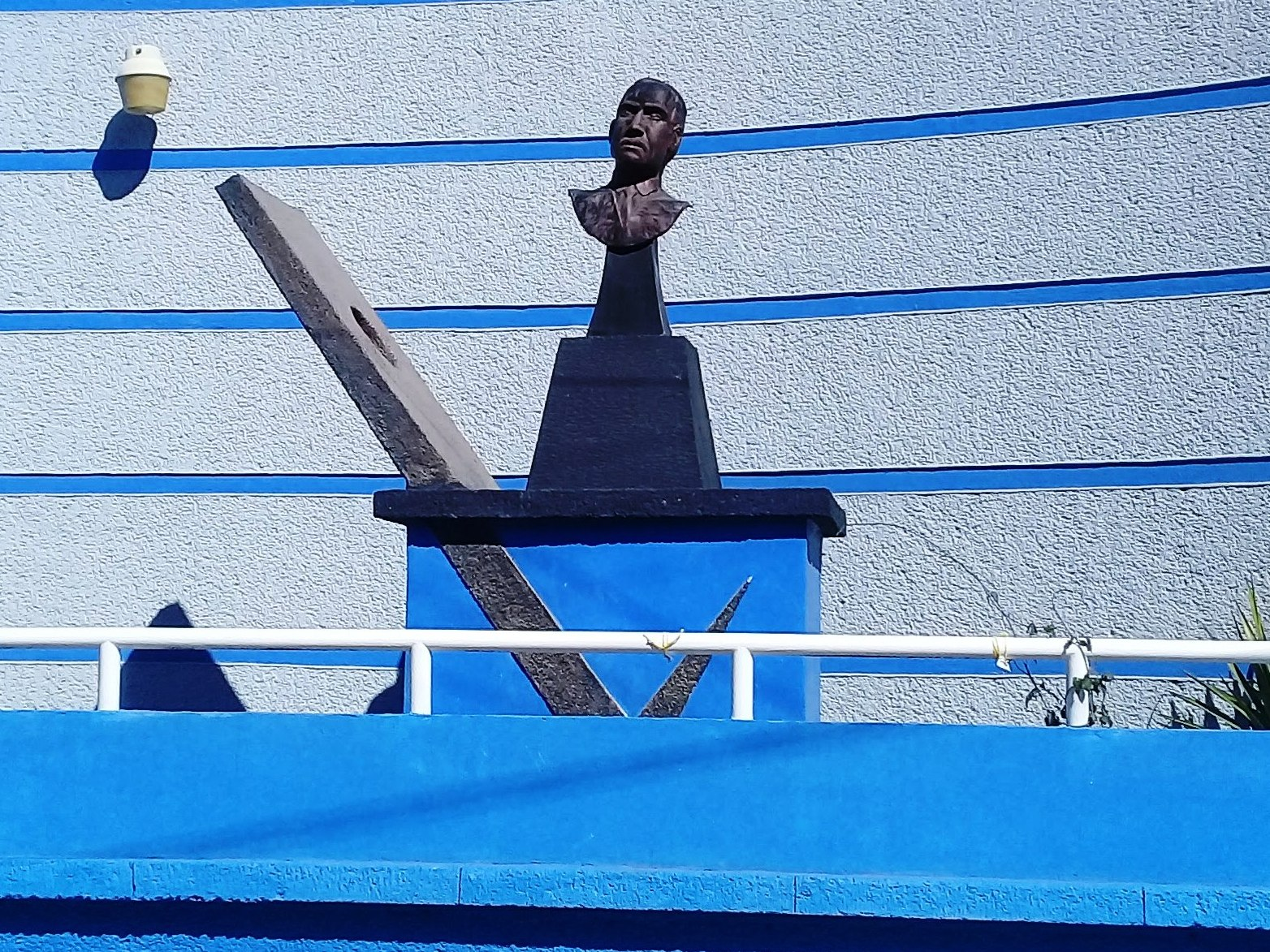
Monumento a Efren Rebolledo.
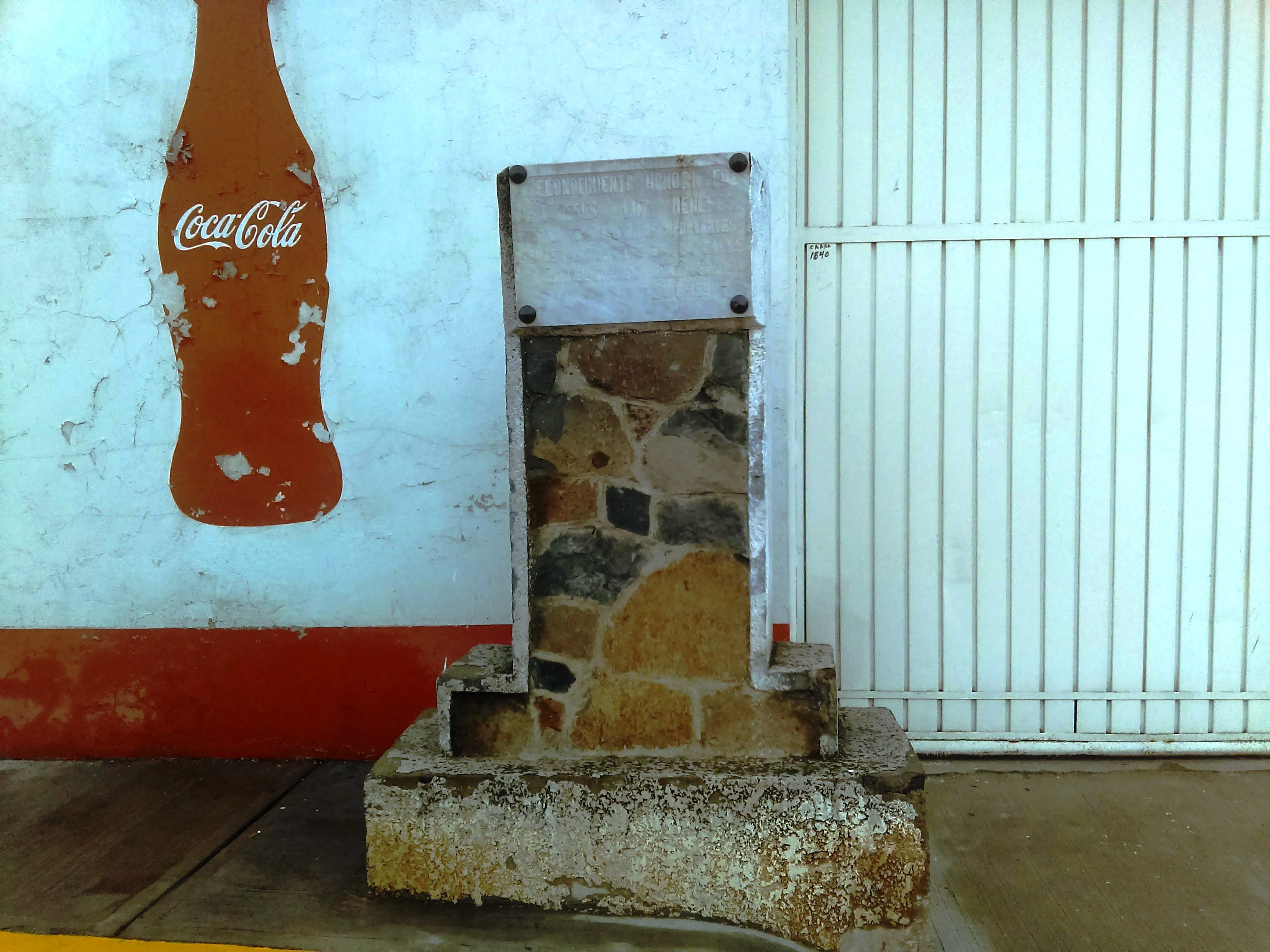
Monumento a Jesús Luz Meneses.
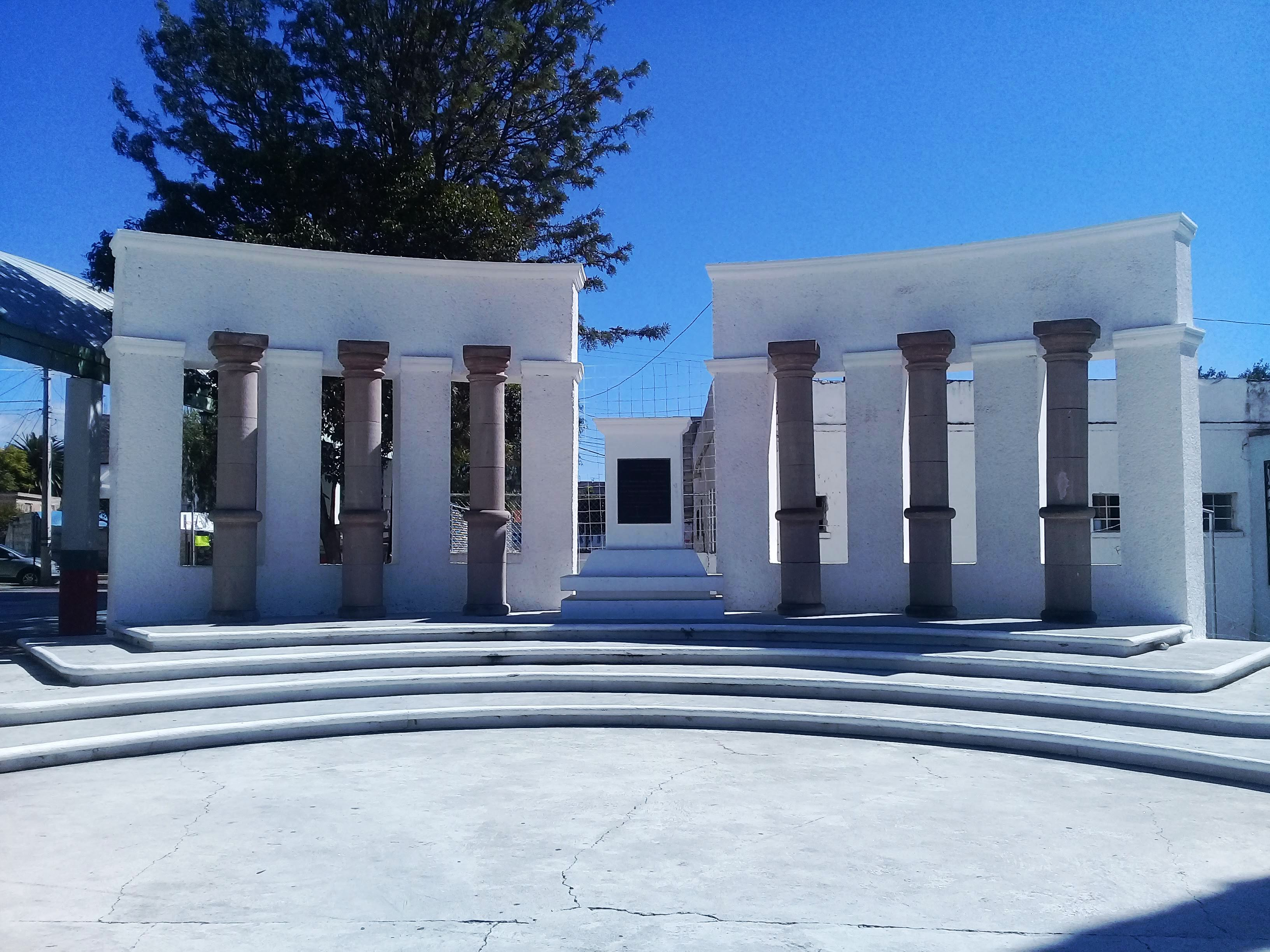
Monumento a los Niños Héroes.
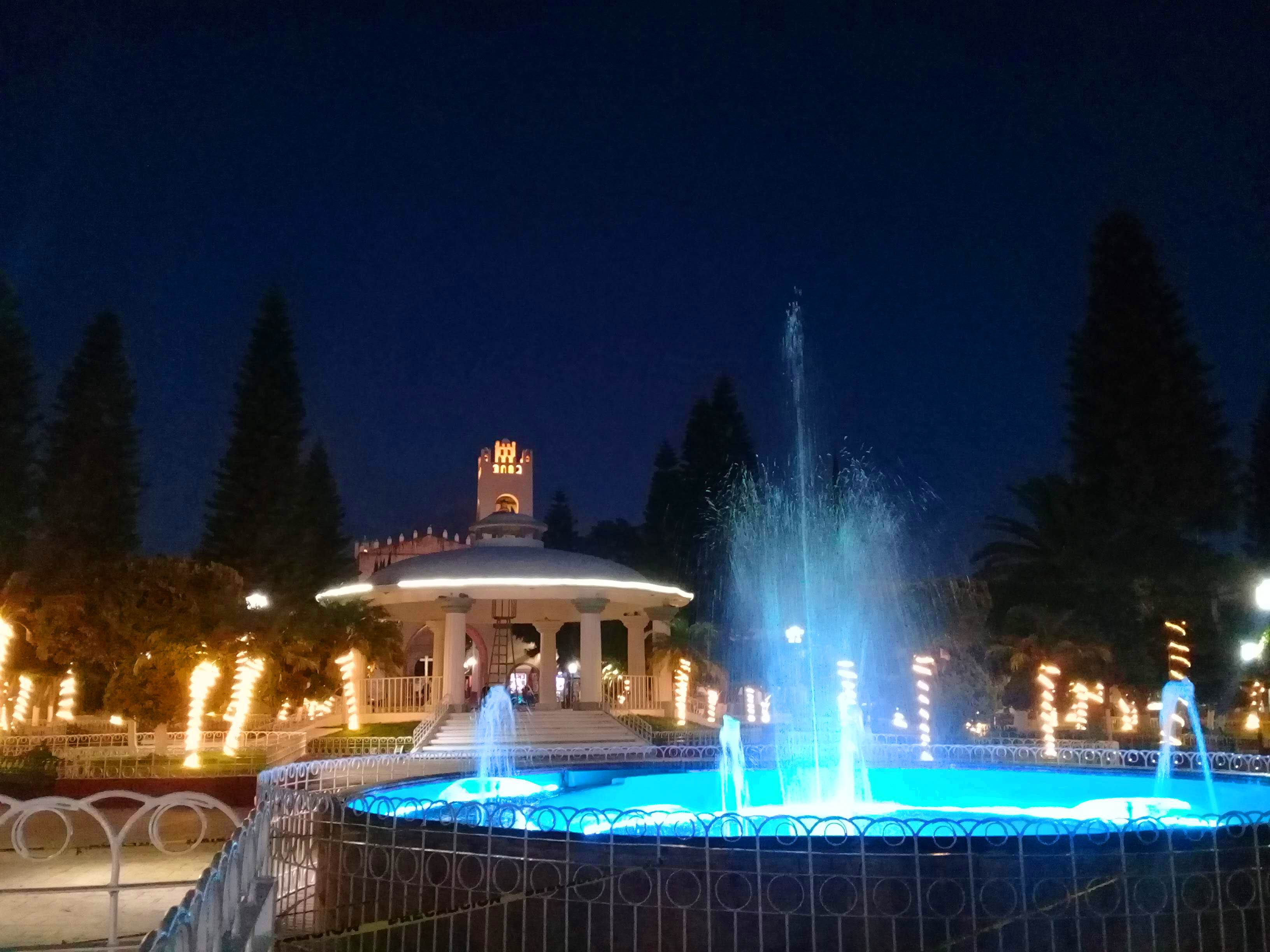
Fuente en la la Plaza Juárez.
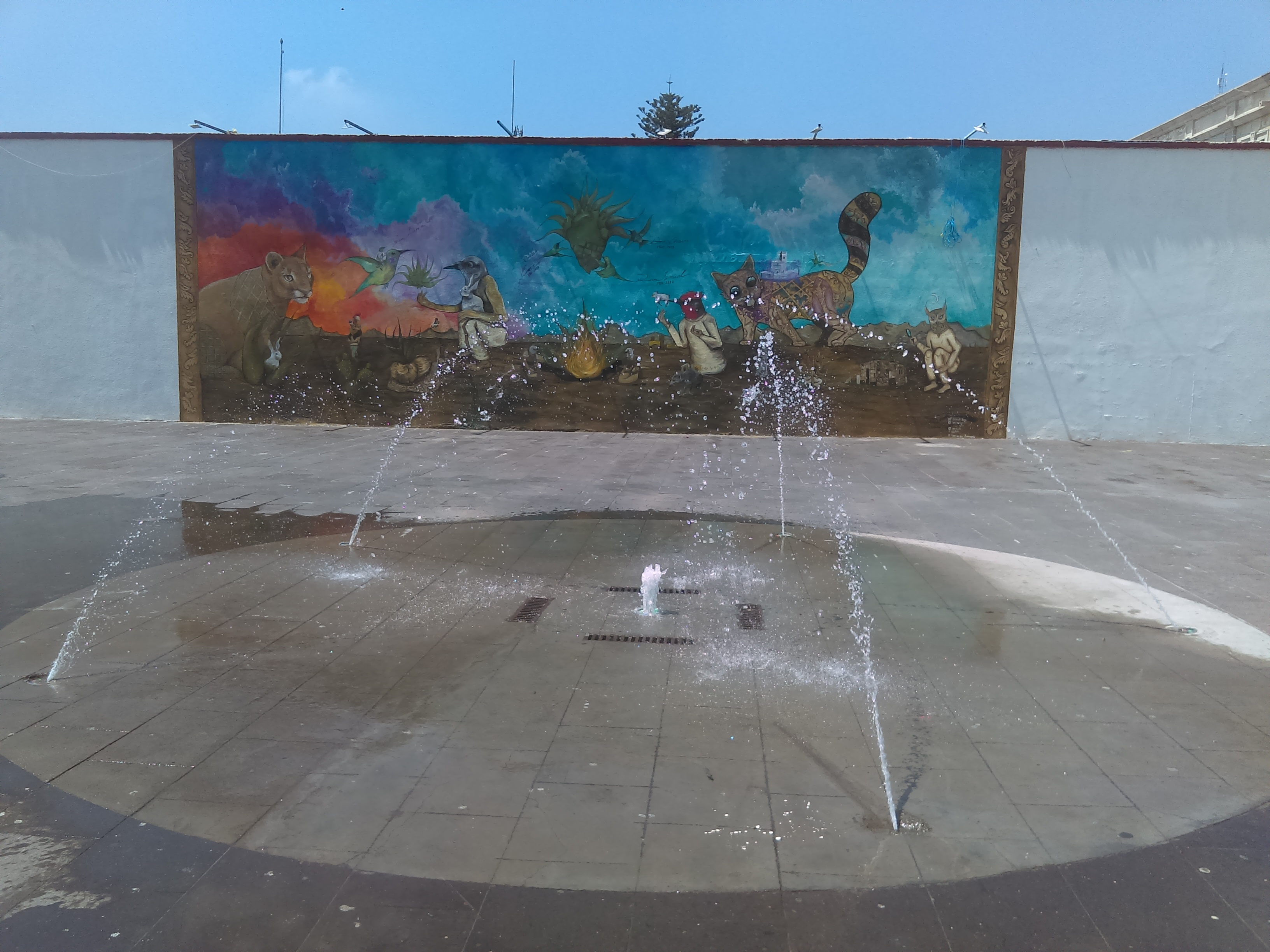
Fuente en la Plaza Constitución.
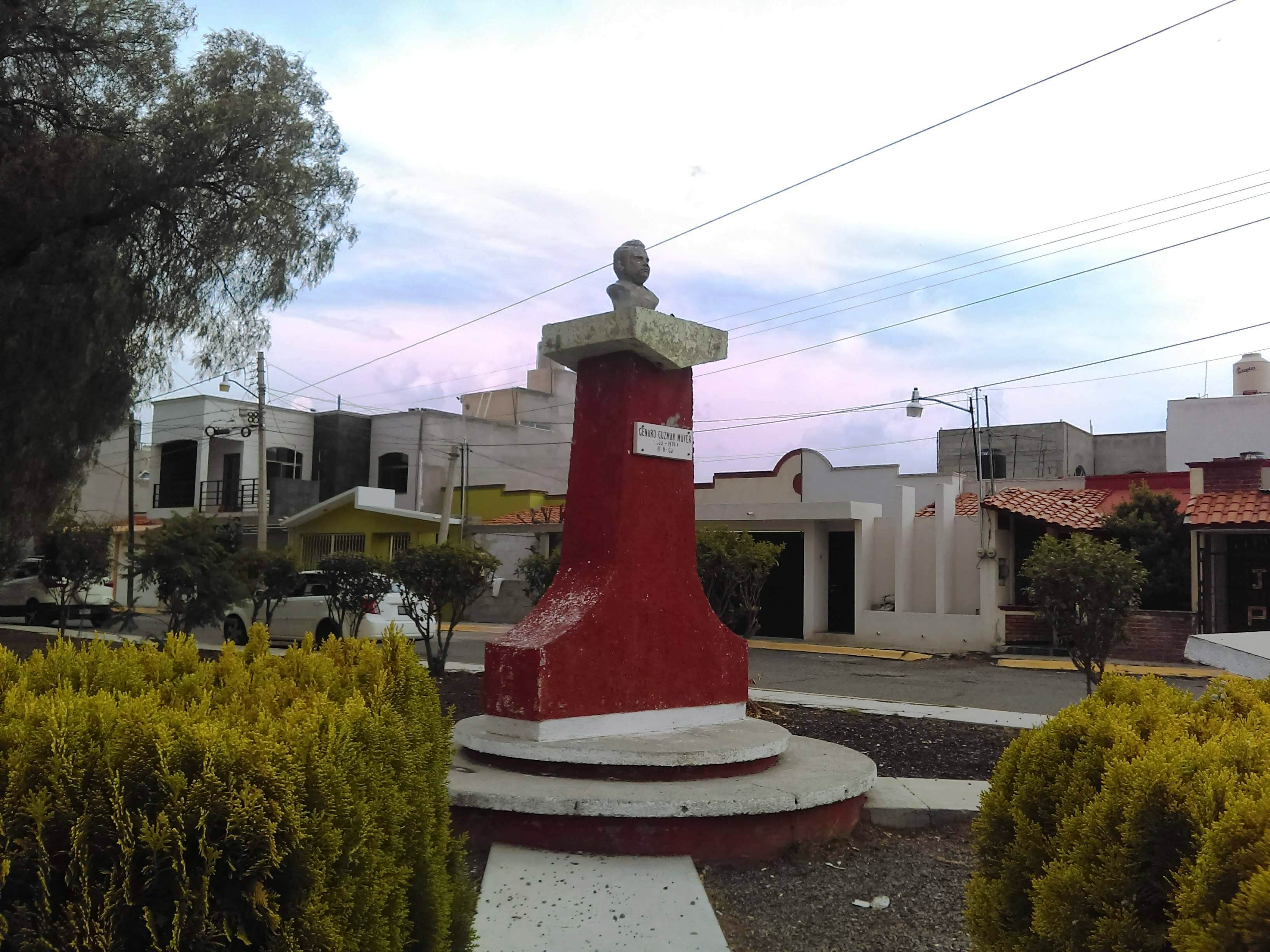
Monumento a Genaro Guzmán Mayer.

#### Plazas y parques
Entre las áreas verdes de la ciudad, se encuentra la plaza Juárez, el parque Reforma, jardín Nicolás Romero, el parque recreativo "La Eroca"; también se encuentran los parques de las colonias Efrén Rebolledo (parque urbano), Guadalupe y Guzmán Mayer, con diversos juegos infantiles. En la plaza Juárez y el parque Reforma se encuentran estanquillos de limpiabotas.
La plaza Juárez es un parque arbolado con un quiosco o templete en centro. Se tiene acceso al atrio del Convento de San Nicolás de Tolentino por un soportal, formado por una arcada de medio punto, con techo de bóveda de cañón corrido. El arco central que da acceso al atrio es casi de dobles dimensiones que los demás, y está techado también por una bóveda de cañón, de eje perpendicular a la que cubre el soportal. El 3 de marzo de 2014, empezó la construcción de un estacionamiento subterráneo en la plaza Juárez, que fue inaugurado el 31 de agosto de 2014.
El parque Reforma, es donde se ubica el Obelisco de Actopan; así como diversas zonas de juegos infantiles y aparatos de ejercicio. El jardín Nicolás Romero también denominado el "El Salto" por el antiguo aljibe del acueducto, que se encuentra en dicho lugar; en 2014 el aljibe fue trasformado en una fuente, y el parque remodelado. El parque recreativo La Eroca con áreas verdes, deportivas, infantiles, asadores y una piscina. También se encuentra la plaza de la Constitución, frente al palacio municipal; construida en 2008 cuando una parte del antiguo palacio municipal fue derribado.

### Pintura y murales
A las afueras de la ciudad en la arcada mayor del Acueducto de Actopan, también denominado como “Los Arcos”, se encuentran un conjunto de pinturas rupestres de color blanco. Orientada al sureste, se puede ver una figura humana que mide 32 cm de alto y 23 cm de ancho. Al lado izquierdo se encuentra un sol con tres rayos alargados, el cual mide 23 cm de alto y 22.5 cm de ancho; a la derecha se observa una media luna de 9.5 cm de largo y 6.5 cm de alto. También se aprecia una mano que ve hacia el noroeste, y esta casi completamente borrada. En dirección al noroeste en la misma peña se encuentra una “U” invertida que en su interior se encuentran siete puntos, indicando posiblemente una bóveda celeste.
En el Convento de Actopan El programa iconográfico e iconológico, es de los más complejos y ambiciosos del estado de Hidalgo. Se debe considerar la pintura renacentista como ideología estética preponderante, y las reminiscencias de la pintura mural de Mesoamérica, en la mezcla de la decoración y los temas cristianos; características del tequitqui o arte indocristiano. Destacan los murales y frescos de la sala de profundis, del cubo de la escalera y de la capilla abierta.
En a ciudad se han realizado distintos murales, en el interior del Obelisco de Actopan se encuentran una serie de murales,donde se aprecia distintos aspectos de la cultura, historia e identidad de Actopan. El 15 de mayo de 2015 en la Escuela Superior Actopan, se realizaron 23 murales en las instalaciones, en el marco del quinto Festival Internacional de la Imagen (FINI), y el segundo Encuentro Internacional de Muralistas; bajo el lema “Justicia Social”, con la participación de 46 muralistas internacionales y 22 alumnos.
En 2015 tras la remodelación del Mercado 8 de julio, se realizaron dos murales, ambos reflejan las costumbres y tradiciones de Actopan. En 2016 se realizó un mural en las escaleras del palacio municipal de Actopan, firmado por Eloy Trejo Trejo, en el Mural "Actopan es... Arte, cultura y tradición", se aprecia el Convento de Actopan y a Efrén Rebolledo. El 8 de julio de 2017 se realizó, se inauguró un mural por parte de la Casa de la Cultura Actopan, para conmemorar el 471 aniversario de la fundación de la ciudad, localizado en el soportal del palacio municipal.
En noviembre de 2019 alumnado de Escuela Superior de Actopan, realizó un mural ubicado en el centro en al calle María del Carmen González, en el mural conjuga el tema social, la violencia hacia las mujeres, la comunidad LGBT y la igualdad de género. El 4 de septiembre de 2020 fue inaugurado el "Mural Actopan Pueblo con sabor", en la plaza Constitución; muestra la herencia cultural del municipio, fue elaborada por los artistas Daniel Rojo Pacheco, Juan Ugalde Olguín, Alexis Gómez, José Lionel López y Gerardo Zamora.

Murales en Actopan
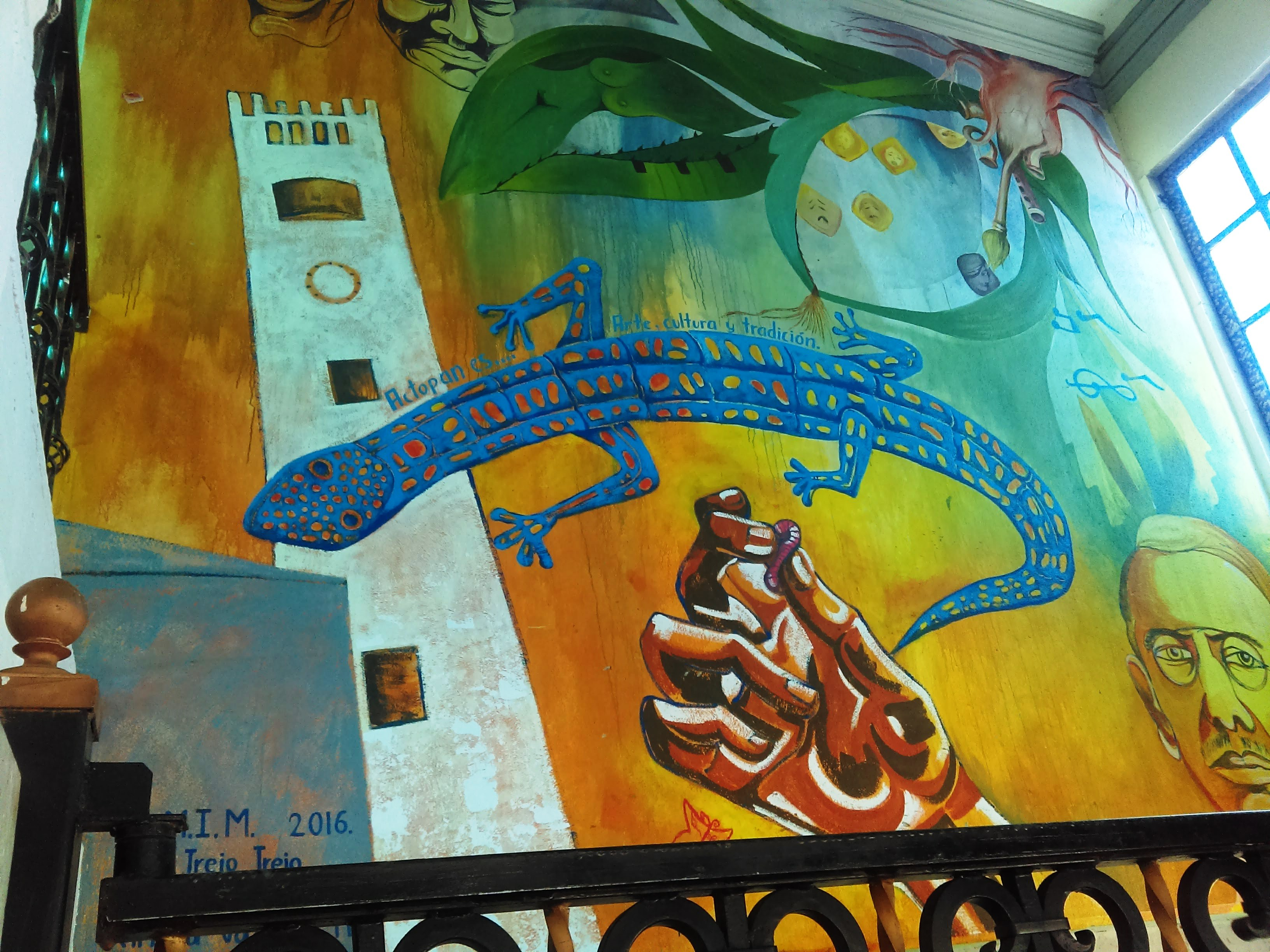
Mural "Actopan es... Arte, cultura y tradición".
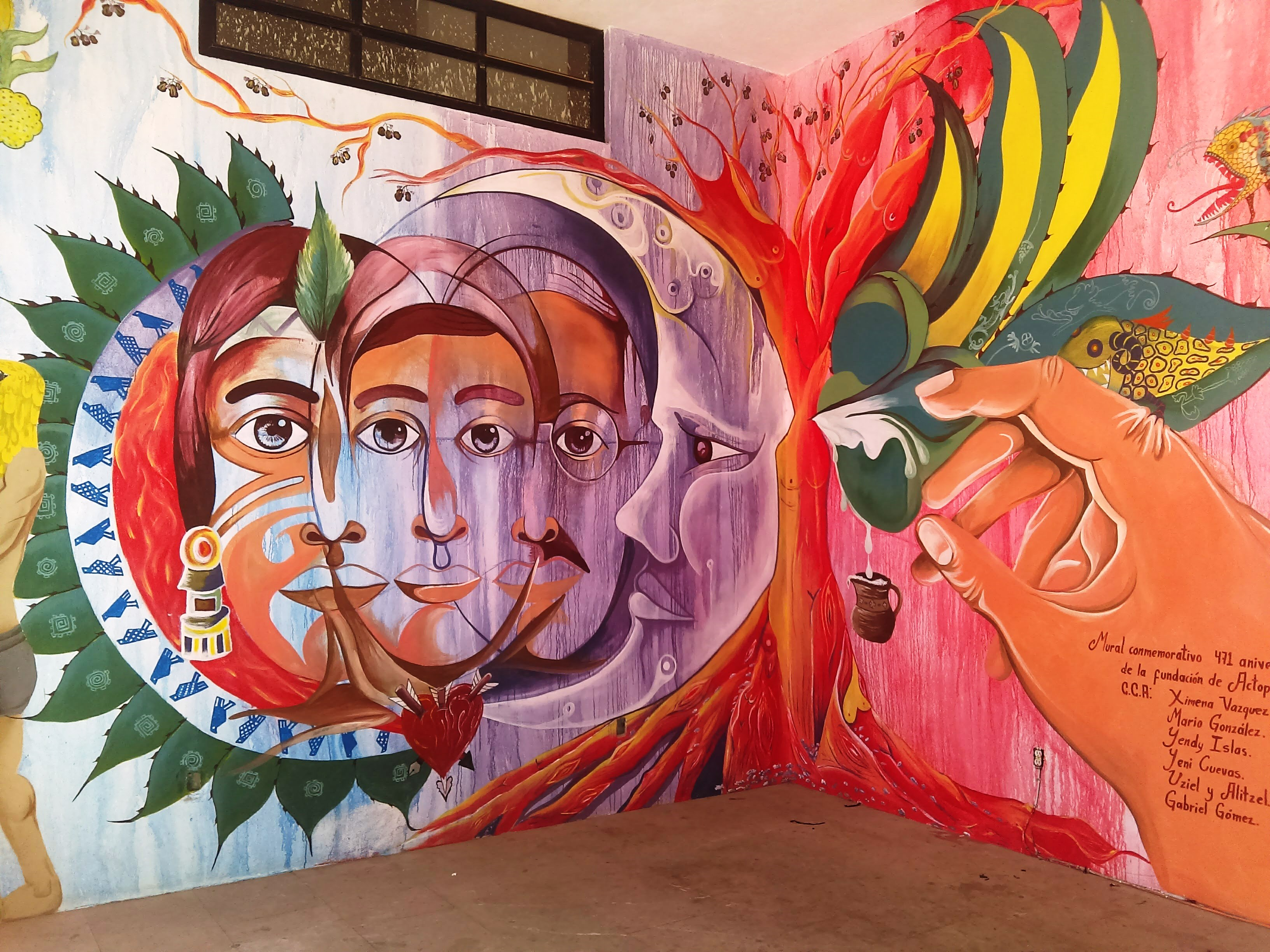
Mural "471 aniversario de la fundación de Actopan".
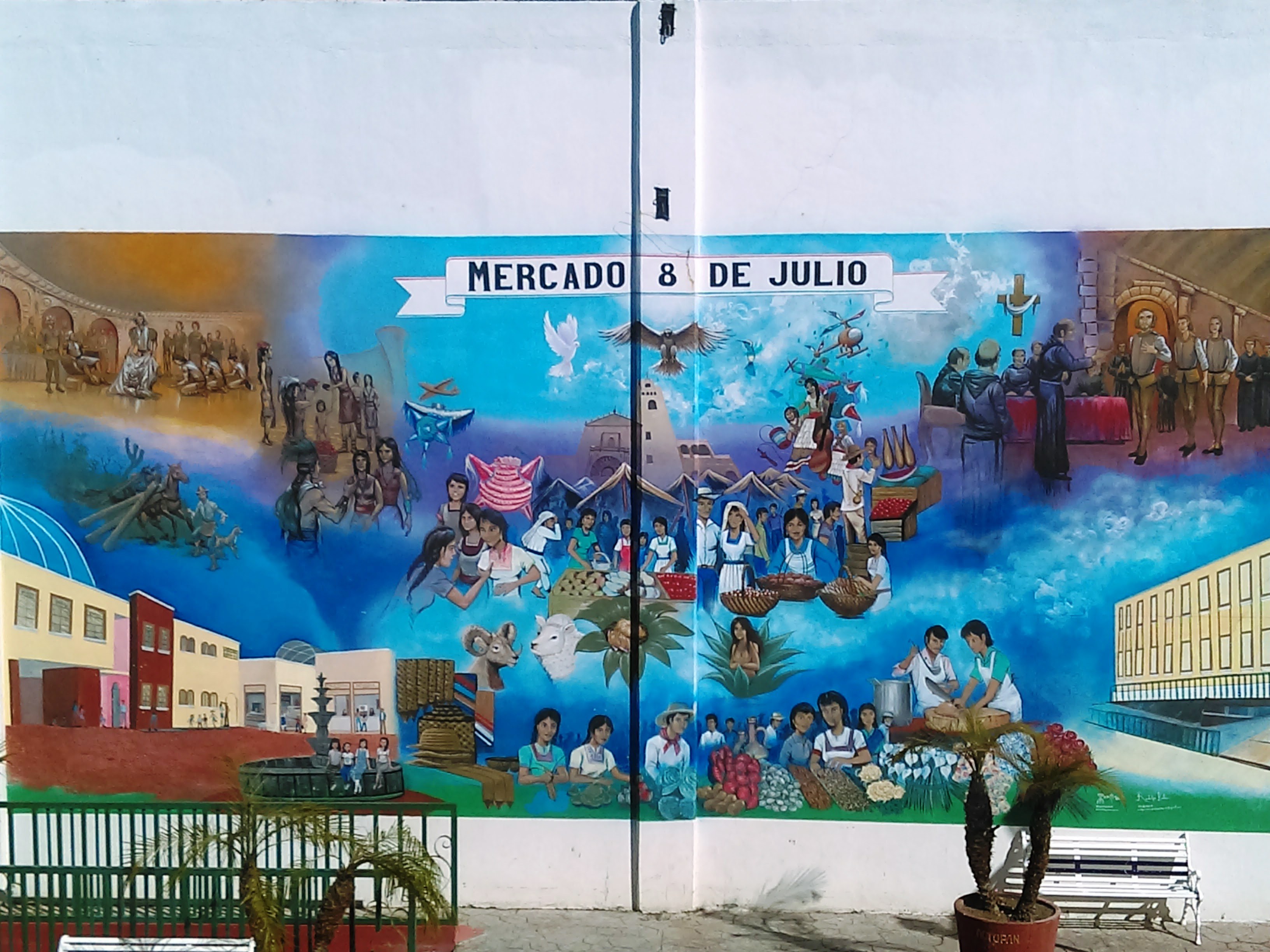
Mural en el Mercado 8 de julio.
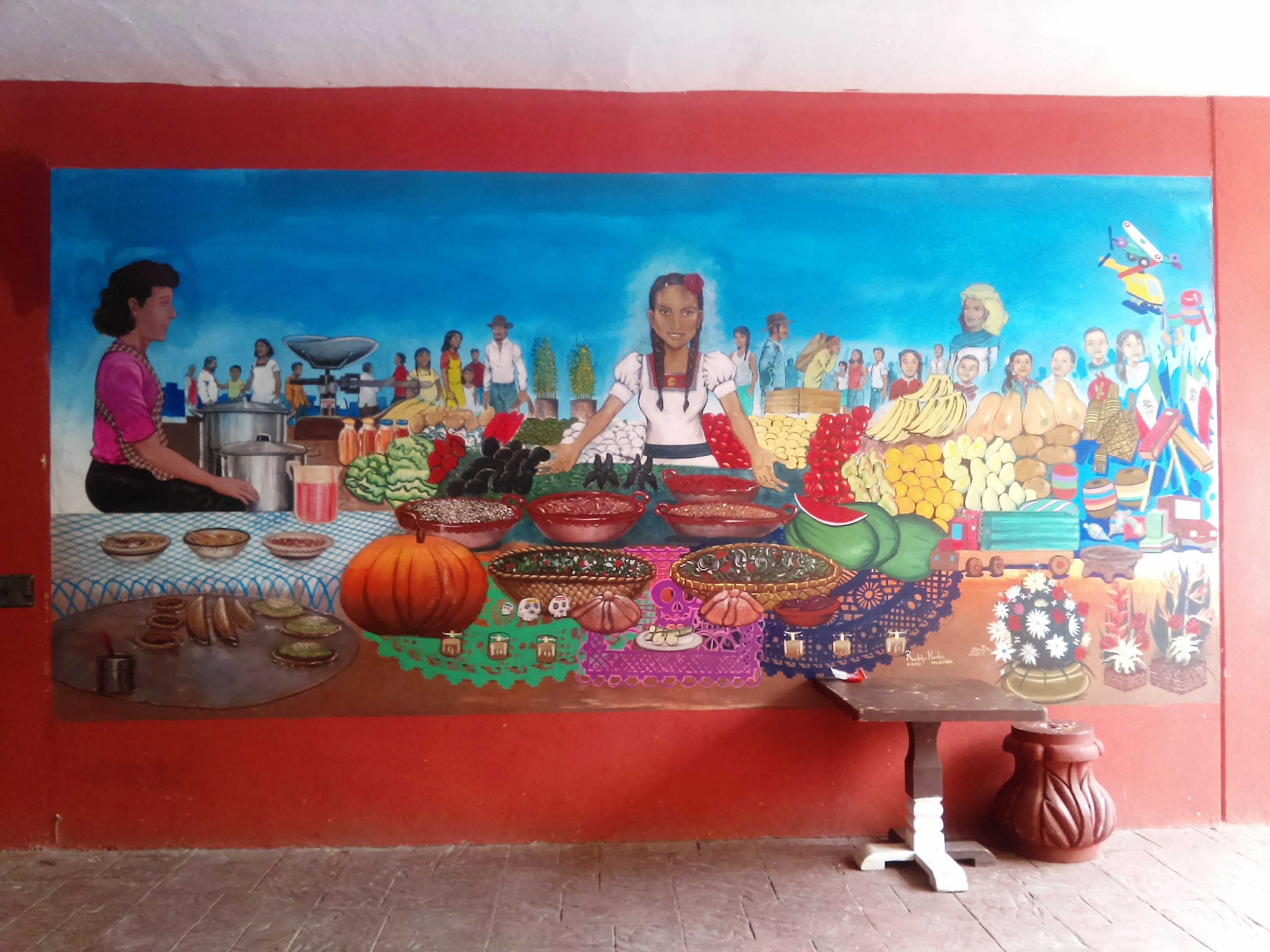
Mural en el Mercado 8 de julio.
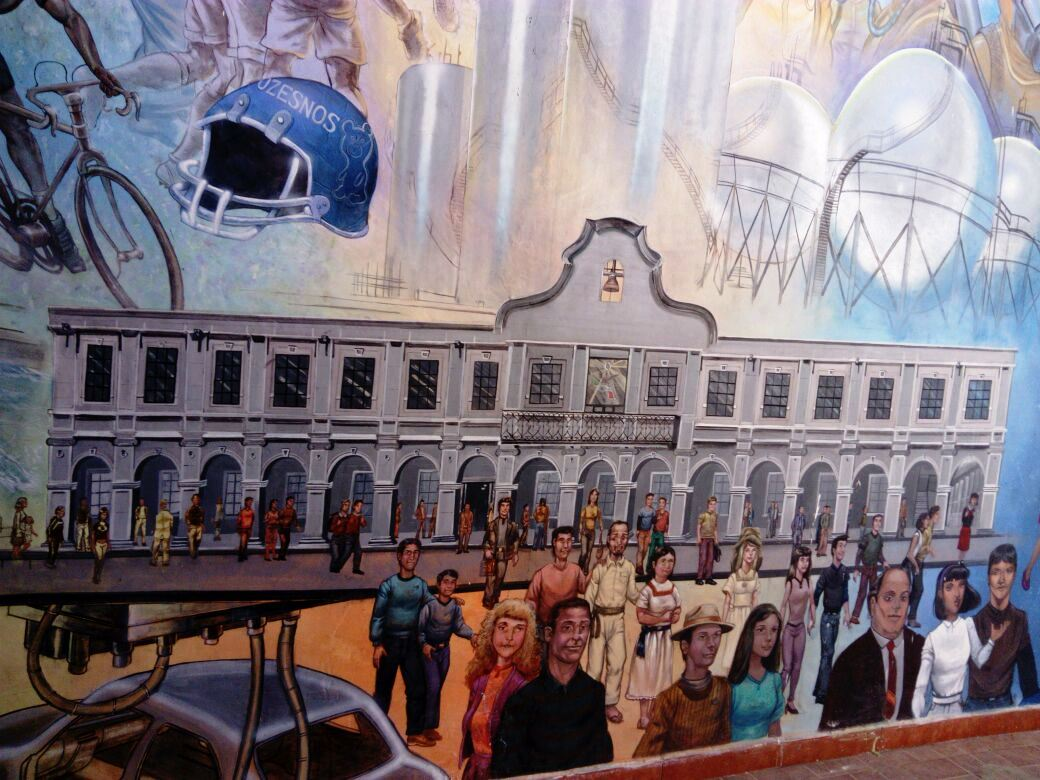
Mural en el Obelisco de Actopan.
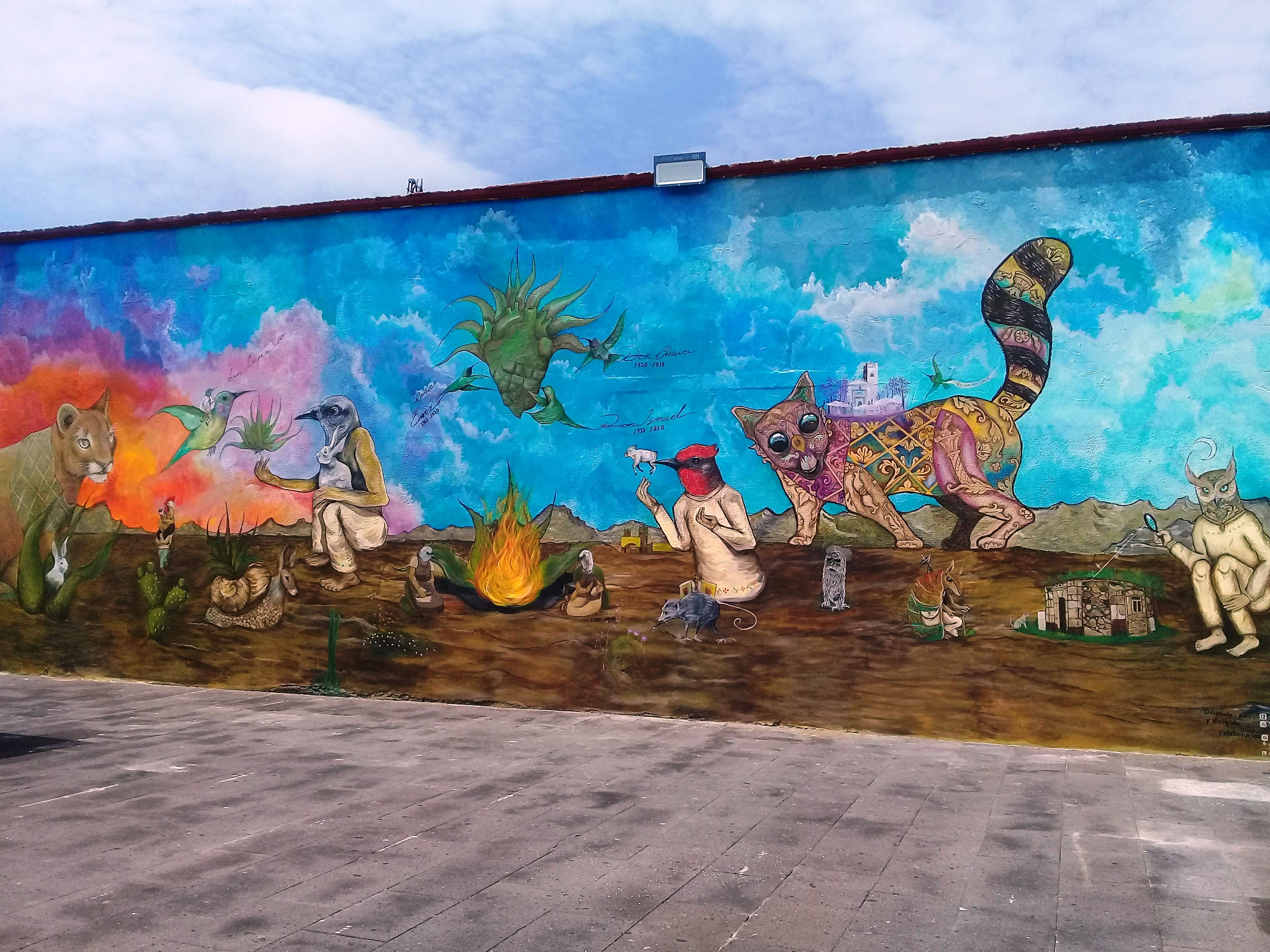
Mural "Actopan, Pueblo con sabor"

### Museos y centros culturales

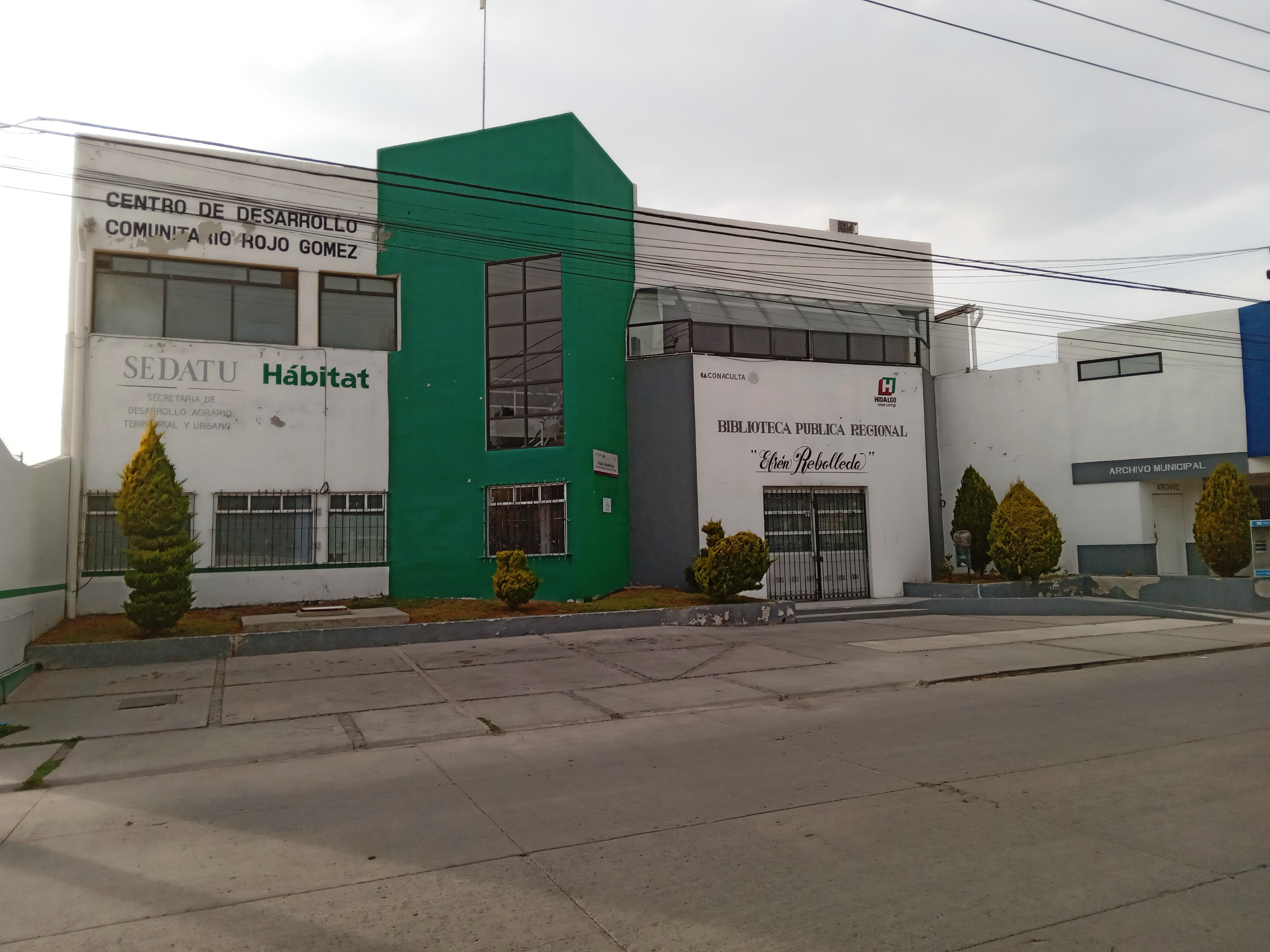
Biblioteca Efrén Rebolledo.

La ciudad cuenta con una biblioteca pública denominada: biblioteca pública municipal Efrén Rebolledo; que cuenta con 3000 volúmenes entre libros, revistas, folletos, etc., aparte que realizan actividades en el periodo vacacional impartiendo cursos a la comunidad infantil.
Se cuenta con una Casa de Cultura fundada el 24 de enero de 1991; donde se ofrecen distintos talleres de canto, cerámica, literatura, danza, escultura, fotografía, pintura, teatro, etc. También se encuentra el Teatro Manuel Ángel Núñez Soto con un aforo de 820 personas.
El Museo de Arte Religioso se inauguró el 1 de enero de 2011, se encuentra ubicado dentro del Templo y exconvento de San Nicolás de Tolentino. Presenta cuatro salas de exposición permanente y contiene arte virreinal y del siglo XIX, con muebles tallados en madera, óleos religiosos de los siglos XVIII y XIX; además de varias esculturas pintadas y estofadas.
El 20 de diciembre de 2010 se inauguró el museo y centro cultural Bicentenario, sus interiores están diseñados a fin de ofrecer talleres de danza, escultura, pintura, música y más artes, así como brindar exposiciones y venta de artesanías. El 24 de mayo de 2021, el Ayuntamiento de Actopan informó la demolición del edificio debido a que presenta asentamientos diferenciales y riesgos estructurales. Se calcula un daño patrimonial de doce millones de pesos. La demolición no se ha realizado y sin fechas para su acción.
El 30 de agosto de 2011 se empezó la construcción del Museo Deportivo Los Frailes, también llamado "Galería del Deporte"; abrió sus puertas al público el 13 de enero de 2012. La edificación consiste de dos plantas: la primera con una superficie de 165 m², alberga un vestíbulo, escaleras, galería y un pabellón de exhibición; y la segunda planta consiste en una sala de juntas, sanitarios y terraza con vista hacia el campo deportivo Los Frailes.
El Museo Deportivo Los Frailes se encuentra dedicado a distintos atletas actopenses como: Velia Flores Guerrero, seleccionada en los Juegos Paralímpicos de Sídney 2000 y Atenas 2004, los ciclistas Rubén Lugo Caballero, Premio Estatal del Deporte 2002 y Gabriel Cuéllar Valdez, seleccionado en los Juegos Olímpicos de México 1968, y en los Juegos Panamericanos de Winnipeg 1967, y quien fuera Campeón Nacional de Ruta en las ediciones de 1966 y 1968.

### Fiestas
En la ciudad se festejan todas las conmemoraciones de México. En los primeros días de marzo se realiza un desfile que conmemora la llegada de la primavera con estudiantes de nivel preescolar. El 13 de septiembre se realiza una ceremonia cívica por los Niños Héroes, con la participación de las diferentes instituciones educativas. El Aniversario de la Independencia de México se celebra con la representación del Grito de Dolores por parte del Alcalde, venta de antojitos mexicanos, espectáculo de fuegos artificiales y un baile popular, todo esto el 15 de septiembre. El 16 de septiembre se realiza un desfile conmemorativo a cargo de las escuelas primarias de la ciudad con una asistencia promedio de 3000 personas. Durante el Aniversario de la Revolución mexicana el 20 de noviembre se realiza un desfile conmemorativo a cargo de las escuelas secundarias, bachilleres, preparatorias y público en general, con una asistencia de 3000 personas aproximadamente. Además desde 2010 en la ciudad se realiza un concurso de Huapango, que aglutinará entre 200 y 250 competidores de distintos estados.

#### Fiestas religiosas y patronales
Entre las principales fiestas religiosas de la ciudad se encuentran, el día de la Candelaria el 2 de febrero. Una tradición en México es vestir cada año a las figuras para cada presentación que se realiza, y comer tamales ese día. La fiesta de la Cruz de Mayo, realizada el 3 de mayo, esta fiesta dedicada al levantamiento de la cruz se da casi en todos los puntos de la ciudad y en obras en construcción. En el jardín El Salto anualmente se realiza una misa en esta fecha.
La principal feria patronal se realiza en honor a San Nicolás de Tolentino, santo patrono de la ciudad, se realiza los primeros días de septiembre. Todos lo eventos se realizan en el atrio del Templo y exconvento de San Nicolás de Tolentino. En ella se dan cita las peregrinaciones provenientes de distintas localidades y se realizan diversas ceremonias religiosas; el principal día de la celebración es el 10 de septiembre.
Todo el año se hacen fiestas patronales rindiéndole culto al santo de cada una de las parroquias en las colonias de la ciudad. En la colonia Los Olivos, en la parte norte de la ciudad el 28 de octubre se realiza una pequeña feria en honor de San Judas Tadeo, con diversos eventos culturales y deportivos. También en la colonia Guadalupe se realiza una feria en honor a la Virgen de Guadalupe el 12 de diciembre. En la colonia Cañada Chica Aviación el 15 de octubre se realiza una feria en honor a Santa Teresa de Jesús.
En la colonia Pozo Grande se realiza una feria en honor a la Virgen de Guadalupe el 12 de diciembre. También en Pozo Grande se destaca la feria del 21 de junio en donde se festeja al Sagrado Corazón de Jesús, con actividades como el barril encebado, gallos, jaripeo,exposiciones, juegos pirotécnicos, se hacen procesiones por las principales calles de la colonia, misas.

#### Semana Santa
Del año 2011 al año 2020, el Viernes de Dolores en el interior del Templo y exconvento de San Nicolás de Tolentino se colocaba un Altar de Dolores en honor a la Virgen de Dolores. Esta tradición mexicana se remonta al siglo XVII. En él se colocaba una escultura tallada en madera policromada del siglo XIX, en la parte más alta y céntrica. El altar se acompañaba de velas o sirios encendidos que aluden a los siete dolores de la Virgen y la luz de Dios. También se elaboraban frontales y tapetes de aserrín pintado, pétalos de flores y semillas, con el fin de recrear en ellos los instrumentos de la Pasión, asimismo, se acomodaban hierbas olorosas, como la manzanilla. Se colgaban esferas que se armarán con la técnica de origami modular, con papel morado y dorado.
Durante Semana Santa se realiza una procesión y misa del Domingo de Ramos, en las calles del centro de la localidad que termina con una misa en la capilla abierta del Templo y exconvento de San Nicolás de Tolentino. El Jueves Santo se realiza una misa y representación de la la Última Cena y el lavatorio de los pies realizado por Jesús. El Viernes Santo se realiza una procesión conmemorando el vía crucis, y crucifixión de Jesús de Nazaret esta se realiza por las calles de la ciudad empezando y culminando en la capilla abierta del Templo y exconvento de San Nicolás de Tolentino. Además en por la tarde nohe se realiza una Procesión del Silencio en honor a la Virgen de la Soledad. Esta procesión se realiza por las principales calles del centro de la ciudad empezando en el Templo y exconvento de San Nicolás de Tolentino. En Sábado Santo se realiza una misa de la Vigilia Pascual, Signo de Cristo Resucitado; esto se realiza en la capilla abierta del Templo y exconvento de San Nicolás de Tolentino.
También se realizan misas y procesiones en las distintas iglesias de la ciudad. Como en la colonia Pozo Grande, donde desde 2006 se realiza una la Pasión, Muerte y Resurrección de Jesús de Nazaret; en las principales calles de la colonia.

#### Día de muertos

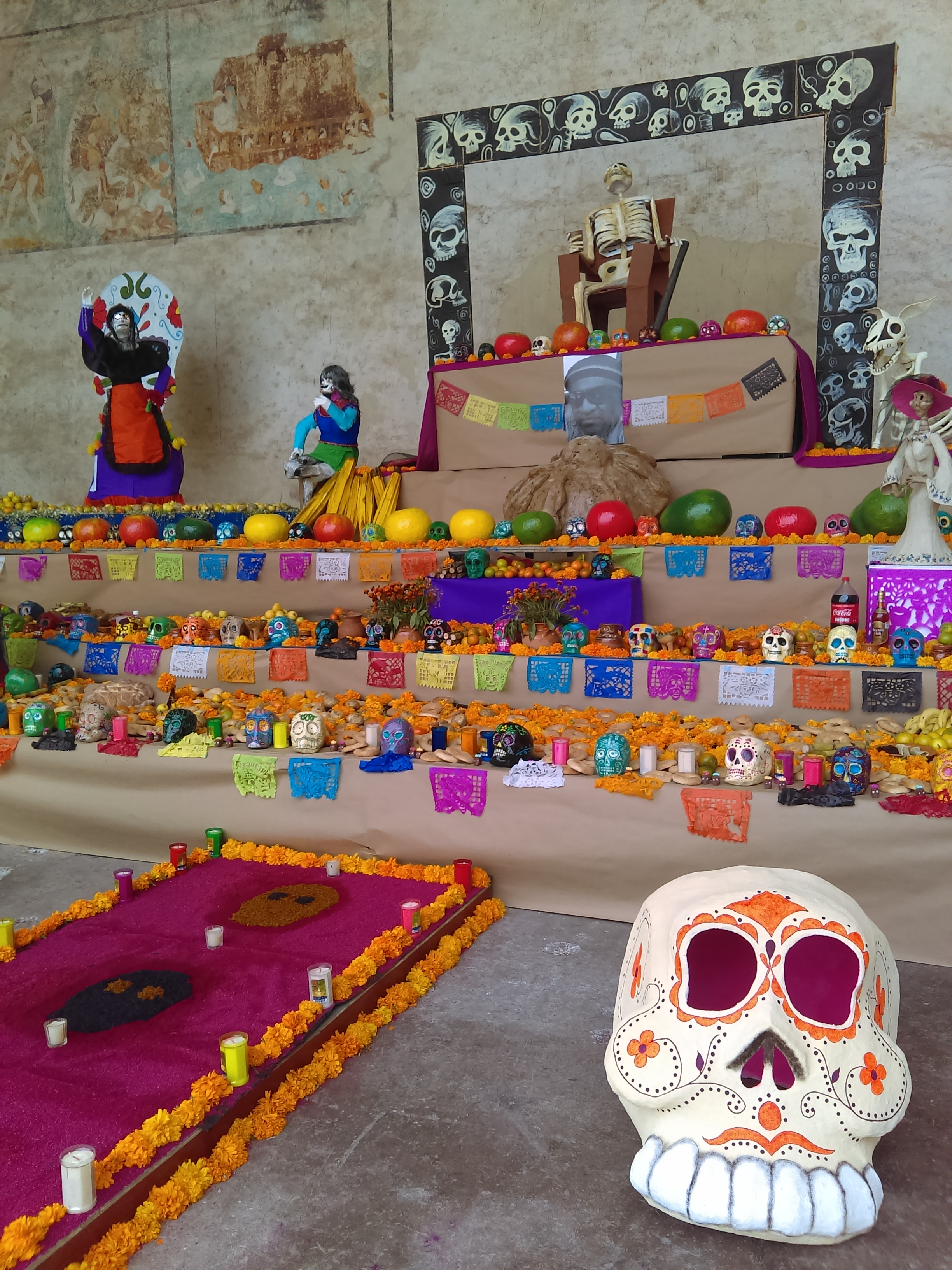
Altar de Día de Muertos en 2018.

Otra tradición de gran importancia es la celebración del Día de Muertos, en la cual algunas personas colocan una altar de muertos en sus casas, la cual está compuesta por fruta de la temporada, alimentos típicos de la región y flores de cempasúchil. Así como llevar flores al cementerio el 1 y 2 de noviembre. En la ciudad durante esas fechas se pone un tianguis dedicado a la venta de calavera de alfeñique, pan de muerto, papel picado, fruta, veladoras, copal e incienso, entre otras cosas. También se llevan a cabo distintos programas culturales en esta fecha, principalmente una exhibición de altares.
Entre los otomíes del Valle del Mezquital la ofrenda, se compone por un piso de tierra, dos muros laterales de carrizos y uno central compuesto por pencas de maguey. Se acostumbra elaborar estructuras a base de mesas y cajas, cubiertos con manteles y servilletas bordadas. Una vez logrados dichos “basamentos”, se colocan en ellos las ofrendas. Cuando no se arman los “basamentos”, las familias suelen hacer “tendidos”, sea con petates o algún otro elemento propicio, y en ellos colocan frutos, flores, comida, lo mismo que velas y copal.

#### Fiestas Decembrinas

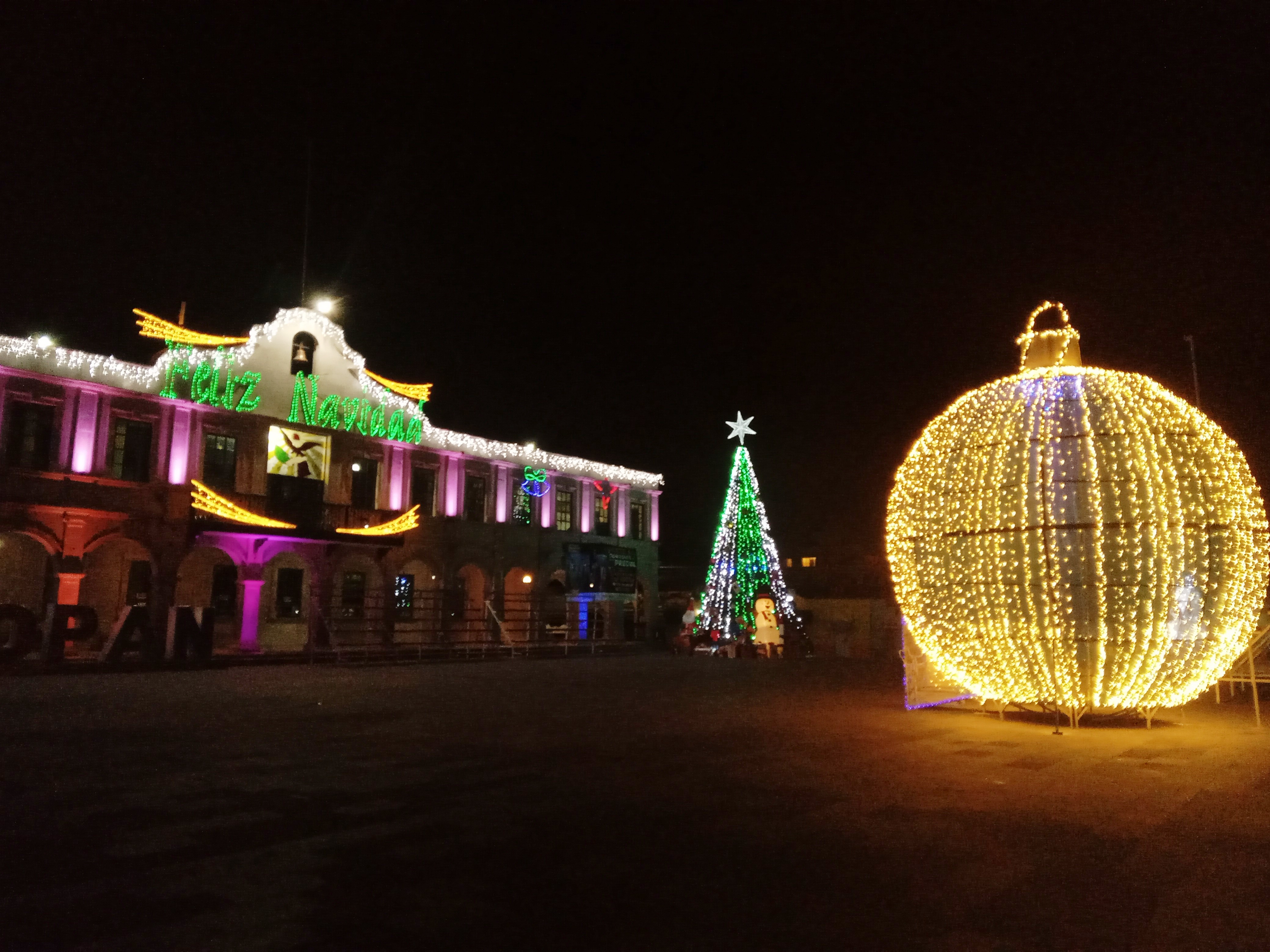
Árbol de Navidad en 2022.

Durante el mes de diciembre se realizan las denominadas Fiestas Decembrinas, en las que se lleva a cabo el encendido del árbol de Navidad de la ciudad el cual tiene en promedio 12 m de altura. Este árbol de Navidad se coloca desde el año 2009; durante el encendido hay fuegos pirotécnicos, música, representaciones de distintas historias sobre la Navidad, y villancicos.
El 12 de diciembre se realizan los tradicionales festejos a la Virgen de Guadalupe con múltiples peregrinaciones, fuegos pirotécnicos y misas. También se festejan las Posadas (16 al 24 de diciembre), Navidad, Nochevieja y Año Nuevo.
El 5 de enero se coloca un tianguis de juguetes en las calles del centro de la ciudad. Del año 2012 al año 2020, en el mes de enero se realizaba una Cabalgata de Reyes Magos, este desfile incluía juegos pirotécnicos, carros alegóricos adornados de distintos cuentos infantiles, siendo principal el que transporta a los Reyes Magos.

#### Feria Actopan
La Feria Actopan, también denominada Feria de la Barbacoa; se realiza anualmente a principios del mes de julio. Desde el año 1949, el día festivo oficial es el 8 de julio, fecha que se toma como el día de la fundación de la ciudad en el año de 1546. La feria se realiza en la Unidad Deportiva Municipal recinto ubicado en la parte nordeste de la ciudad, y algunas actividades se realizan en el denominado centro de la ciudad; recibe aproximadamente entre 130 000 y 150 000 visitantes, considerando todos los eventos.
Se desarrollan actividades deportivas y eventos culturales, así como bailes, charreadas y un desfile conmemorativo; así como obras de teatro, bandas de música, exposiciones de pintura, exposición de autos antiguos, funciones de circo, lucha libre; también se instalan juegos mecánicos y se queman castillos pirotécnicos. Destaca la muestra gastronómica con una gran exposición y venta de comida. Desde el año 1971 se realiza el concurso de la barbacoa y desde el año 2017 se realiza el Festival del Ximbó.

### Artesanías y traje típico

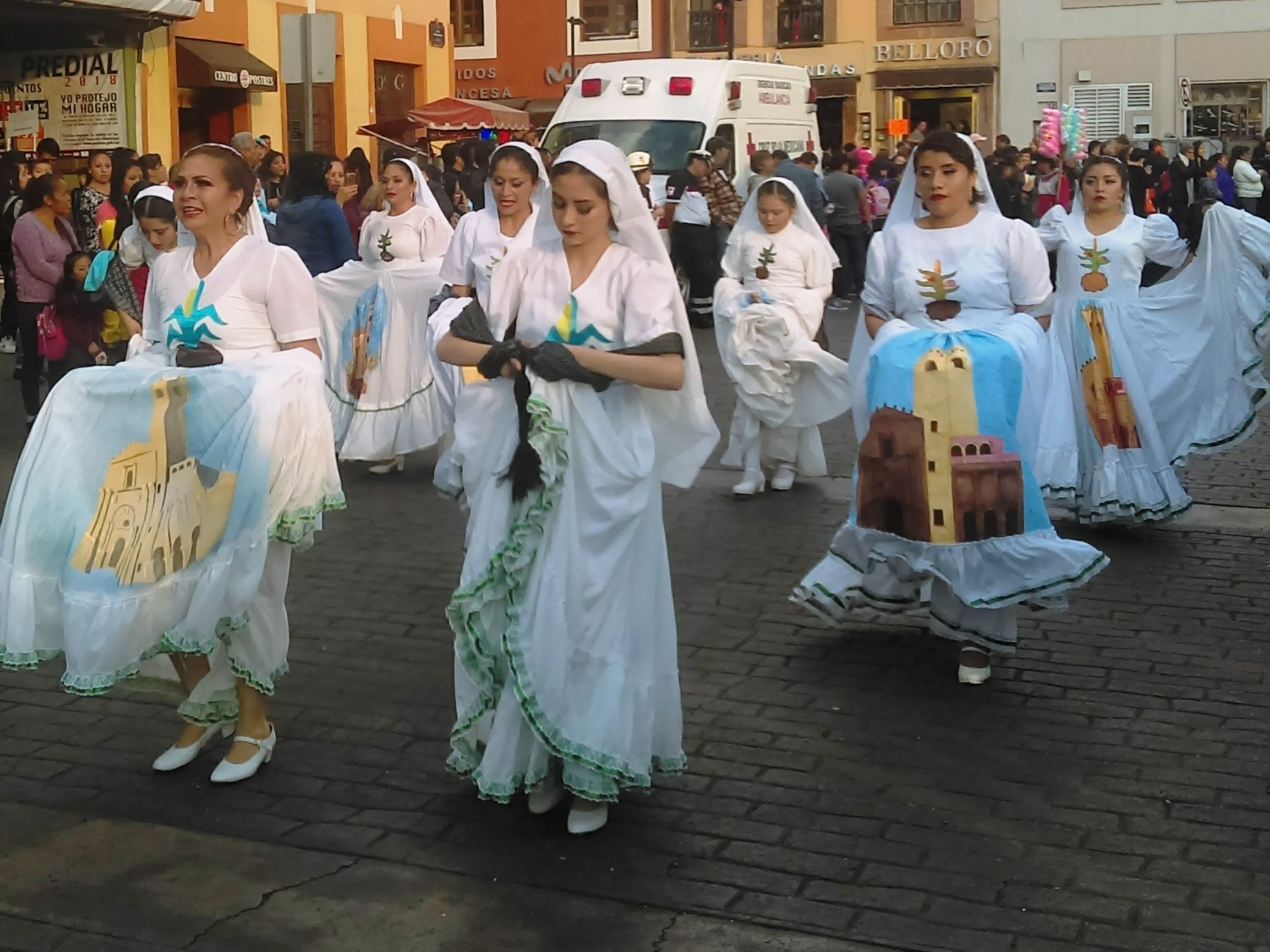
Traje típico de Actopan.

En la ciudad se fabrican bordados sobre tela con técnicas como el punto de cruz y el deshilado. En la cestería se crean cestos, sombreros, morrales teniendo como materia prima la palma. También se realiza la talabartería, así como trabajos de cerámica y alfarería.
Para el traje típico se llega a designar el vestuario utilizado en el baile folklórico: “Actopan Ciudad de Cara Bonita”, con coreografía y diseño de vestuario por Abel Pérez Ángeles, Eleuterio Acosta Zúñiga y Teresa León Lopéz. En este predomina el color blanco, para las mujeres el conjunto se encuentra elaborado de satín, destaca la falda con la imagen del exconvento de Actopan, con un olán de 25 cm, con terminado en encajes de color verde; la blusa blanca con la imagen del glifo de Actopan. Se remata el conjunto con un rebozo y calzado blanco. Para los hombre es camisa y pantalón con bordado “pepenado” (bordado otomí, representa el Nahui Ollin). Acompañado con un sombrero de dos pedradas y botines blancos.
El traje típico del Valle del Mezquital, es de origen otomí; los hombres usaban calzón de manta y camisa de manta con algunos tejidos bordados, sombrero de palma y huaraches. El traje de las mujeres consiste una blusa de manta, cinta bordada, rebozo de hilo de ayate, falda de tela de color o blanca de manta, cinta para el cabello y aretes de vidrio.

### Gastronomía

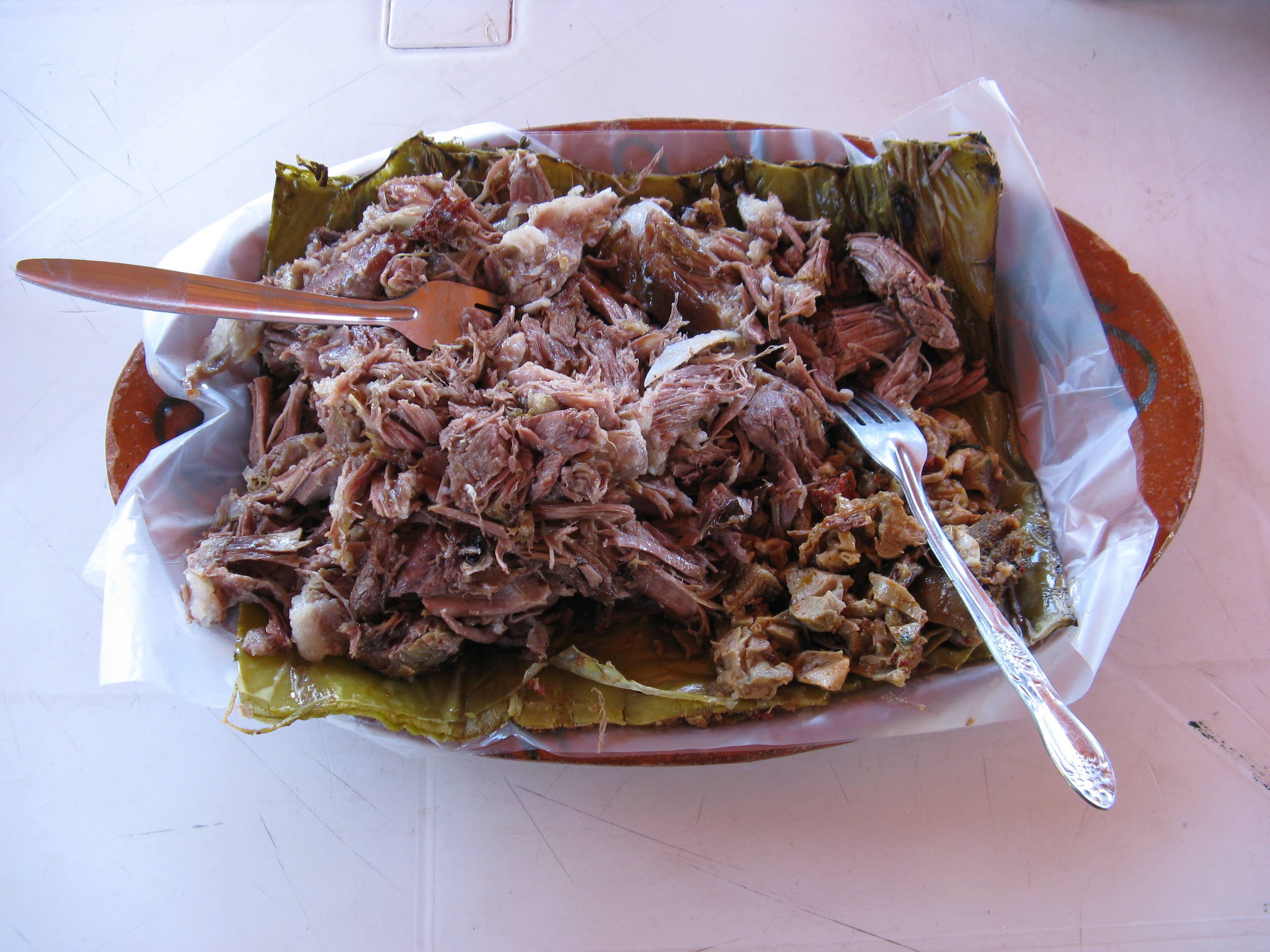
Barbacoa de borrego, platillo típico de la ciudad.

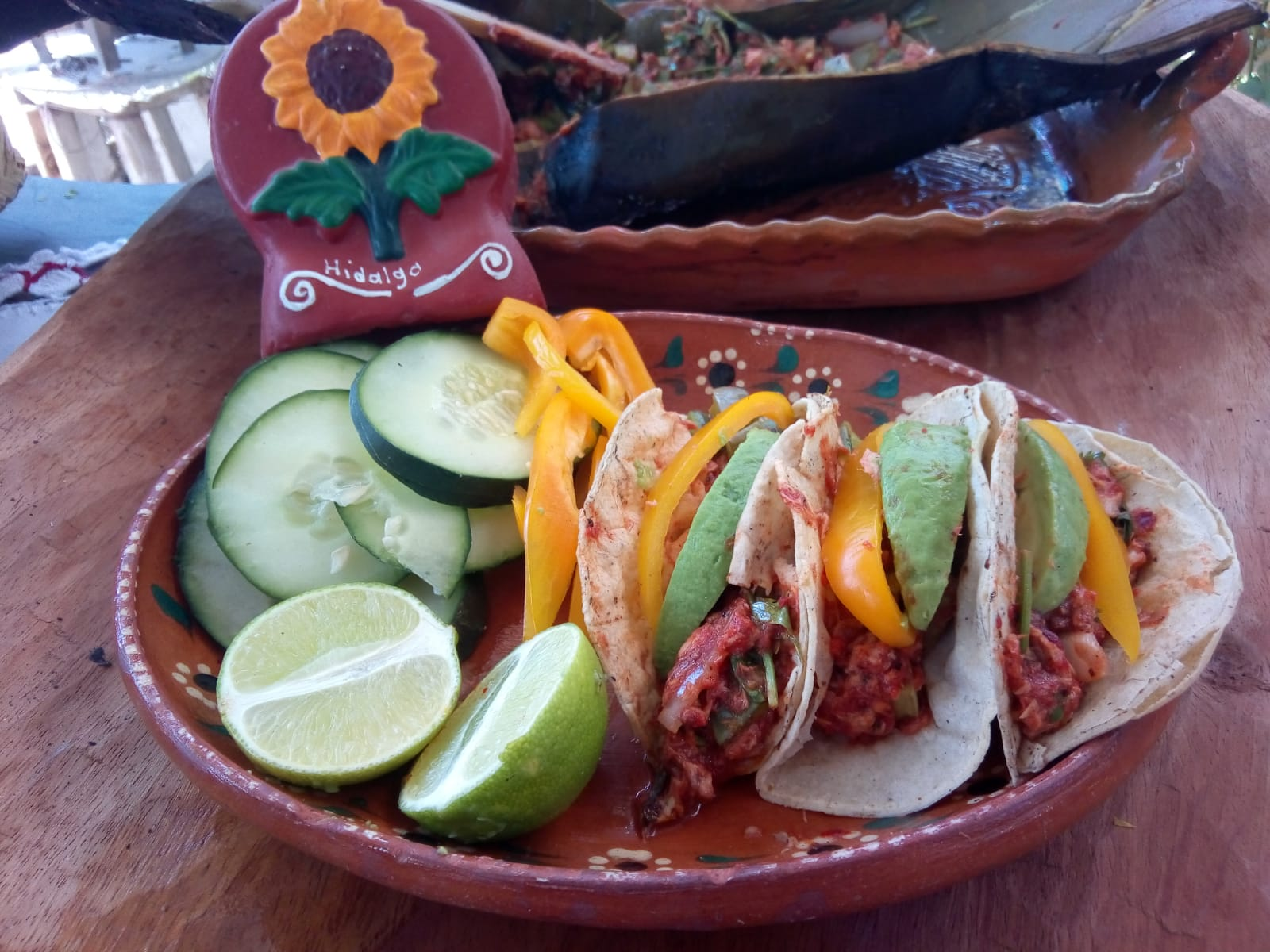
Tacos de Ximbó, otro platillo típico de la ciudad.

En gastronomía el platillo tradicional es la barbacoa horneada en un horno subterráneo y envuelta en pencas de maguey, elaborada con carne de vacuno, de oveja, y de cabra.  En un principio, se realizaba con perros de la raza xoloitzcuintle, así como de otros animales. Fue hasta tiempo después de la llegada de los españoles que se empezó a utilizar principalmente la oveja.
Además como uno de sus platillos principales se encuentra el ximbó, también conocido como “pollo en penca”; este platillo en la década de 1990 es cuando comenzó a comercializarse. El platillo consiste en carne de gallo o gallina envuelto con pencas de maguey y horneado en un horno subterráneo; cuenta también con nopales, cuero, chamorro o costilla de cerdo y hasta ternera.
Asimismo del Valle del Mezquital, proceden las tunas y el xoconostle (tunas ácidas con almíbar o mermelada) como postre; escamoles y chinicuiles guisados con flores de diferentes cactáceas, como maguey, sábila, mezquite, garambullo, nopal; los chamuis (escarabajos del árbol de mezquite); los xagis (frijoles tiernos con carne de cerdo y chile pasilla) y los mixiotes. La bebida típica, es el pulque, al igual que el aguamiel; este último es lo primero que se extrae del maguey; posteriormente, cuando se fermenta, da como resultado el pulque, del cual se derivan los curados. Otros platillos y comidas típicos son: las chalupas, pambazos, tacos, los mixiotes, mole, tlacoyos, sopes, quesadillas y las gorditas.

## Infraestructura

### Transporte

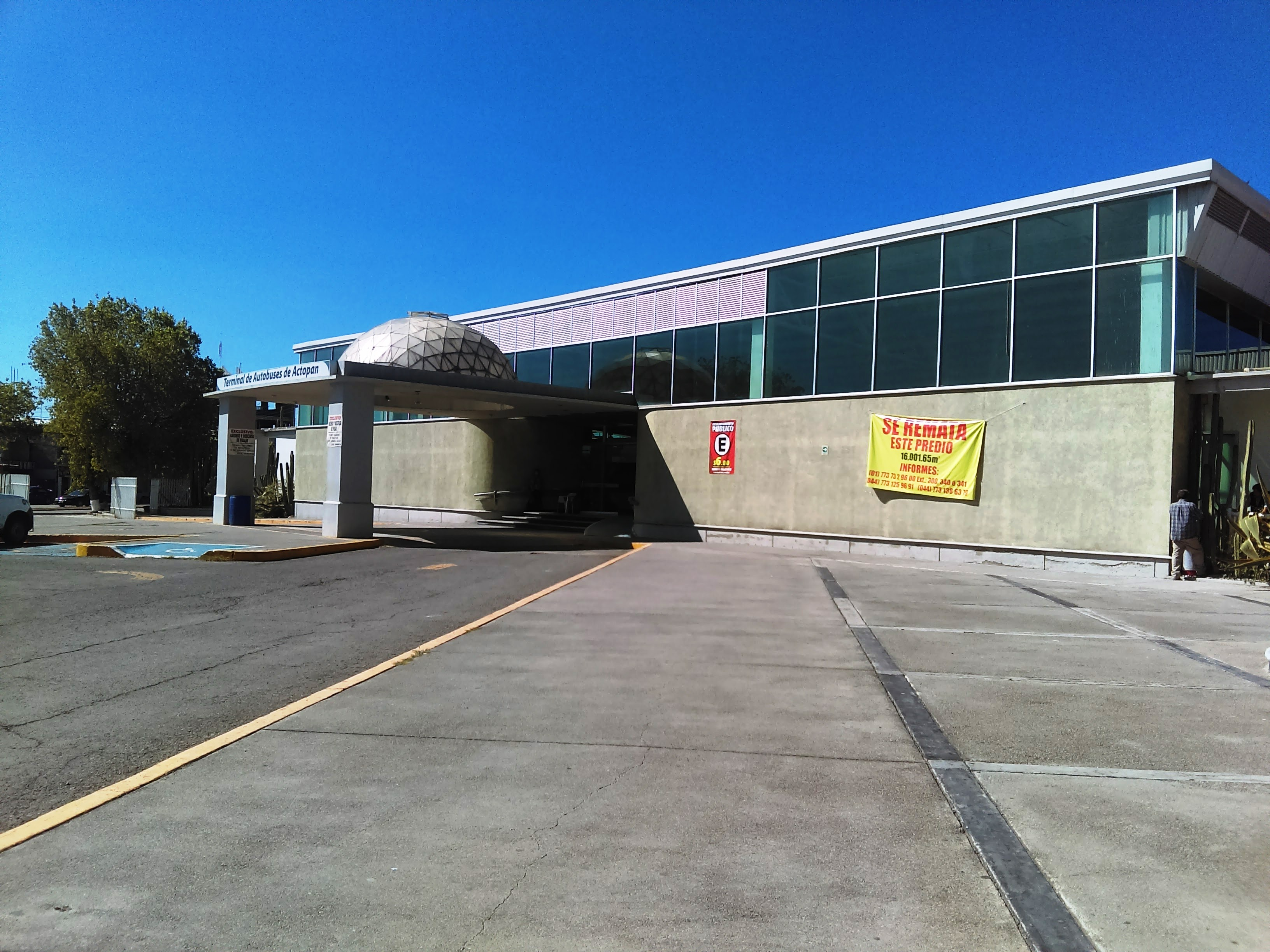
Terminal de Autotransportes de Actopan "Antonio Mejía Gandolffi".

La carretera federal 85 México-Laredo, es la principal vialidad de la ciudad, permite realizar una distribución e intercambio de bienes y servicios. En ella entronca la carretera Actopan-Tula, una de las carreteras más importantes a nivel estatal. Además, la ciudad cuenta con el bulevar Oriente, que funciona como libramiento permitiendo un traslado más rápido de turismo y comercio con destino a la Ciudad de México o Nuevo Laredo.
La ciudad cuenta con una terminal de autobuses; la Terminal de Autotransportes de Actopan "Antonio Mejía Gandolffi" (TAAC), entre los destinos nacionales se encuentran la Ciudad de México; Monterrey, Nuevo León; Santiago de Querétaro, Querétaro; Reynosa, Tamaulipas; Guadalajara, Jalisco; Ciudad Valles, San Luis Potosí; y destinos dentro del estado de Hidalgo como Pachuca, Ixmiquilpan, Zimapán, Tulancingo y Tula de Allende.

### Medios de comunicación

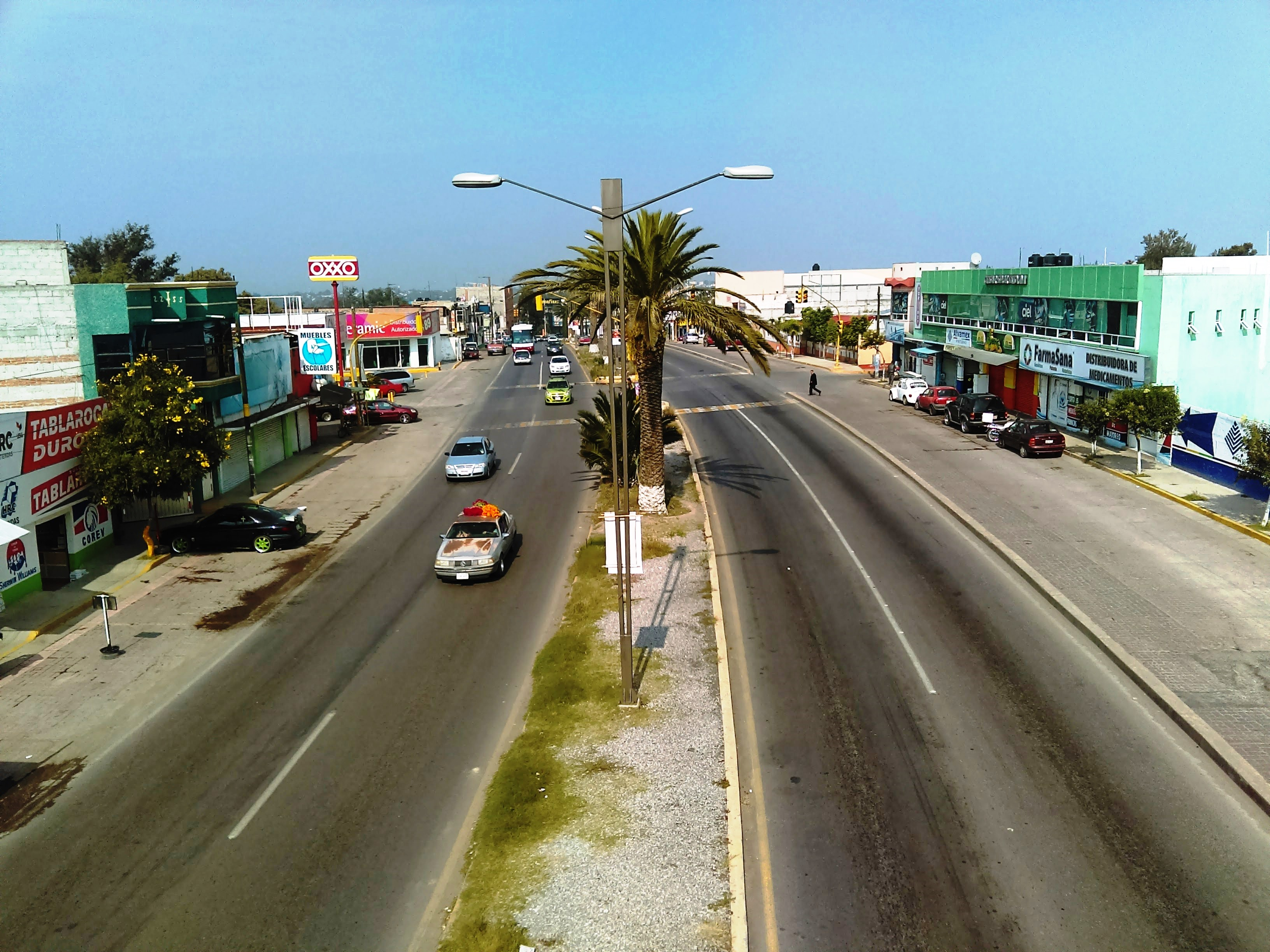
Carretera Federal 85 en su paso por la ciudad.

En cuanto a medios de comunicación, cuenta con Internet, red telefónica y telefonía celular. La señal de televisión, llega por señales de cable y abierta como Televisa y TV Azteca; también recibe la señal del canal estatal: Canal 3 Hidalgo.
La ciudad cuenta con una señal radiofónica, Radio UAEH Actopan (XHPECW-FM), siendo la quinta estación que conforma el Sistema Universitario de Radio y Televisión de la UAEH; que inicio actividades el 26 de febrero de 2019. También se encontraba Radio Actopan (XHACT-FM), que funciono bajo el mando de Radio y Televisión de Hidalgo; esta inicio actividades el 29 de noviembre de 2010 y concluyó el 28 de noviembre de 2022.
La ciudad cuenta con una Administración Postal de Correos de México, un espacios públicos conectados al Programa México Conectado y un Centros Comunitarios Digitales. El código postal de la localidad es 42500, y su prefijo telefónico es 772.

### Educación

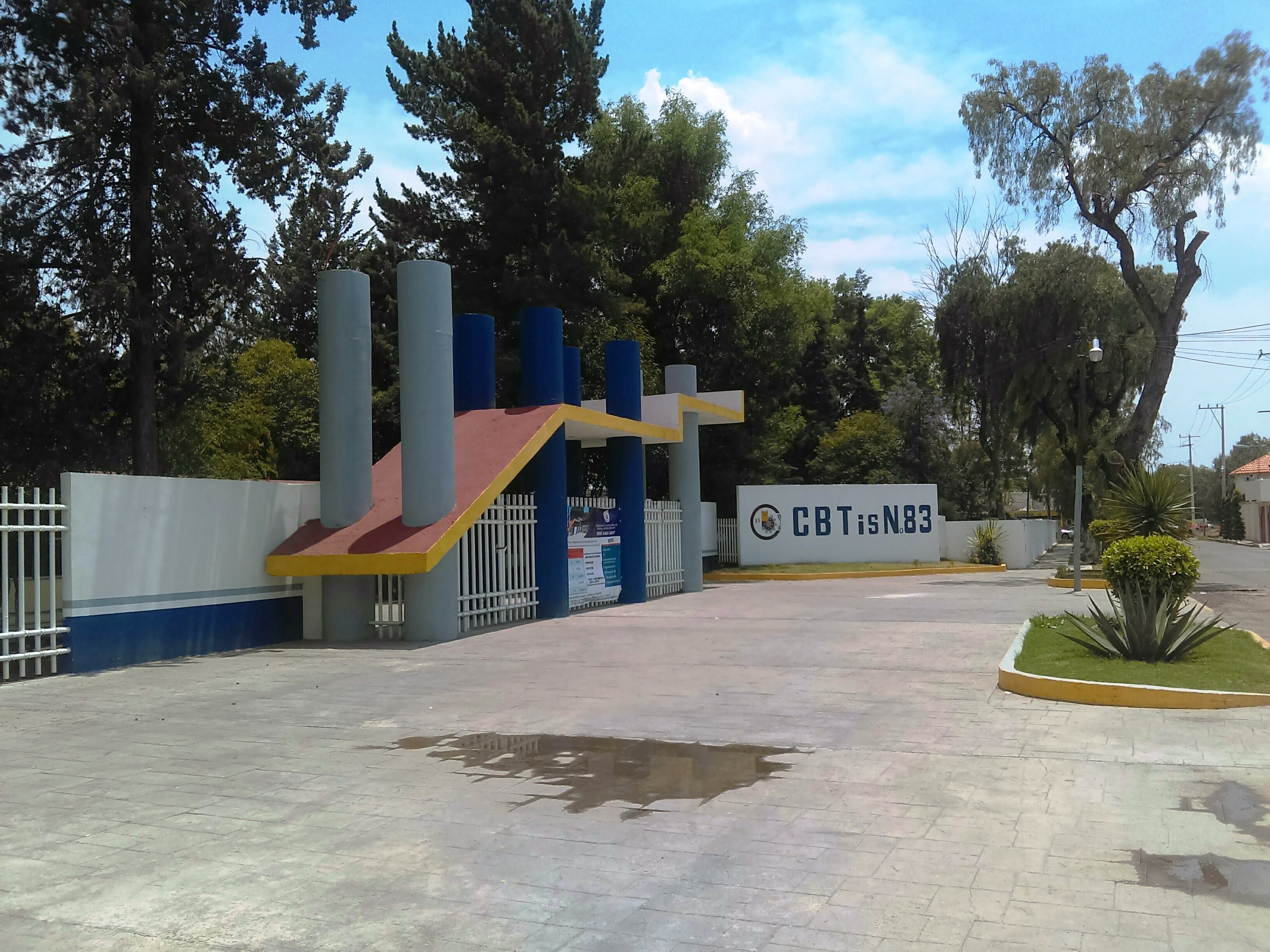
Centro de Bachillerato Tecnológico Industrial y de Servicios N.º 83. "Pedro María Anaya Álvarez".

La población analfabeta es del 4.07 %; y la población con educación básica incompleta es de 30.16 %. Para el ciclo escolar 2018-2019, la educación inicial o maternal se cuenta con doce escuelas, 24 docentes y 505 alumnos; la educación preescolar cuenta con veintitrés escuelas, 87 docentes, y 1762 alumnos; la educación primaria cuenta con veinticuatro escuelas, 223 docentes y 5280 alumnos; la educación secundaria cuenta con once escuelas (ocho general, dos telesecundaria y una técnica), 116 docentes y 3083 alumnos; la educación media superior registra diez escuelas (tres tecnológicos y siete generales).
En la educación media superior sobresale la Escuela Preparatoria Actopan, institución dependiente de la Escuela Superior Actopan perteneciente a la UAEH; la cual inició actividades en 2014, con modalidad de bachillerato general. También sobresale el Centro de Bachillerato Tecnológico Industrial y de Servicios N.º 83. "“Pedro María Anaya Álvarez”", institución dependiente de la Dirección General de Educación Tecnológica Industrial (DGETI), que inició actividades el 29 de septiembre de 1975. También se encuentra el Colegio de Estudios Científicos y Tecnológicos del Estado de Hidalgo (CECyTEH) Plantel Actopan y el Colegio de Bachilleres del Estado de Hidalgo (COBAEH) Plantel Actopan.
Dentro de la educación superior se encuentra el Centro de Estudios Universitarios Moyocoyani, Plantel Actopan, con las licenciaturas de Pedagogía y Informática Administrativa. También esta la Escuela Superior Actopan de la Universidad Autónoma del Estado de Hidalgo (UAEH), con las licenciaturas de Derecho, Psicología, Diseño Gráfico, Creación y Desarrollo de Empresas. El 17 de julio del 2000 inicia actividades, sus instalaciones se localizan en la localidad de El Daxthá, a las afueras de la ciudad, ocupando una extensión de 49 364.94 m² en donde aloja seis módulos, una biblioteca, dos áreas de informática, un centro de lenguas, oficinas administrativas, un auditorio, cuarto de máquinas y estacionamiento.

### Sanidad

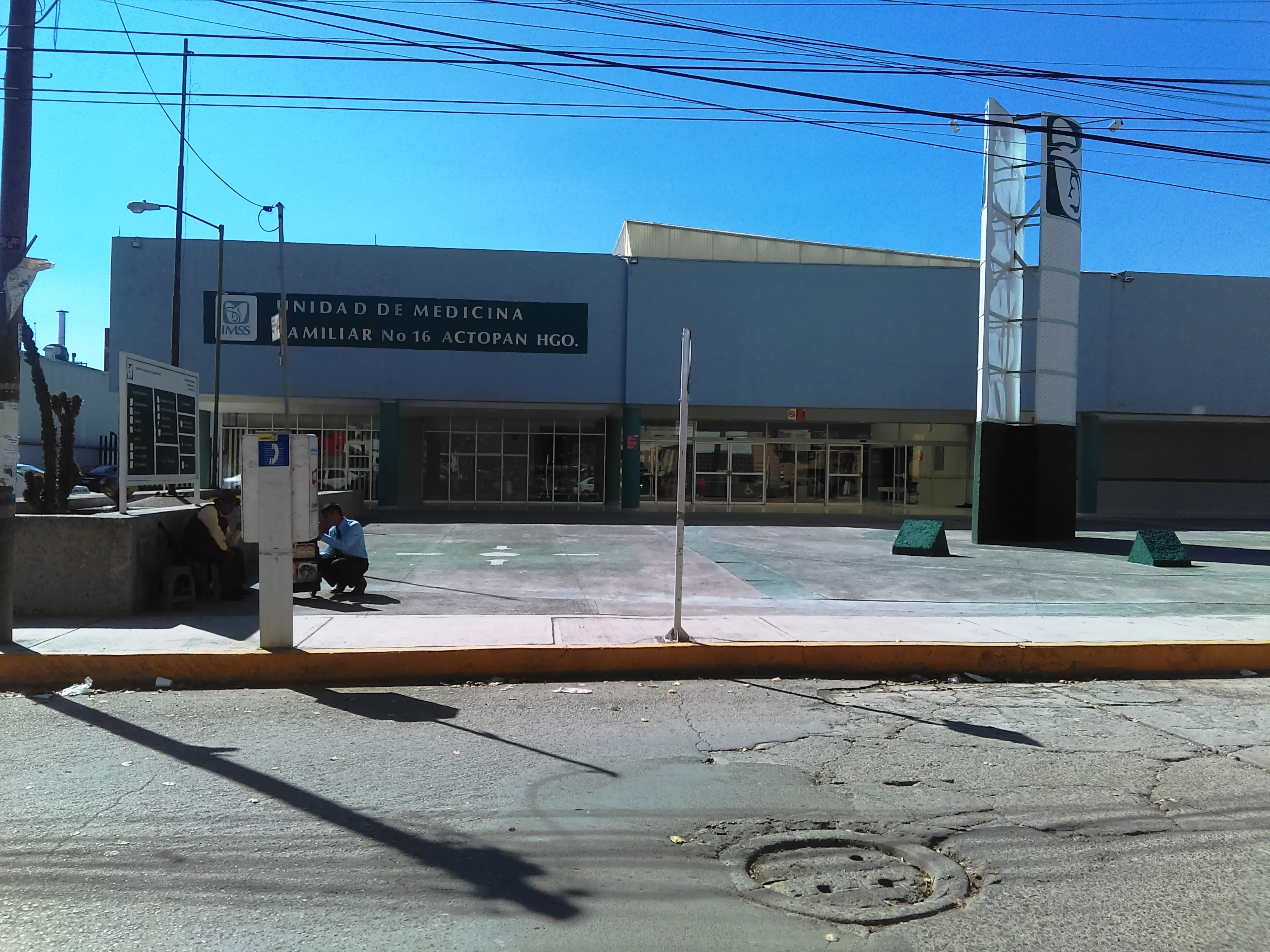
Unidad de Medicina Familiar (UMF) N.º 16 del Instituto Mexicano del Seguro Social.

En la ciudad el 42.06 % de la población no tiene derechohabiencia a servicios de salud. En la ciudad se encuentra la Unidad de Medicina Familiar (UMF) N.º 16 del Instituto Mexicano del Seguro Social; la Unidad de Medicina Familiar del Instituto de Seguridad y Servicios Sociales de los Trabajadores del Estado; y una clínica de la Cruz Roja Mexicana. También se cuenta con dos centros de salud de Secretaría de Salud de Hidalgo, uno ubicado en la colonia Chapultepec y otro ubicado en la colonia Cañada Chica Aviación.
El Hospital General de Actopan, inaugurado en el año 2000. Para la atención de la población operan siete áreas de consulta externa y subespecialidades; dos de urgencias y ginecología; en tococirugía se cuenta con sala de expulsión, sala de labor de parto y camas de recuperación; para hospitalización son treinta camas censables con central de enfermeras, neonatología, y quirófano.

### Servicios públicos

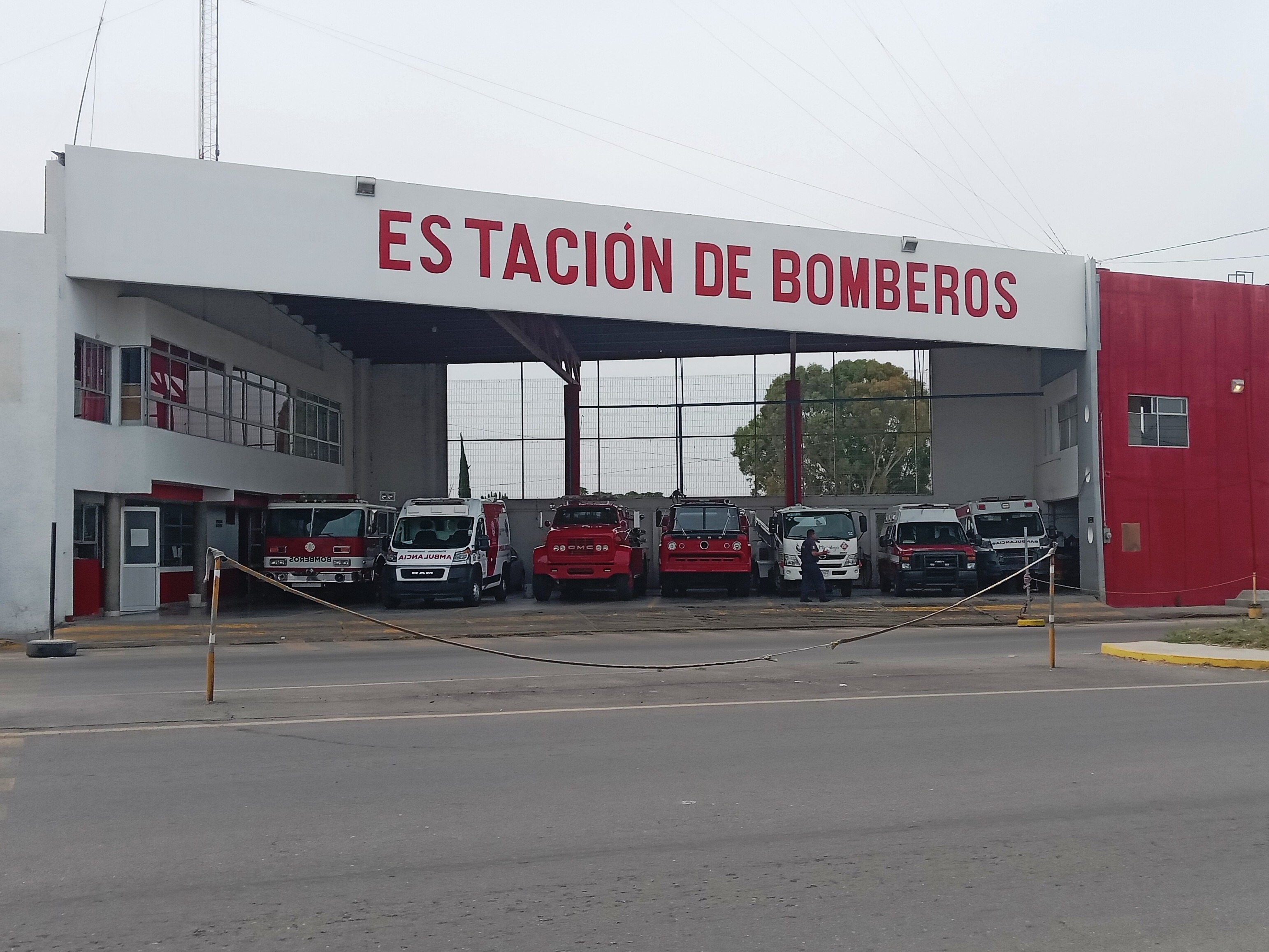
Estación de bomberos en Actopan.

Los servicios públicos son agua potable, drenaje y electricidad; la disponibilidad de estos servicios en el municipio es parcialmente escasa. El servicio de agua potable, drenaje y alcantarillado está a cargo de la Comisión de Agua y Alcantarillado Sistema Actopan (CAASA). Se cuenta con ocho pozos de agua para solventar el servicio a la población, con una dotación de catorce millones de litros al día; se estima que un actopense utiliza 205 litros de agua al día.
Mientras que la Comisión Federal de Electricidad (CFE) se encarga de la electricidad y alumbrado público.  La ciudad cuenta con una estación de bomberos, en cuanto a seguridad pública cuenta con una agencia del Ministerio Público del Fuero Común con diez agentes. También la ciudad cuenta con un Centro de Readaptación Social (Cereso).

## Economía

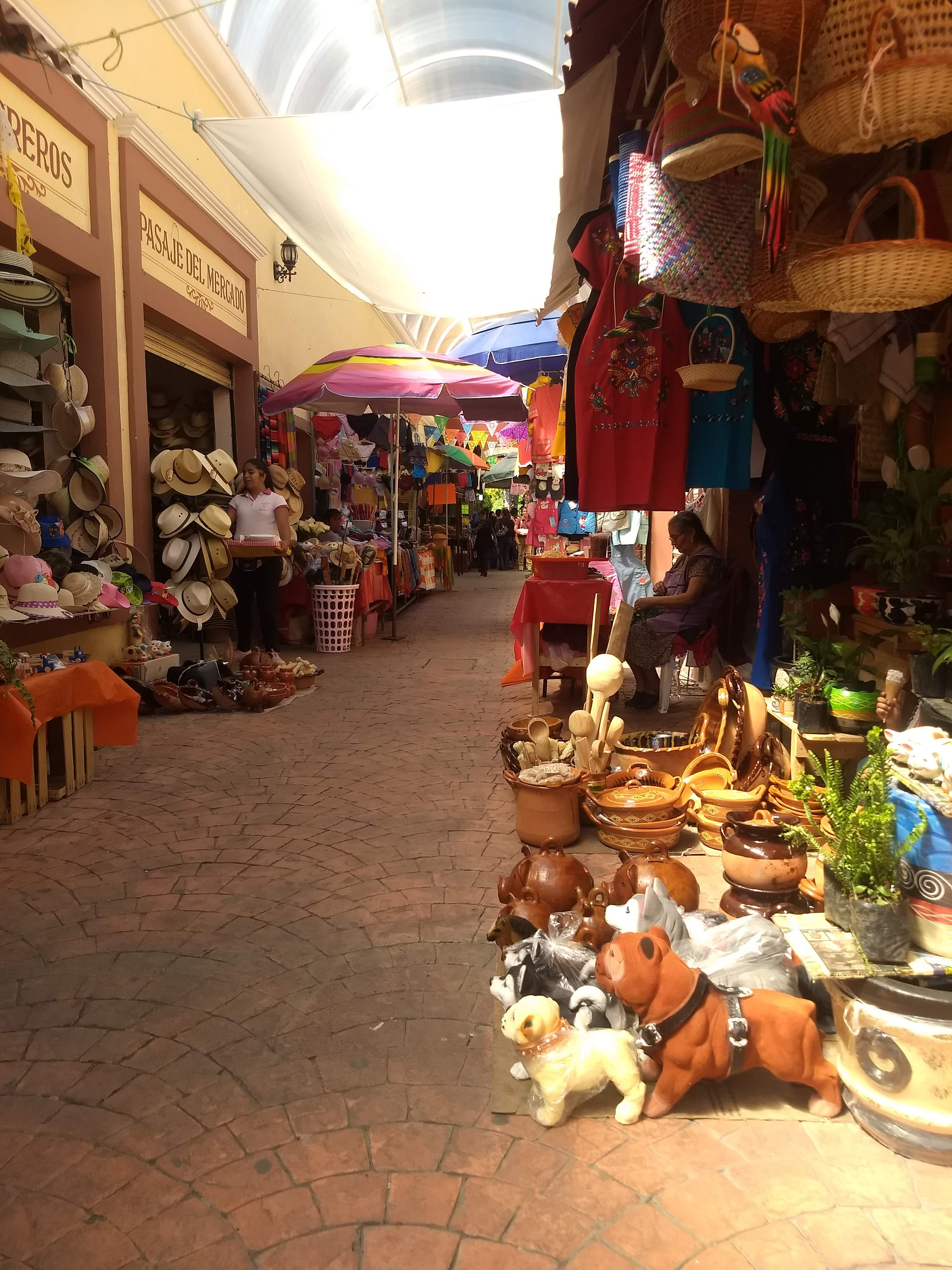
Interior del Mercado 8 de julio.

En 2015 presentó un Índice de desarrollo humano de 0.776 (Alto). En cuanto a finanzas hay nueve sucursales bancarias, entre las que se encuentran de Banamex, BBVA, Banco Azteca, HSBC, BanCoppel. En la industria existen pequeñas empresas de manufactura como es la de huaraches, ladrillo para construcción, y maquiladoras de ropa.
En cuanto a agricultura y ganadería las zonas de pastoreo y los cultivos se encuentran en las colonias que se encuentran a la periferia de la ciudad como Cañada Chica Aviación, Cañada Chica, La Estación, El Cerrito, Dos Cerritos y Pozo Grande; siendo actividades de poca producción en la ciudad. En agricultura la pequeña producción es de maíz y alfalfa; y en ganadería la producción es principalmente de avicultura con aves de corral.
La ciudad cuenta con un rastro inaugurado en 2015, el cuenta con una superficie de 3500 m²; cuenta con áreas administrativas, de carga, descarga, el área de la nave principal y los corrales, donde se puede sacrificar durante ocho horas alrededor de ochenta reces y el doble de porcinos.

### Comercio

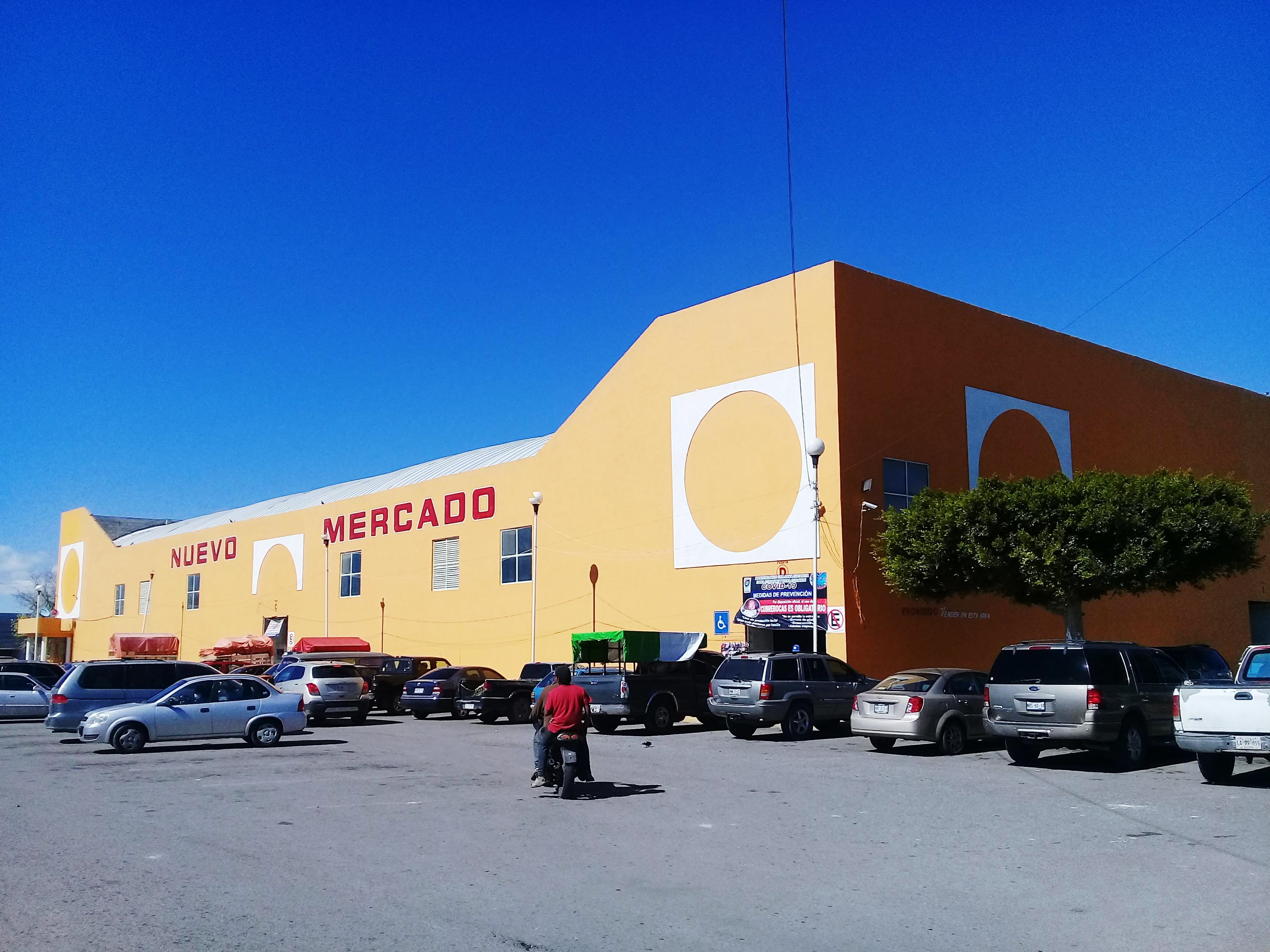
Mercado Jamaiquitas.

#### Tiendas y mercados
El comercio se ubica fundamentalmente en el centro de la ciudad y en las calles aledañas a él, sobre todo, la comercialización de ropa, zapatos, frutas y legumbres; se cuenta además con cadenas comerciales como Farmacias Guadalajara, Coppel y Oxxo; además de dos tiendas de autoservicios, Mi Bodega Aurrera y Soriana Mercado antiguamente Bodega Comercial Mexicana. La ciudad cuenta con dos tiendas del programa Diconsa; así como de dos lecherias Liconsa las colonias El Cerrito y La Floresta.
La ciudad cuenta con dos mercados: el Mercado 8 de julio y el Mercado Jamaiquitas. El principal mercado de la ciudad es el Mercado 8 de julio, cuenta con  dos niveles para albergar la actividad comercial y un estacionamiento subterráneo. Fue construido en 1965; en 2014 empezó la remodelación del mercado, y la construcción del estacionamiento subterráneo, el 2 de abril de 2015 el mercado fue reinaugurado. El Mercado Jamaiquitas fue construido en 2008, y cuenta con cerca de 30 locales.

#### Tianguis

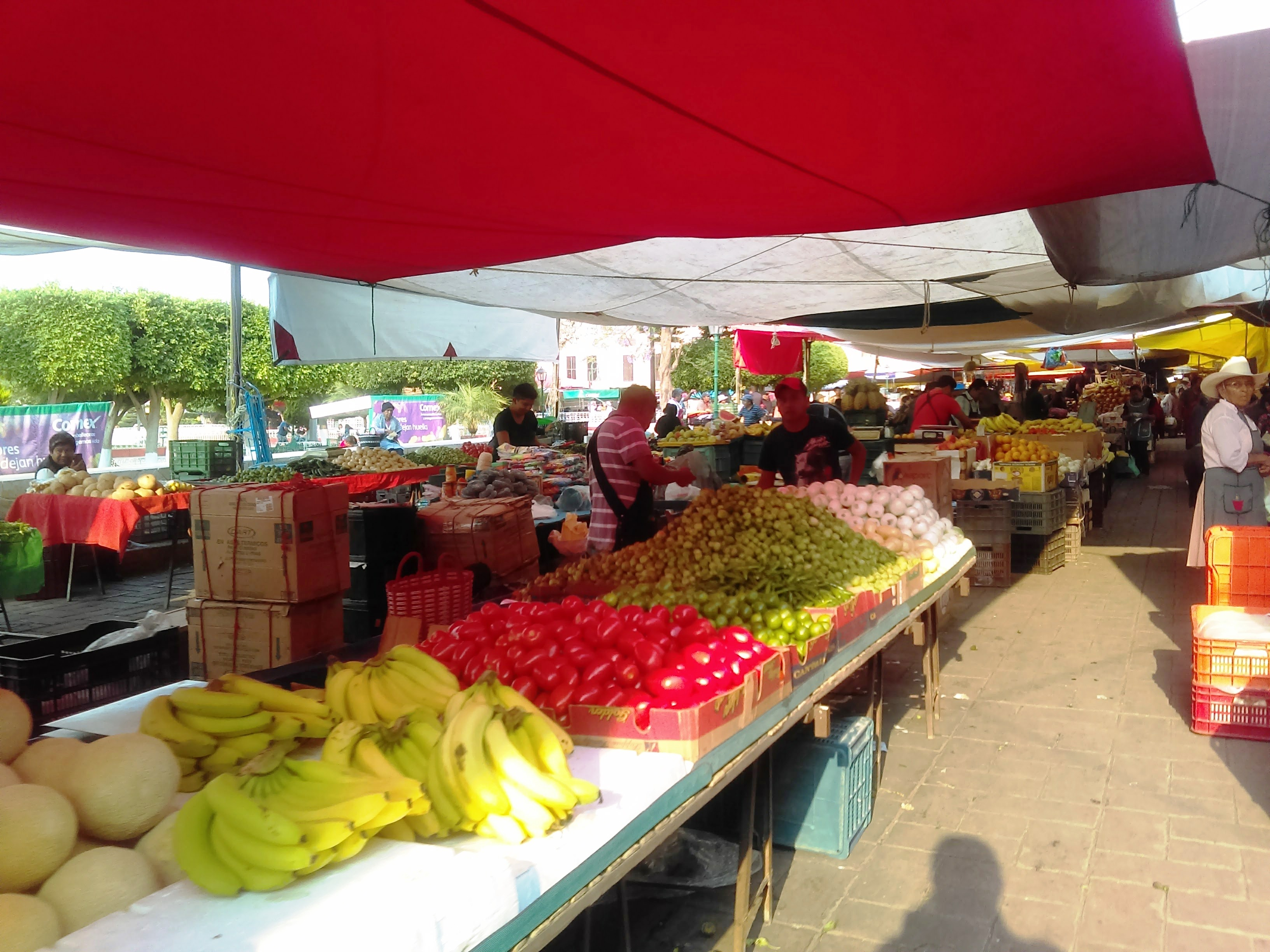
Tianguis de Actopan que se instala todos los miércoles.

En la ciudad se colocan tianguis los días miércoles y domingo. El tianguis del día miércoles es uno de los más importantes del Valle del Mezquital. Se ubica en el denominado centro de la ciudad ocupando unos 45 414 m², repartido en unas veintidós calles. En él se encuentran una gran variedad de comerciantes que ofrecen frutas de temporada, verduras, legumbres, hierbas, piedras, cal, utensilios para cocina, productos enlatados, semillas, carne de res, de puerco, pollo, pescado, casos de aluminio, ollas de barro, herramientas, dulces, ropa, comida, etc.
No hay una fecha exacta del inicio de la colocación de este tianguis, aunque se sabe que la venta en la zona ya se realizaba desde 1550. Tiempo después los comerciantes se instalaron en la calle Efrén Rebolledo, debido a que la mayoría de vendedores provenía de Santiago de Anaya. En esta misma calle es conocida por sus puestos de comida, aguamiel y pulque; y se puede escuchar mariachi, marimba, tríos huastecos o norteños, esta zona se conoce coloquialmente como: Garibaldito.
Se estima que alrededor de veintinueve mil personas se reúnen todos los miércoles a comprar productos en este tianguis. El día domingo se coloca otro tianguis en la zona centro, este es de menor medida que el del día miércoles; en él se encuentran frutas, verduras, ropa, comida, etc. Se ubica principalmente alrededor del parque Reforma donde se encuentra el Obelisco de Actopan.

#### Central de Abastos

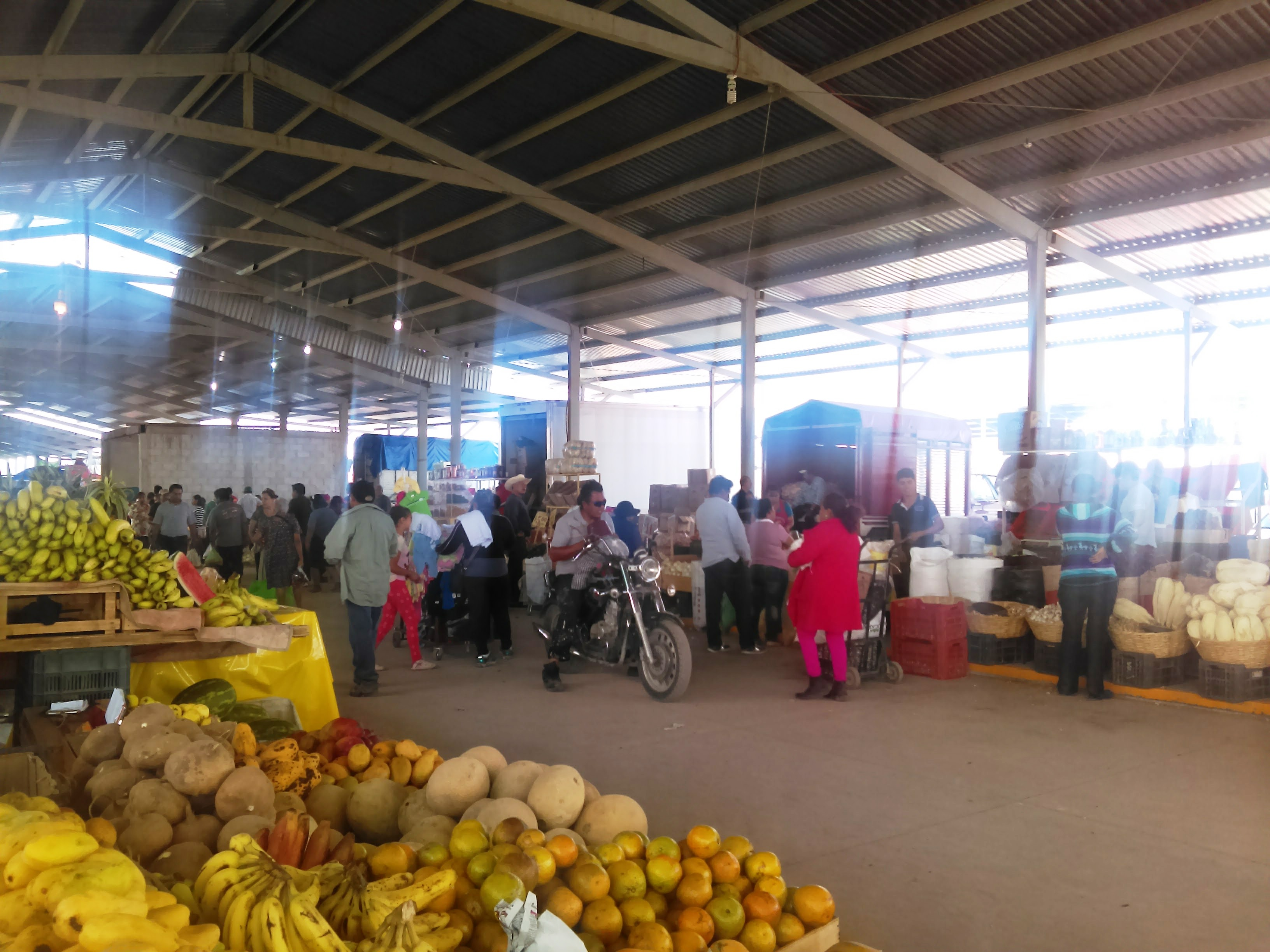
Central de Abastos.

La Central de Abastos de Actopan funciona desde el año 2005; y solo opera los días miércoles y sábado. Es el punto de comercio más grande de la región, y uno de los más importantes en el estado de Hidalgo. Los días sábados opera con una cantidad mucho menor de comerciantes y se ofrecen frutas de temporada, verduras, legumbres.
El día miércoles funciona como una extensión del tianguis que se coloca ese día en el centro de la ciudad. Este día alberga a un aproximado de cinco mil comerciantes provenientes de diferentes municipios de Hidalgo; en una extensión de diecisiete hectáreas.
Cuenta con áreas de venta de forraje, ganado (bovino, porcino, ovino y caprino) y aves de corral, venta de abarrotes, fruta y verduras (mayoreo y menudeo); así como un área donde se venden aparatos eléctricos, herramienta, juguetes, artesanías, ropa, cosas de segunda mano, y demás. Este día funciona el denominado Pabellón Gastronómico que cuenta con treinta y nueve locales; donde se puede comprar comida típica de la región. También se coloca el mercado de autos usados más grande del estado, pues puede reunir hasta más de quinientos vehículos.

### Turismo

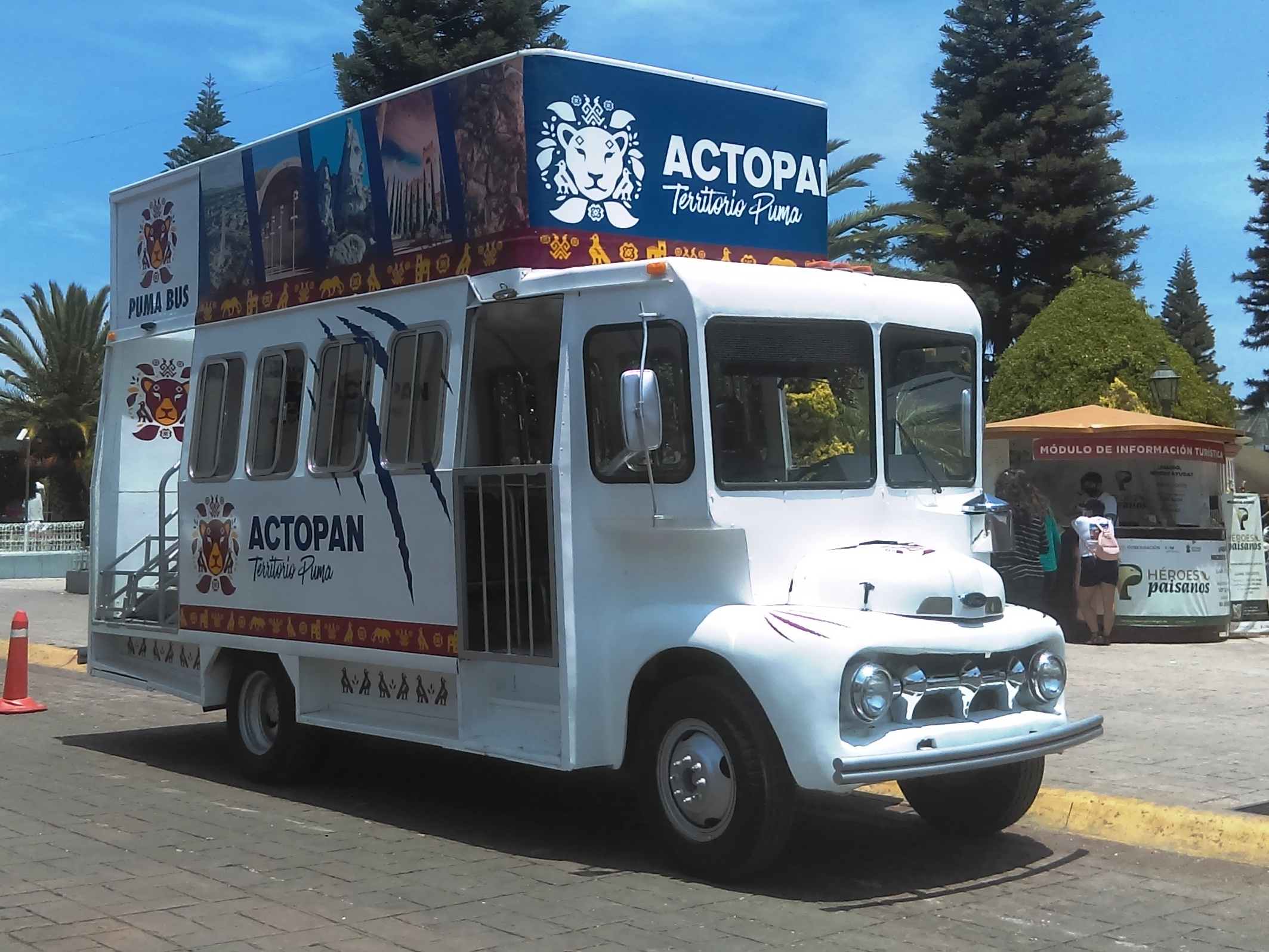
Transporte turístico de Actopan.

La ciudad presta servicio de nueve hoteles con categorías de cuatro y tres estrellas, con un total de 258 cuartos disponibles; cuenta con dieciséis restaurantes, tres cafeterías, dos centros nocturnos y nueve bares. La ciudad se encuentra dentro del denominado Corredor Turístico de los Balnearios, promovido por la Secretaría de Turismo Federal y Estatal. Este corredor pasa por los municipios de Actopan, Santiago de Anaya, Ixmiquilpan, Tasquillo, Tecozautla y Huichapan.
Desde el 27 de noviembre de 2011 la ciudad cuenta con un transporte turístico con capacidad para más de treinta personas, en sus dos niveles; el segundo nivel es descapotado. Esta transporte que recorre las principales calles y atractivos de la ciudad, durante el recorrido se dan a conocer las casas donde vivieron personajes ilustres de Actopan, como María del Carmen González doctora y altruista de la ciudad; Efrén Rebolledo poeta y escritor; y Genaro Guzmán Mayer autor del Himno al estado de Hidalgo. Este transporte no funciona todos los días, ocasionalmente solo funciona en días de fiesta local.

## Deporte

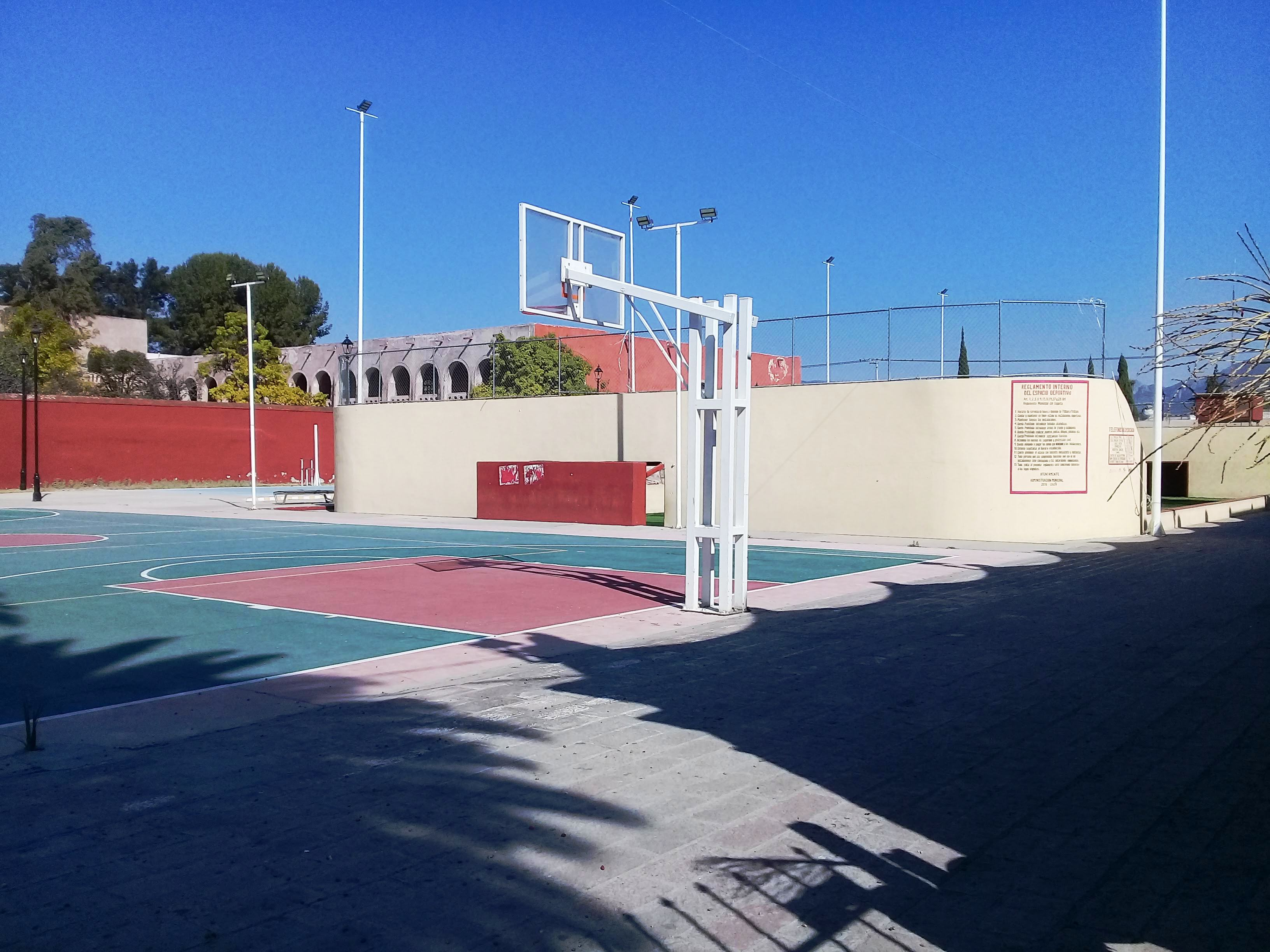
Unidad Deportiva “Las Canchitas”.

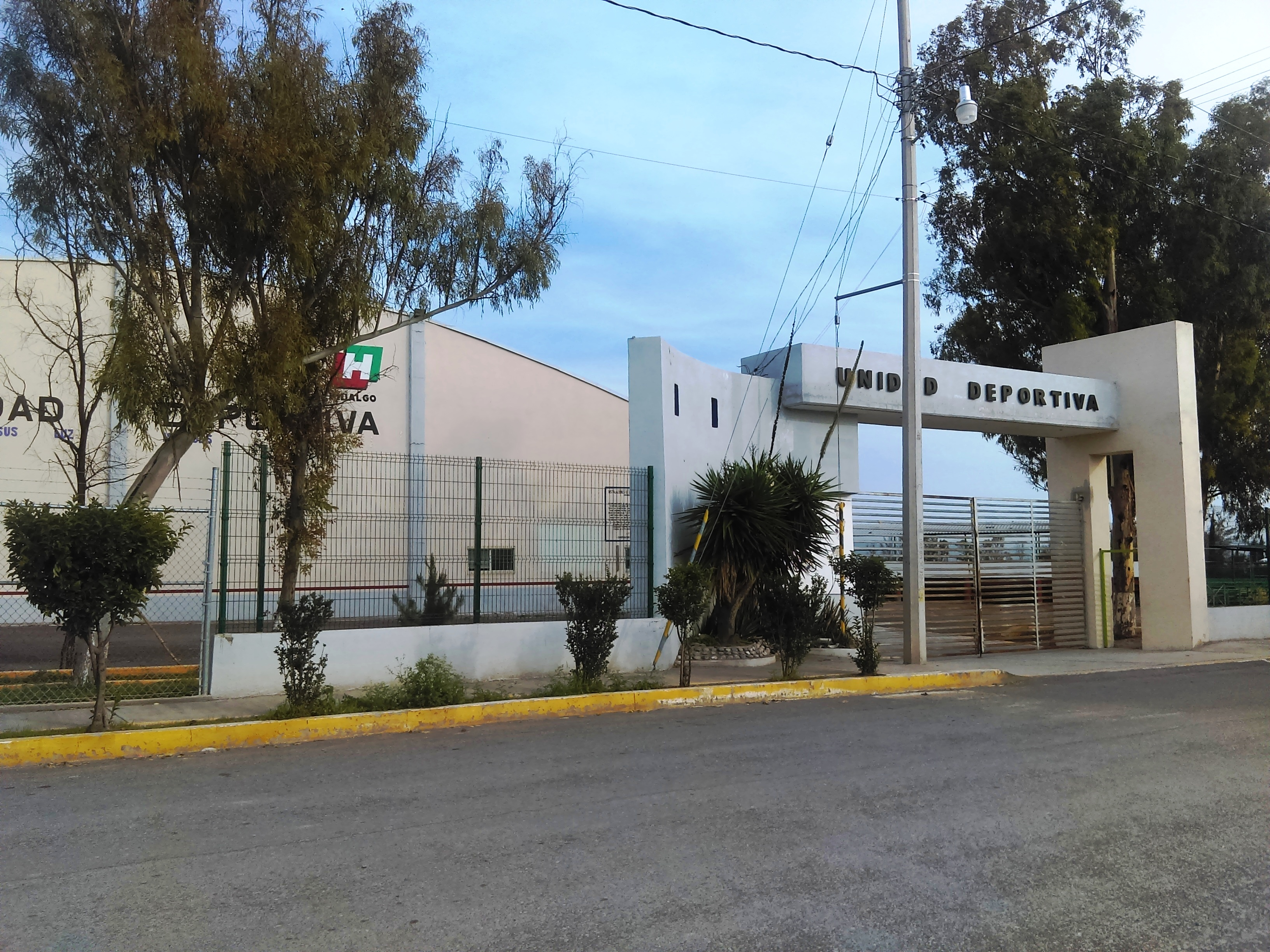
Unidad Deportiva Municipal.

En la ciudad el deporte más practicado es el fútbol, seguido de deportes como el fútbol americano, básquetbol, béisbol, voleibol, ciclismo, y atletismo entre otros. En cuanto a infraestructura deportiva se encuentra el campo de fútbol americano de los Ozesnos Actopan; así como una cancha de básquetbol en la colonia Aviación, así como una arena de lucha libre. También se cuenta con una plaza de toros que también se utiliza como lienzo charro, ubicada cerca de la localidad de El Daxthá.
En la ciudad se encuentra el lienzo charro denominado centro de convenciones o polideportivo Mañutzi, completamente techado y con cupo de tres mil personas, ubicado dentro de la Unidad Deportiva Municipal. La Unidad Deportiva Municipal Jesús Luz Meneses: cuenta con un gimnasio con canchas de voleibol y básquetbol; un campo de béisbol, además de una cancha de frontón.
El complejo deportivo Los Frailes, conocido como El Jagüey, se emplea como estadio de fútbol; de 105 m de longitud, por 57.5 m de ancho y 3 m de profundidad máxima. La Unidad Deportiva "Las Canchitas": también denominada como Unidad "Jesús Luz Meneses", cuenta con áreas para practicar fútbol rápido, voleibol y básquetbol.